# Arquitectura romànica

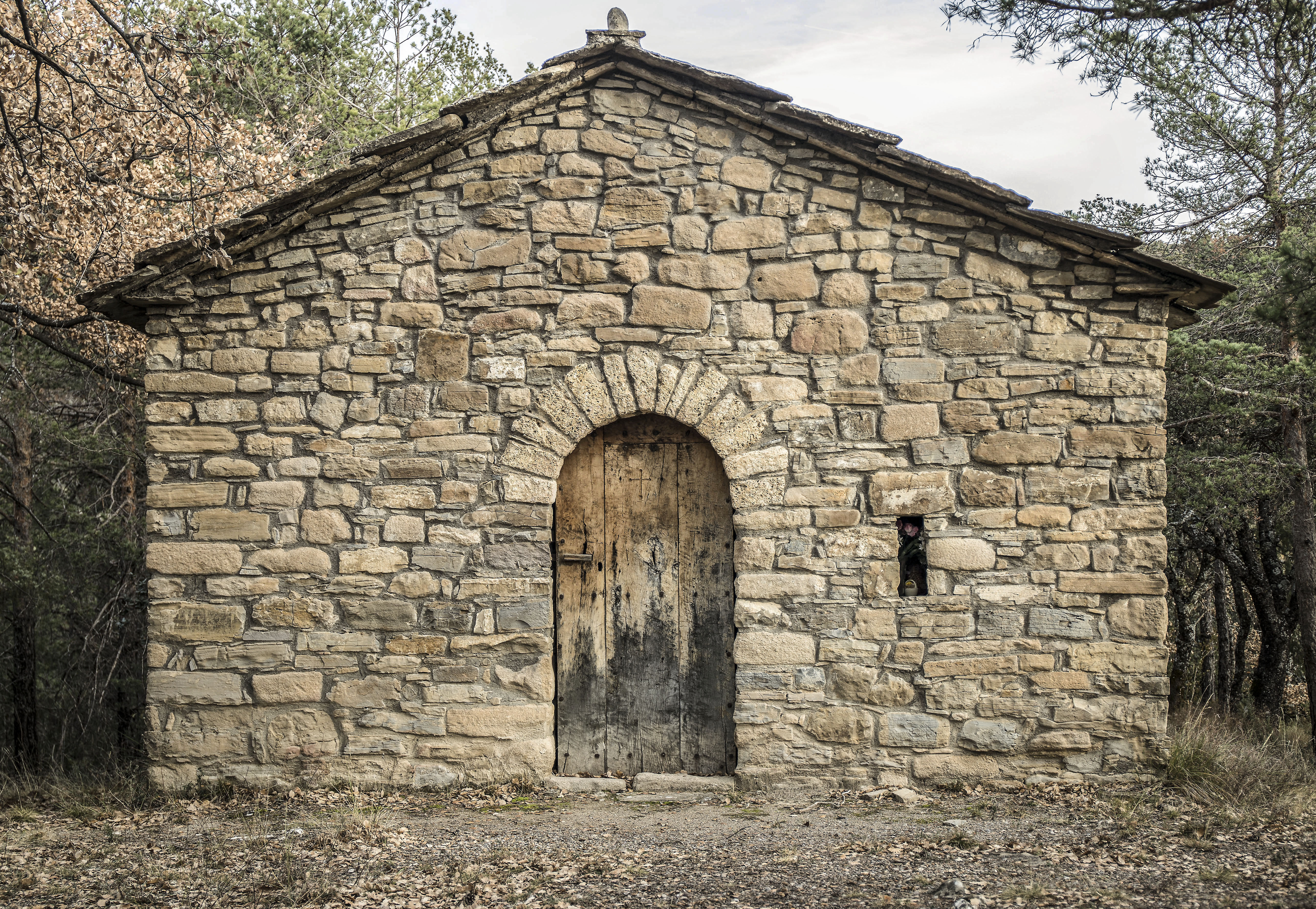
Ermita de la Mare de Déu de Pedrui, consagrada el 5 de novembre de 972 pel bisbe Odesind de Ribagorça

L'arquitectura romànica és l'estil de construcció desenvolupat a l'Europa cristiana propi de l'art romànic. Majoritàriament, s'accepta que es desenvolupà durant els segles xi i xii, malgrat que se'n troben exemples del segle x i que l'ús de l'estil subsisteix durant el xiii, i que alguns autors han datat el seu inici en el segle viii incloent-hi les construccions preromàniques. Artísticament, és normal dividir el període medieval en preromànic fins al segle x, durant l'alta edat mitjana, romànic durant la primera meitat de la baixa edat mitjana i gòtic el posterior. A partir d'inicis del II mil·lenni, l'estil es difon, ràpidament i homogènia, pel continent, principalment com a conseqüència de l'acusat fervor religiós que va envair la societat europea occidental, i és considerada el primer estil unitari europeu després de l'arquitectura romana antiga, darrere la qual s'havien desenvolupat diversos estils, propis de determinats llocs i períodes. Des del període gòtic cap a la fi del segle xviii, l'estil romànic no va ser apreciat i no va rebre atenció especial, fins que, a inicis del xix, el romanticisme suscita l'interès arreu del continent pels orígens nacionals i s'originen moviments artístics historicistes, entre els quals l'arquitectura neoromànica.

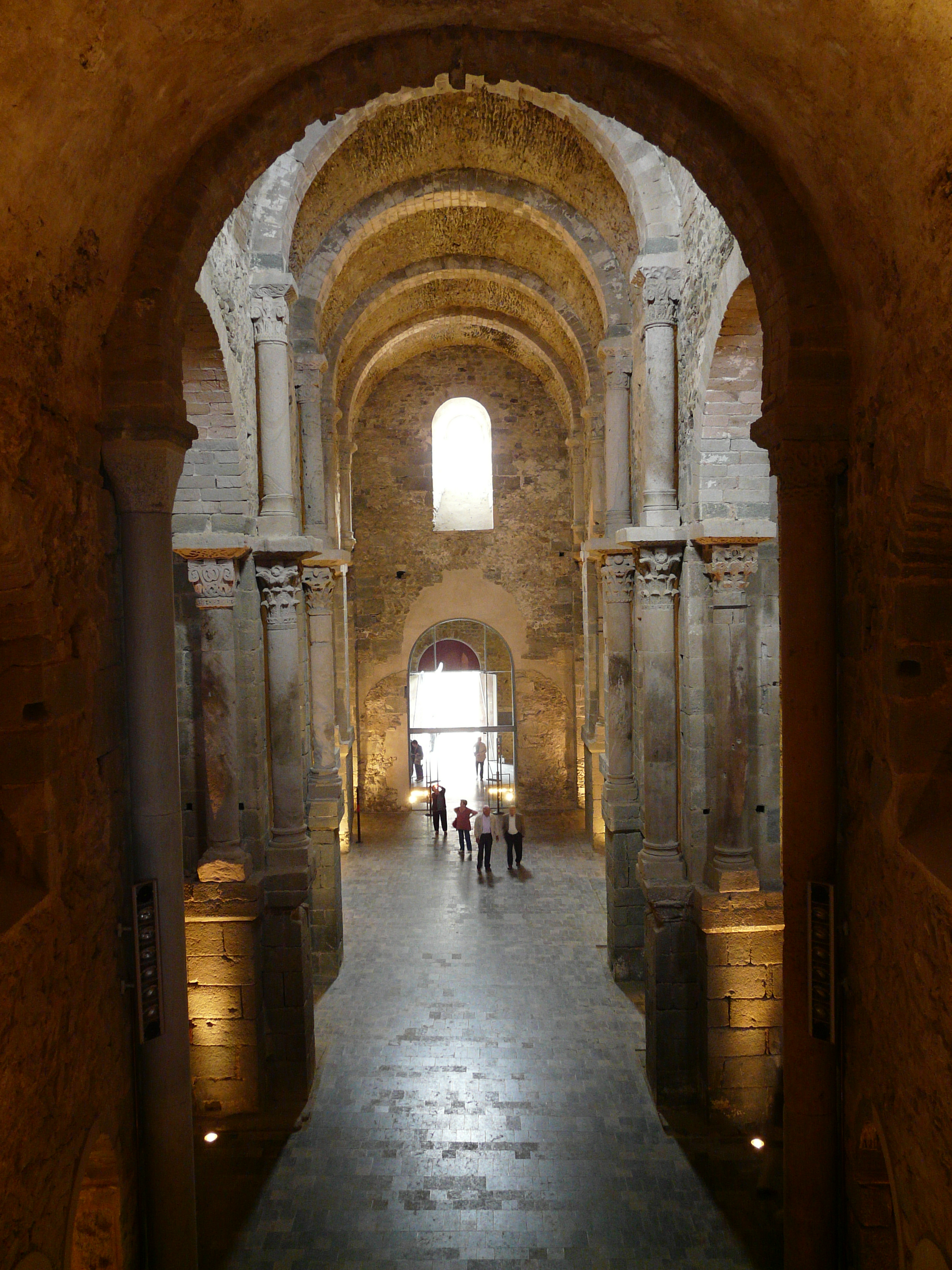
Nau central de l'església, consagrada l'any 1022. Sant Pere de Rodes, (Alt Empordà).

Les edificacions d'estil romànic són hereves de l'arquitectura romana i les seves derivades paleocristiana, preromàniques, romana d'Orient, armènia, carolíngia i otoniana, amb l'afegitó d'algunes peculiaritats locals. A sud del continent —nord d'Itàlia, franja mediterrània francesa i Catalunya—, els artistes continuen les tradicions mediterrànies heretant les produccions paleocristianes; al nord —França i Alemanya fonamentalment—, els antecedents més immediats i decisius són els renaixements carolingi i l'otonià. L'arquitectura romànica és substituïda, des del segon quart del segle xii a França i més endavant a la resta d'Europa, per l'arquitectura gòtica. És en les esglésies, el tipus de construcció més practicat en l'època i del qual en romanen més testimonis en el present, on es troben gairebé totes les seves característiques i pot seguir-se la seva evolució. A Catalunya, poden distingir-se dues etapes en el seu desenvolupament, el primer romànic, que inclou el romànic llombard, més auster, i un segon romànic, el romànic ple, més decorat. Abunden les edificacions de transició al gòtic i les que barregen ambdós estils. L'arquitectura cistercenca, desenvolupada a partir de mitjan segle xii, tot i considerar-se un estil propi, reflecteix patrons romànics de transició al gòtic. Sovint, especialment a les nostres contrades, les edificacions continuaran usant l'estil romànic durant el segle xiii.
El seu tret més característic, encara que no imprescindible, és l'ús de la coberta de pedra, ja utilitzada en arquitectures prehistòriques, i la principal innovació és la vertebració de l'església en trams, mitjançant l'articulació de columnes o pilars, ajudada per la invenció del pilar cruciforme. Altres trets en són: l'arc de punt rodó, la volta de canó, la solidesa de la seva fàbrica, amb murs molt gruixuts; plantes i volums simples i ben definits, normalment regulars i simètrics; pilars i/o columnes sovint, especialment aquestes últimes, coronats amb capitells més o menys decorats que suporten arcuacions, sostres de fusta o voltes, i alguns elements com portades, capçaleres... També utilitza, però, les voltes d'aresta, els arcs apuntats i les voltes de creueria, que seran, els dos darrers, elements principals del gòtic. No és estranya la reutilització d'elements constructius primitius, producte de l'espoli d'edificacions anteriors, en especial d'època romana. Malgrat que avui veiem esglésies romàniques nues, a pedra vista, originalment solien tenir les parets arrebossades i, sovint, plenes de pintures amb colors cridaners.

## Definició del termeromànic
El 1817, l'arqueòleg britànic Thomas Rickman utilitza el terme normand en el seu assaig An Attempt to Discriminate the Styles of English Architecture from the Conquest to the Reformation ("Un intent de discriminar els estils de l'arquitectura anglesa des de la conquesta a la Reforma") i els historiadors de l'arquitectura anglesos va retenir el terme —i el seu sinònim "anglonormand"—, referit al poble conqueridor, per a definir-ne l'estil. En el mateix sentit, diferents estudiosos relacionaren els noms de "saxó" i "llombard" per a identificar l'arquitectura produïda arran de les expansions d'aquests pobles.
L'expressió architecture romane ('arquitectura romànica') va ser usada per primera vegada per l'intel·lectual francès Charles de Gerville en una carta de contingut lingüístic, del 1818; amb aquesta expressió definia, comparant-la amb les llengües neollatines, l'arquitectura romana "degradada" construïda després de la caiguda de l'Imperi Romà d'Occident fins a l'esclat del gòtic, amb la finalitat de desterrar els termes saxone ('saxó') i normande ('normand'), usats amb aquest fi fins aleshores, però considerats inadequats per Gerville. Deia així:
| « | Us he parlat alguna vegada d'arquitectura romànica («romane»). És un mot de creació pròpia que crec afortunadament inventat per a reemplaçar els mots insignificants de "saxó" i de "normand". Tot el món convé que aquesta arquitectura, pesant i grollera, és l'opus romanun desnaturalitzat i successivament degradat pels nostres rudes antecessors. De la mateixa manera, de la llengua llatina, igualment esguerrada, es va crear aquesta llengua romanç («romane»), l'origen i degradació de la qual té molt a veure amb l'origen i progrés de l'arquitectura. Digueu-me, doncs, us ho demano, que el meu nom "romànic" («romane») va ser una troballa afortunada. | » |

El 1824, Arcisse de Caumont aplicà el terme romànic per a definir les construccions dels segles xi i xii, en el seu Essai sur l'architecture religieuse du Moyen Âge. Caumont, com a fundador i dinamitzador de diverses associacions arqueològiques i redactor d'obres d'arquitectura medieval, contribuí decisivament en la introducció de l'adjectiu en cercles acadèmics, malgrat algunes reticències inicials. Jules Quicherat va dignificar l'accepció pejorativa força estesa de l'adjectiu "romànic", que s'associava als bàrbars.
Mentre, actualment, als països del continent, se la defineix com a "arquitectura romànica", en les seves variants lingüístiques, a Anglaterra també se la coneix com a Norman architecture ("arquitectura normanda").
Qualsevol definició de l'arquitectura romànica és necessàriament reductiva en la mesura en què aquesta arquitectura abasta una àmplia varietat de construccions, edificades en una àrea extensa i durant un espai de temps prou perllongat. S'hi afegeix el problema de la delimitació entre els estils preromànics i els purament romànics: l'arc rodó, la volta de canó, la robustesa de la fàbrica són trets comuns en tots dos. De vegades, s'atribueix el terme romànic a realitzacions de data incerta, anteriors o posteriors, pel fet que inclouen tècniques o ambients que, com a tal, apareixen a l'ull de l'observador modern: voltes de canó, arcs de mig punt, capitells historiats, sobrietat, introspecció... D'altra banda, aquests elements no són imprescindibles: per exemple, trobem moltes arquitectures romàniques amb cobertes de fusta, amb capitells que poden no ser decorats o no ser presents, amb voltes apuntades..., i també pot crear confusió la volta de creueria amb nervadures, típica del període gòtic, però ja present en el romànic. Poden desconcertar algunes fortificacions i esglésies senzilles renaixentistes o barroques, i edificacions d'estil neoromànic, realitzades a partir de mitjan segle xix i caracteritzades pel reveniment de les formes romàniques. També desorienten edificacions iniciades en estil romànic i continuades en èpoques posteriors, sovint gòtica, on els elements romànics han quedat amagats o substituïts per d'altres.
- Preromànic asturià del segle ix. San Julián de los Prados (Oviedo)
- Preromànic. Sant Salvador de Vrlika (comtat de Split-Dalmàcia, Croàcia)
- Neoromànic, construïda entre 1852 i 1893. Catedral Major de Marsella (Boques del Roine)

Motiu tergiversador d'una aplicació correcta de l'adjectiu "romànic" són algunes intervencions fetes en arquitectures medievals durant els segles xix i xx. Edificacions, de vegades considerades cabdals, que havien resultat alterades, algunes vegades de manera substancial, per modificacions fetes al llarg dels segles, van ser motiu de reconstruccions idealitzades per arquitectes influïts per tendències medievalistes, dels quals Viollet-le-Duc n'és el més representatiu; aquests corrents historicistes arribaren al Principat de la mà d'Elies Rogent que, durant el període 1886-1893, va "restaurar" l'església del monestir de Ripoll. Si bé, segons alguns autors, aquesta edificació pot representar l'esperit romànic, d'altres, argumentant els criteris subjectius de Rogent, la proposen com a exponent de l'arquitectura neoromànica. El mateix cas presenten, entre tants pel continent, la capçalera de l'església de Sant Joan de les Abadesses, reconstruïda per Puig i Cadafalch a partir de la pròpia interpretació que en feia, segons el mateix arquitecte assumia, i les intervencions al castell de Requesens. Tot i això, els treballs de recerca d'aquests intel·lectuals van motivar estudis i coneixements més precisos sobre l'arquitectura medieval. D'altra banda, pot argumentar-se que una obra és d'un estil determinat, romànic per cas, si considerem que una cosa és l'"estil" de la creació i una altra l'"època" de la seva execució.
- Nau principal reconstruïda durant 1863 i 1893. Santa Maria de Ripoll (Ripollès)
- Capçalera reconstruïda entre 1912 i 1963. Sant Joan de les Abadesses (Ripollès)
- Tomàs de Rocabertí i acompanyants durant la reconstrucció ~1898. Castell de Requesens (Alt Empordà)

També podem definir l'arquitectura romànica amb criteris més subjectius, més o menys ben definits pel que creiem saber sobre les interpretacions religioses de l'època. Així, es podria dir que l'arquitectura romànica dona al visitant —sobretot en edificis petits, però també si la interpretació s'aplica a grans esglésies com Sant Pere de Rodes, Sant Vicenç de Cardona o Nostra Senyora del Port a l'Alvèrnia, entre d'altres— la sensació d'una certa massivitat que evoca l'ombra, la penombra, o la "llum profunda" que esmenta Yves Bonnefoy, en contraposició als ambients lluminosos que proporcionen les altes finestres en el gòtic. Una interpretació és que aquesta arquitectura no té la finalitat d'un ascens gloriós del fidel, sinó més aviat d'una transcendència "cap avall", una forma d'iniciació secreta amb una atmosfera de misteri original. Segons el poeta i mestre d'obres Jacint Torres i Reyató parlant de l'església del monestir de Sant Cugat del Vallès:
| « | ... lo apacible misticisme que revela la macissa fábrica dels tres ábsides ab sas estretas finestras románicas, gelosas de que la llum penetre per ellas, amigas de la obscuritat que regna á dins del santuari y que inspira tranquila meditació. | » |

De fet, però, la presència de llum a l'església romànica cristiana ve determinada pels patrons de les primeres basíliques cristianes; l'elecció de voltes de pedra pesants, per substituir els sostres de fusta en grans edificis, principalment per evitar incendis d'aquests, requereix reforçar les parets i perforar vans estrets. Llavors, la "llum profunda" és conseqüència més de les limitacions tècniques que no pas d'una preferència litúrgica i anirà desapareixent en èpoques avançades de l'estil amb la proliferació de l'ús de contraforts i de voltes apuntades i de creueria, que permetran l'obertura de finestres més àmplies, que faciliten una major il·luminació dels espais interiors.

## Estudis
Acabant l'edat mitjana, els pensadors humanistes revaloren les obres de l'antiguitat clàssica i els seus treballs inspiren els artistes del Renaixement; els arquitectes renaixentistes fan estudis d'antigues construccions romanes i produeixen obres inspirades en aquestes. Fins al darrer quart del segle xviii, l'estil romànic no va suscitar un interès particular. Durant la primera meitat del segle xix, el romanticisme exalta el primigeni i fonamental de les diferents nacions, amb un interès especial per l'arquitectura medieval, i a la fi del mateix segle, impulsat pels corrents historicistes, sorgeix l'estil arquitectònic neoromànic.
Molts són els estudiosos que, a partir del segle xix, dedicaren treballs a l'arquitectura romànica i, entre els primers a interessar-s'hi, abundaven els quals compartien l'afició arqueològica amb les ciències naturals i la lingüística medieval: les primeres ja utilitzen la sistematització i la nomenclatura i entenen que els organismes són classificables determinant les seves mutacions; la segona facilita establir datacions i determinar-ne altres aspectes. Avui, els postulats dels primers erudits s'ha de matissar, ja que partien de formulacions objectives basades en l'exclusivisme de l'època. Molt sovint, els autors s'aproparan a les obres determinant les seves formes principals i cronologia; força treballs es caracteritzen per l'estudi dels orígens dels processos constructius en l'arquitectura, principalment de la volta i la cúpula.
- Porta emmarcada per columnes, arquivolta i impostes amb motius geomètrics i timpà llis. Església d'Alstahaug (Nordland, Noruega)
- Matroneu amb finestres geminades, òcul i volta de mig punt amb arcs torals a la nau central. Santa Fe de Concas (Avairon)
- Arcuacions sobre parells de columnes tornejades al claustre. Basílica de Sant Joan del Laterà, Roma
- Campanar de torre amb arcuacions cegues i finestres diferents a cada pis. Catedral d'Angulema (Xaranta)
- Columnes adossades, finestres arquivoltades, frisos escacats i mènsules a l'absis. Col·legiata de Santillana del Mar (Cantàbria)
- Decoració llombarda i campanar de cadireta en façana de dos cossos i tres carrers. Sant Jaume de Frontanyà (Berguedà)

### Primers estudis

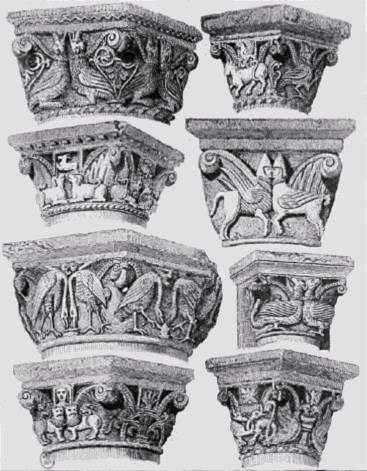
Capitells del cor de l'abadia de les Dames, Caen. John Sell Cotman, Architectural Antiquities of Normandy, J. and A. Arch (London), 1822

Charles Duhérissier de Gerville, destacat erudit, és l'inventor de l'expressió architecture romane ('arquitectura romànica'). Malgrat que el seu interès principal es decantava vers la botànica, la seva col·lecció numismàtica, i també la disciplina emergent de la geologia i la recerca de documents escrits antics, va formar part del petit grup d'historiadors de l'arquitectura a França. A partir de 1814, Gerville es dedica al projecte inèdit d'inventariar les prop de quatre o cinc-centes esglésies de la Manche; alguns d'aquests documents es publiquen amb el títol de Voyage archéologique dans la Manche (1818-1820). A causa dels seus interessos —botànica, geologia—, va ser un apassionat de la nomenclatura i, el 1818, en una carta adreçada al seu col·lega Arcisse de Caumont, fa servir el terme romànic en l'àmbit lingüístic, comparat amb l'arquitectònic, en l'intent de fer una definició de l'arquitectura construïda durant els segles xi i xii, més encertada que els termes usats aleshores: saxó i normand. El 1817, l'arqueòleg britànic Thomas Rickman havia publicat l'assaig An Attempt to Discriminate the Styles of English Architecture from the Conquest to the Reformation en què, amb l'adjectiu "normand", es refereix a les construccions alçades durant el període entre la caiguda de l'Imperi Romà i l'adveniment del gòtic.
El 1824, Arcisse de Caumont, Gervais de La Rue, abat de Rouen, i Auguste Le Prévost, funden la Société des antiquaires de Normandie, amb seu ubicada a Caen, una «escola pionera en la ciència arquitectònica», que aplegà altres estudiosos com Gerville, dedicada als estudis arqueològics —en el sentit primigeni del terme, archaios ('antic') i logos ('estudi, ciència o tractat')— dels cinc departaments de Normandia, en què destaca el de la Manche, i a la publicació d'un butlletí amb els resultats. Caumont escriu el mateix any Essai sur l'architecture du moyen âge, particulièrement en Normandie, en què l'expressió "arquitectura romànica" ja és utilitzada amb normalitat. Arran d'un "Curs d'antiguitats monumentals" que imparteix a Caen, Caumont redacta Abécédaire ou rudiments d'arquéologie, publicat entre 1830 i 1841, en diversos volums i un àlbum d'il·lustracions, molt reeditat fins al 1870, tractant els períodes majors de l'arquitectura, obra considerada la "Vulgata" de l'arquitectura medieval. Caumont fixa el concepte d'"arquitectura romànica" i proposa una divisió d'aquesta en tres èpoques: primitiva, des del segle v fins a la fi del X, de plenitud els XI i XII, i de transició, centrada en el XII.

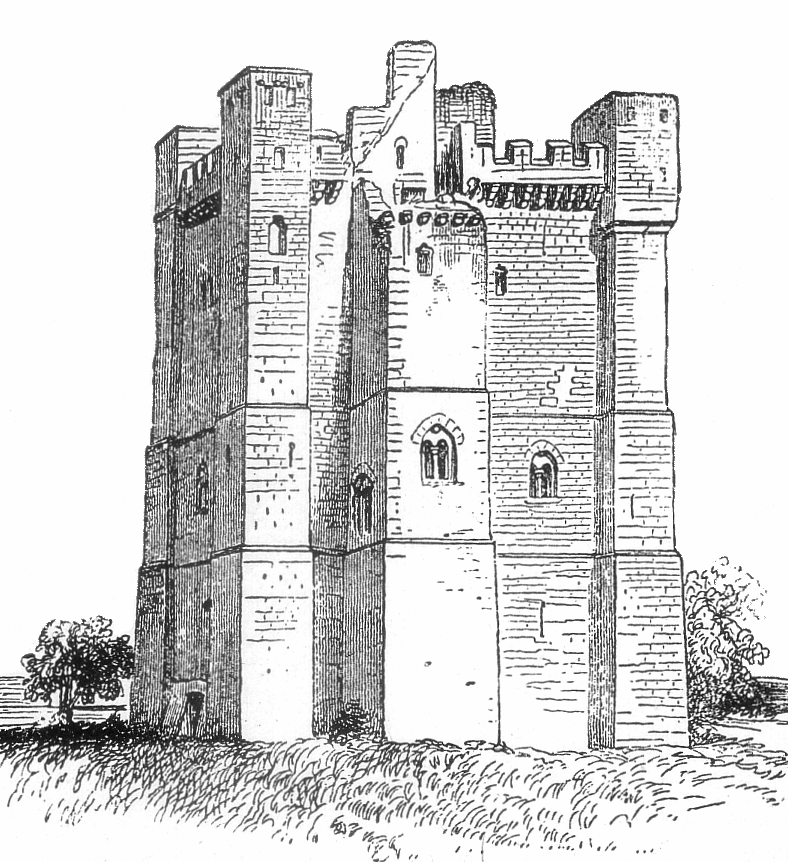
Donjon de Chambois, del, dibuix d'Arcisse de Caumont (mitjans)

A França, des del 1830, les institucions estatals s'implicaren en la conservació del patrimoni arquitectònic; Pròsper Mérimée, com a inspector general dels monuments històrics, fomentarà la restauració d'edificacions i l'inventariat dels béns mobles. Caumont funda la Société française d'archéologie el 1833 i, seguidament, lAssociation normande i la Société pour la conservation des monuments, a les quals ràpidament s'adhereixen nombrosos membres, als quals el mateix Caumont estimula, relacionant-los, a compartir les seves observacions individuals en una manera eclèctica i enriquidora, que serien tractades durant la XXIVa sessió, de 1862, del Congrés arqueològic de França, organitzat per la Société française d'archéologie. LEncyclopédie du Moyen Âge considera Caumont el primer a establir una divisió racional de l'arquitectura en fases cronològiques diferents. També va redactar l'Histoire sommaire de l'architecture religieuse, civile et militaire au Moyen Âge, el 1836, i Histoire de l'architecture religieuse au Moyen Âge, el 1841. En el laboriós procés de definició d'una nova tipologia artística, va reproduir els preceptes establerts per Johann Joachim Winckelmann quan, a mitjans del segle xviii, va estudiar l'art clàssic. Le Prevost (Bernay, Eure, 1787 - La Vaupalière, 1859), col·laborador de Gerville, de saber enciclopèdic i amb mètodes de recerca rigorosos i crítics, va escriure Architecture gallo-romaine et architecture du moyen age, editat a París el 1857.
Erudits en llengua alemanya creuen necessari alliberar l'arqueologia del cinyell de la història, afirmant la seva autonomia, i proposen l'estudi de la creació artística mitjançant una "ciència de l'art" o "història de l'art". Durant la segona meitat del segle xix, es forma una escola "formalista" vienesa, influïda per les teories freudianes, segons la qual cal acostar-se a la ciència de l'art per les sensacions que produeixen les obres en l'espectador. Segons Alois Riegl, membre d'aquesta escola, «no hi ha mal estil ni mala època» i no s'ha de diferenciar entre les arts figuratives, majors, i les arts ornamentals, menors; l'art d'una societat, argumenta Riegl, s'origina a partir de la seva "voluntat artística", paral·lela a altres "voluntats", que té els seus propis criteris i que no ha de ser jutjada en funció dels postulats idealistes i, així, si els artistes romànics s'allunyen de l'estil clàssic no és perquè fossin incapaços de continuar-lo sinó simplement perquè no volgueren.

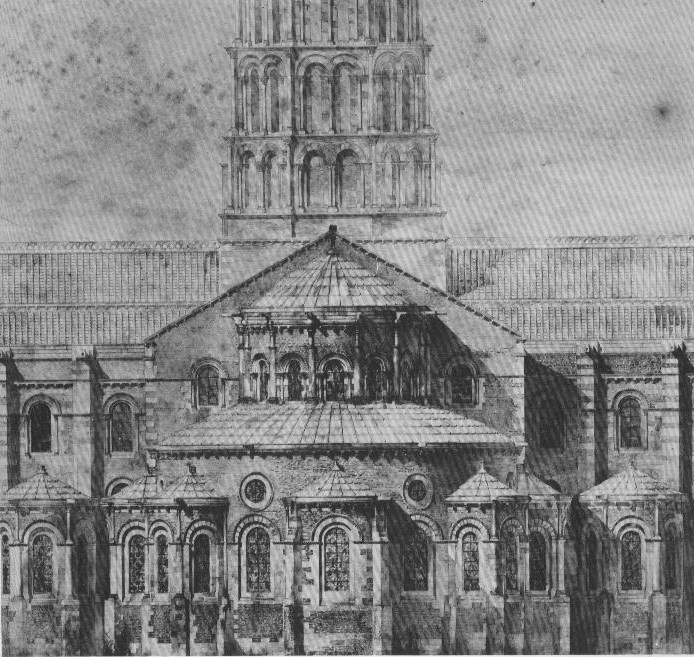
Elevació de l'absis de Sant Serni de Tolosa, de Viollet-le-Duc, usat en un treball doctrinal de Marcel Durliat

L'opinió força estesa que l'arquitectura romànica, associada als pobles incivils, cruels i rudes, que havien dominat el continent, era una vulgarització, sense més, de l'arquitectura romana va ser combatuda amb èxit per l'historiador i arqueòleg Jules Quicherat (1814-1882), que va rebutjar aquest sentit pejoratiu del terme "romànic", defensant la idea que les edificacions romàniques eren producte d'influxos i causes, socials i culturals, diversos, entre aquests els derivats de l'antiguitat clàssica; ho argumentava comparant les construccions romàniques amb les llengües derivades del llatí, a les quals calia atribuir altres influències a més de la llatina. Quicherat va dirigir l'École nationale des chartes entre 1871 i 1882 i, des d'aquesta, va promoure l'ensenyament de l'arqueologia medieval. Considerava fonamental el repte que suposaren les voltes als arquitectes de l'època i va lligar la decoració escultòrica en capitells, llindes o arquivoltes, a l'anàlisi de les estructures arquitectòniques. Va estudiar les edificacions com si es tractés de documents escrits i va perfeccionar la seva classificació establint els seus «caràcters essencials», amb el fi d'ordenar les seves idees amb vista a la seva activitat docent.
Henri Focillon (1881-1943), sense obviar els condicionants arqueològics, introdueix a França la filosofia de l'art. Evolucionista, aquest historiador de l'art distingeix en cada estil artístic quatre fases successives: l'experimental, arcaica i de provatures; la clàssica que, recolzada en l'audàcia experimental de la primera, atorga estabilitat, seguretat; la refinada, que, especialment en arquitectura, valora les solucions constructives que condueixen a la puresa de les formes, i la barroca, en què aquestes es fan lliures «escampant-se sense cap fre, proliferant com un monstre vegetal». També defensa que és la tècnica, considerada com un procés, qui atorga a l'estil la seva "tonalitat": la volta, en l'arquitectura romànica, garanteix la primacia de la tècnica en la seva evolució.
El 1934, Marcel Aubert, arqueòleg i historiador de l'art, ingressa en l'Académie des inscriptions et belles-lettres, fundada el 1663 per Jean-Baptiste Colbert. Segons reglament de 1786, l'Académie establia que l'objectiu principal de la institució era la història, centrada en l'estudi, entre d'altres, de les llengües orientals i grecollatines, dels monuments de tota mena, incloses inscripcions, segells, medalles..., relatius a l'edat mitjana, i de les ciències, arts i negocis dels antics. Aubert va redactar diverses obres específiques sobre art romànic i una sobre l'art català: L'art de la Catalogne (1959).
Diversos autors han vist precedents de l'arquitectura romànica en la d'Armènia. Un dels primers i més destacats a fer-ho va ser l'austriacopolonès Josef Strzygowski (1862–1941), historiador de l'art, especialista en els orígens de l'art paleocristià i de l'art occidental en general i en la contribució crucial que hi exercí l'Orient. Va escriure diversos assaigs sobre l'art d'Armènia, Ravenna i el Pròxim Orient i, com a resultat d'un viatge de recerca de l'Institut d'Història de l'Art de la Universitat de Viena realitzat el 1918, va publicar Die Baukunst der Armenier und Europa ('L'arquitectura dels armenis i Europa'), en què, amb les seves premisses d'"investigació dels fets" i "investigació visual", va establir alguns precedents de l'arquitectura romànica en la pròpia del país armeni. També va buscar els orígens de la iconografia cristiana en les ciutats hel·lenístiques.
A cavall dels segles xix i xx, s'origina una especialització en l'estudi de la història de l'art i alguns autors tracten de manera independent l'anàlisi de documents, la iconografia, el simbolisme de les formes, la reflexió sobre les estructures... Émile Mâle (1862-1954) és pioner a establir paral·lelismes entre la iconografia de les obres d'art i els documents literaris. Aby Moritz Warburg (1866-1929) estableix els fonaments de la iconografia i defensa que les creacions artístiques són símbol de fenomens culturals generals. Erwin Panofsky (1892-1968) s'interessa en les circumstàncies que envolten l'artista, la seva formació, els contexts socials, en oposició als seguidors de la psicologia de l'art, que valoren l'aportació personal única de cada artista.
Així, segons Marcel Durliat (1917-2006), cal prendre de l'arqueologia tradicional la relació forma-funció i del mètode francès la prioritat de la datació sobre la descripció enllaçant l'obra en el context històric sense, però, menystenir la capacitat de l'artista que, amb les seves creacions, modela la societat en què les produeix. També que els problemes referits a l'art, com a la literatura, són ben complexos i el seu coneixement exigeix multiplicar, diversificar i aprofundir en els mètodes d'exploració.

### Seglesxviiiixixa Catalunya

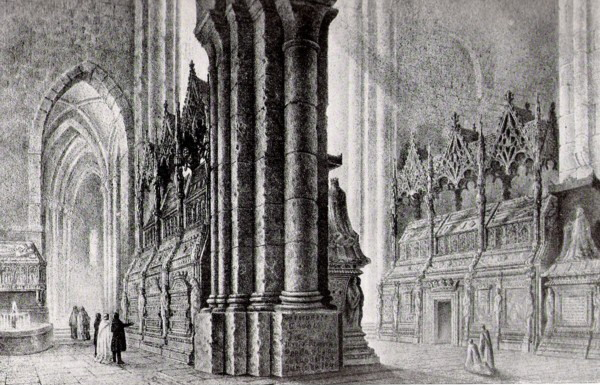
Església de Poblet, Parcerisa (1839).

Arreu d'Europa, al segle xviii, pren empenta la tradició, iniciada durant el Renaixement, de reivindicar l'antic patrimoni arquitectònic de determinats territoris i un dels efectes és la seva catalogació, en redaccions més o menys extenses i erudites, i durant el romanticisme s'estimula la curiositat per conèixer les arrels nacionals dels diferents pobles i s'imprimeixen àlbums i edicions de "viatges pintorescs". Aquests llibres, que no poden considerar-se pròpiament estudis sinó més aviat catàlegs o mostraris, solen contenir il·lustracions de monuments, sovint acompanyats amb la seva descripció, entre els quals del període que ens ocupa. Trobem representats monuments dels Països catalans en diferents obres:
- Alguns volums d'España sagrada, una ambiciosa història eclesiàstica peninsular començada el 1747 per Enrique Flórez
- El volum XIV, publicat el 1788, de Viage de España (1772-1794), d'Antonio Ponz, principalment dedicat als recursos econòmics del país, però en què també fa descripcions d'arquitectures, sempre utilitzant el terme gòtic per a referir-se a qualsevol edificació medieval (el terme romànic no s'aplicaria fins al 1818).[n. 2]
- El volum I, publicat el 1806, de Voyage pittoresque et historique en Espagne (1806-1818), d'Alexandre de Laborde, amb il·lustracions i textos històrics i literaris, precisos, però algunes vegades tenyits de romanticisme;
- Joaquim Llorenç Villanueva i el seu germà Jaume són autors del Viage literario a las iglesias de España (1803-1852), en què documenten gran nombre d'esglésies espanyoles en una extensa catalogació.
- El dibuixant i litògraf Francesc Xavier Parcerisa edita, entre 1839 i 1865, Recuerdos y bellezas de España: obra destinada para dar a conocer sus monumentos, antigüedades y paysages, etc. En láminas dibujadas del natural i litografiadas amb textos de Pau Piferrer, Francesc Pi i Margall, Pedro de Madrazo y Kuntz, Josep Maria Quadrado i d'altres,[19] en què es defineix per primera vegada en una obra espanyola l'arquitectura romànica, encara anomenada «romanobizantina»; l'escriptor Piferrer va redactar el segon volum de l'obra, dedicada a Mallorca, i el primer i tercer, aquest inacabat per la seva mort, sobre Catalunya, que havien tractat les quatre capitals catalanes, els monestirs principals i alguns paisatges; l'afició de l'escriptor per la història i l'art li permeteren contextualitzar els monuments que visitava, inscrivint-los en determinat estil i comparant-los amb d'altres; el tercer volum va ser finalitzat per Pi i Margall, que s'ocupà d'altres llocs del país.
- El 1842, Pi i Margall publica España: obra pintoresca en láminas ya sacadas con el daguerrotipo, ya dibujadas del natural.
- Apareixen magazins que estimulen l'esperit romàntic com El Artista (1835-1836) o el Semanario Pintoresco Español (1836-1857).
- L'any 1878, es publica l'Album Pintoresch-Monumental de Catalunya, tractat al capítol següent.
- El 1884, es publica España. Sus monumentos y artes -su naturaleza e historia. Cataluña, reedició de Recuerdos y Bellezas d'España, amb afegits de l'escriptor i historiador Antoni Aulèstia Pijoan i heliografies i fotogravats de Jean Laurent, fundador de la primera empresa fotogràfica espanyola i un dels primers editors de postals de l'estat, Miquel Joarizti i Lasarte,[20] fundador del primer taller de fotogravat a Barcelona, i Heribert Mariezcurrena i Corrons,[21] introductor de la tècnica del fotogravat als Països Catalans i fundador, amb Joarizti i d'altres, de la Societat Heliogràfica espanyola. També incloïa cromos de Casals i Ferran Xumetra i Ragull i dibuixos a ploma de Francesc Gómez Soler.

- Façana marítima d'Alacant en gravat d'inicis del segle xix
- Riu Llobregat, pont del Diable i Montserrat, gravat de 1805 al Voyage pittoresque....
- Sepulcres del monestir de Poblet segons gravat de 1806, en una postal de 1920

En la sessió pública de l'Acadèmia de Belles Arts d'octubre de 1837, Elías Rogent pronuncia un discurs que inclou una completa summa històrica de l'arquitectura catalana. Membres dels ambients culturals catalans mostren, en una mesura o altra, referències als orígens nacionals medievals. Escriptors i historiadors com Pròsper de Bofarull i Mascaró, Joaquim Vicenç Bastús i Carrera, els germans Pau i Manuel Milà i Fontanals, Pau Piferrer i Fàbregas, Joaquim Rubió i Ors, Estanislau Reynals i Rabassa, Francesch Tió, s'hi refereixen en textos. Artistes com Josep Arrau i Barba, Lluís Ferrant i Llausàs, Joaquim Espalter i Rull, Pelegrí Clavé i Roqué, Manuel Vilar i Roca, Lluís Rigalt i Farriols, Claudi Lorenzale i Sugrañes o el mateix Pau Milà i Fontanals, alguns d'ells participants del moviment dels natzarens, els representen en les seves creacions. I arquitectes com Elies Rogent i Amat, Francesc de Paula Villar i Lozano, Joan Martorell i Montells, Camil Oliveras i Gensana, Josep Vilaseca i Casanovas, Lluís Domènech i Montaner, Josep Puig i Cadafalch i d'altres integraren elements medievals en les seves construccions. Al darrer quart de segle xix, intel·lectuals catalans estableixen paral·lelismes amb el romanticisme alemany, en una mena d'oposició al romanticisme francès, aleshores freqüent. Cal dir, però, que aquests corrents revivalistes no afecten tothom; per exemple, Ildefons Cerdà i Sunyer, influït pel socialisme utòpic i el republicanisme.
- Universitat de Barcelona (1863-1893) d'Elies Rogent, en Catalunya en Miniatura
- Ruïnes, oli de Lluís Rigalt

«Las riquesas artísticas de Catalunya ¿han sigut fins ara desconegudas?» es pregunta Milà i Fontanals el 1878. Ho nega apuntant els antiquaris, que a partir del segle xviii començaren a valorar els monuments medievals; com a exemple, anomena Antoni de Capmany, que aplicà la reflexió i l'estudi abandonant les pràctiques intuïtives imperants. Referint-se a l'España sagrada d'Enrique Flórez i a l'obra dels germans Villanueva, assenyala positivament la feina dels «inquiridors de memorias historials que, quant no féren altra cosa, recullíren escripturas qu' han auxiliat en gran manera los posteriors estudis arqueológichs». I també inclou els poetes i artistes amb el seu sentit de la història descriptiva. Esmenta Bellezas y recuerdos d'España de Piferrer i Parcerisa i que, després de Piferrer, s'han elaborat «una munió d'obras referents en tot ó en part á l'historia del art català», entre les quals algunes d'estrangeres, com el quadern "Girona" de Monuments d'arquitectura inèdits, en francès i alemany, de Schuclz-Ferenez, que Milà considera que s'haurien d'aplegar en un catàleg. També valora la feina dels professors en les escoles de Belles Arts i en seminaris. Encoratja la fundació de societats dedicades a l'estudi dels monuments i la publicació de resultats, encara que sigui només en estampes, i a la relació acadèmica fructífera entre si. I reclama la conservació de les edificacions, aleshores la majoria força malmeses, i el manteniment in situ dels seus elements quan fos possible, tot i que reconeix la utilitat dels museus. Reflexiona:
| « | Molt hi há de fet, més resta que fer. Encontradas enteras son si fá no fá desconegudas, altras no s' han registrat prou y entre lo conegut hi há molt de no publicat. Y en alguns monuments hi cal anar depressa, com per exemple en lo palau de Castellet, que cada dia 's veu més desfet, y que bé 's pot dir que 's va fonent. | » |

Milà dona consells als redactors de treballs arqueològics: no desviar-se de l'esperit científic en les seves reflexions estètiques; que «de tant en tant dongan vistas y explicacions de paysatje»; que «no s'ha de voler que per cada estudi separat se ramenen los papers y pergamins d'Arxius y Bibliotecas», sinó que es remetin a referències de llibres publicats anteriorment; que recullin fidelment les tradicions orals populars, i precisa: «Creyem també que no seria mal estampar menudencias dels ornaments y de la construcció, com á cosa qu'en l'esdevenidor podrá servir pera classificar las escolas, fixant las germandats y descendencias dels edificis.»
El 1878, Lluís Domènech i Montaner escriu En busca de una arquitectura nacional amb l'objectiu d'establir, amb arguments medievalistes i anticlassicistes, certs paràmetres destinats a crear una «arquitectura moderna nacional». L'abast d'aquesta "nacionalitat" no queda clar quan parla de l'estil de l'escola aragonesa, «que tant bé tenim representada a Catalunya» o quan ho fa sobre el mudèjar «de la qual se troban principalment abundants mostras en Toledo». L'arquitecte intentarà defendre la postura, de caràcter romàntic i adoptada pel moviment de la Renaixença, de prendre per models trets medievals descartats arran del Renaixement, malgrat que ell mateix és conscient que es tracta d'un projecte inviable en un món cada cop més internacionalitzat.
El 1902, el mossèn Josep Gudiol, conservador del Museu Episcopal de Vic, aleshores la institució catalana amb la col·lecció més abundant i representativa d'art medieval, publica Nocions d'arqueologia sagrada catalana, un resum d'art del país. Puig i Cadafalch, amb el seu viatge a l'Aran i la vall de Boí, reconstrueix les fases successives de la transformació de la basílica amb coberta de fusta a la basílica amb volta de pedra. Puig va formular una teoria sobre l'origen de l'arquitectura romànica, definida "primer art romànic", que valorava una tècnica particular constructiva, la decoració llombarda i el desenvolupament raonat de les estructures voltades, nascuda a Itàlia i molt estesa a Catalunya, que s'hauria estès al nord del continent. Però, l'argumentació només serveix per a l'Europa meridional i, ateses les mancances de les hipòtesis de Puig pel que fa a les estructures alçades al nord per capets i otonians, seria més propi anomenar-lo "primer art romànic meridional".

### Album Pintoresch-Monumental de Catalunya

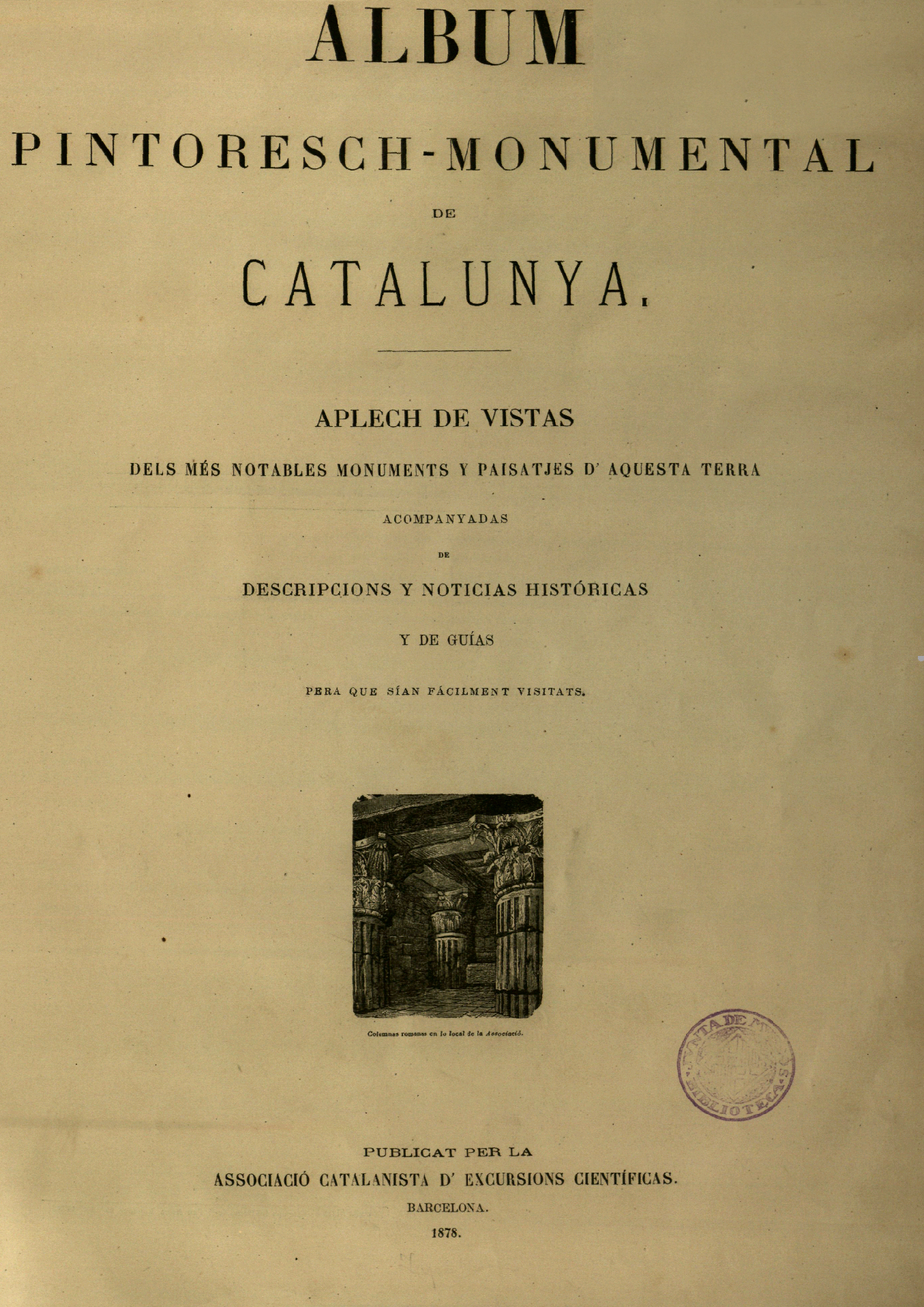
Portada de l'Album Pintoresch-Monumental de Catalunya

Entre 1878 i 1879, es publica, en fulletons mensuals, l'Album Pintoresch-Monumental de Catalunya: aplech de vistas dels més notables monuments i paisatjes d'aquesta terra acompanyadas de descripcions y noticias históricas y de guias pera que sían fácilment visitats, una edició luxosa promoguda per l'Associació Catalanista d'Excursions Científiques. Es tracta d'un volum de gran format il·lustrat amb heliogravats de notable qualitat, acompanyats de sengles textos explicatius, escrits per diferents experts en el monument o l'indret descrit.
L'obra es presenta amb un Prólech signat per Manel Milá y Fontanals i es divideix en vint-i-quatre monografies, en què catorze experts en els respectius àmbits tracten els llocs, alguns repetits descrits per diferents autors. Fins aleshores, els llibres s'il·lustraven amb gravats i les fotografies d'Heribert Mariezcurrena i Corrons (1856-1898) incloses en l'àlbum causaren impacte; en la primera col·lecció —fragments de la qual es reprodueixen aquí—, es presentaven amb una mida de 15 X 22 cm i en la segona de 23 X 30; només recullen paisatges i monuments de les comarques de Barcelona. Les estampes, o làmines, documenten l'estat d'aquestes construccions l'any 1878, potser l'anterior, i els textos reflecteixen l'esperit de l'"excursionista il·lustrat", tenyit de romanticisme i algunes vegades rememorant «la passada grandesa de la patria», que s'endinsa sensitivament en el paisatge, mira els monuments d'una manera "científica" i ho trasllada al paper. L'Album Pintoresch-Monumental de Catalunya,
comença amb un Prólech signat per Manel Milá y Fontanals i es divideix en vint-i-quatre monografies en què catorze experts en els respectius àmbits tracten els llocs.

#### "Als qui llegiran. Prólech"
Manel Milà i Fontanals, erudit i historiador de la literatura medieval catalana, s'encarregà del pròleg al capítol "V. Als qui llegirán. Prólech", del qual es reprodueixen alguns fragments a continuació. Lliga la poesia trobadoresca amb l'arquitectura "romanich-bisantina":
| « | Y lo que succehí en la poesía, succehí en las demés arts y molt particularment en l'arquitectura y en la escultura sa companyona [... Mentre] en lo camp de la nova poesia s' hi barrejáren algunes plantes dolentes […] res d'aixó apar en la arquitectura, qu' es una continuació vivent, no una pura imitació de l'antiga, que cada dia 's renovava sens deixar de tenir un peu ferm en la tradició. | » |

Reflexiona sobre els orígens de l'arquitectura romànica:
| « | Així ho veyem en especial desde 'ls segles en que la noble tradició llatina se maridá ab las maravellosas invencions vingudas de la nova Grecia [«Bizanci»], produhint un art no sempre regular y correcte, mes sí abundós en afortunadas ardidesas y en variats conceptes. | » |

Cita l'abast europeu del romànic i argumenta la idoneïtat del terme "romanich-bisantí" per a definir l'estil:
| « | Aquest fou l'art suara conegut ab los diferents noms de saxó, normand y llombard, trets de nacions que ab bona sort lo cultivaren, mes que á la fi ha trobat la denominació més convenient y segura de románich-bisantí. | » |

Anota la peculiaritat catalana:
| « | ... á la nostra Catalunya li pertoca una bona part de la gloria del art modern ["romànic"], sens qu' això vulga dir que fos un centre y una escola á la qual vinguessen á estudiar los de las altras térras, sinó perqué sapigué ferse sevas, y realisarlas ab especial perfecció, totas las invencions que de fora venían. | » |

Dona dades sobre antics pobladors i antiguitats:
| « | Deixant apart los monuments primitius (inexactament anomenats prehistórichs), los tan escassos com preuats fragments helénichs, las riquesas romanas... que donan bon testimoni de la grandesa de la capital de Espanya citerior y de no haver sigut poca cosa altras ciutats […] y lo que se sap haver existit y ha sigut arrebassat pel temps y per las novas construccions | » |

De l'Espanya goda diu «veyem formarse aquí un art cada dia més fèrtil y explendent» i dels musulmans «dels alarbs ha quedat per cert molt poch». Discrepa sobre l'abast de la influència islàmica en una nota:
| « | Dels alarbs vingué l'us de l'arch de ferradura y dels aximesos ó finestras ab trencallums y també, segons sembla, de las rejolas de Valencia y dels guadamecills; mes no, segons creyem, molts ornaments y entrellassats. Se diu, mes no 's prova, que té molt d' arabesch lo claustre (ó la claustra pera parlar com los nostres antichs) de Sant Pau del Camp, tan original en la figura com en la construcció. | » |

Sobre la vinguda i implantació de l'art carolingi:
| « | Ab las armas carolingias vingué l'art dels pobles d' allá 'ls Pirineus, que havían ja rebuda y anavan rebent l'influencia oriental. Aquella restauració era, no cal dirho, especialment religiosa, y derrera dels guerrers venían los bisbes y 'ls monjes, portant tota una civilisació, en que hi anava com necessitat y ornament lo séquit de totas las arts. Gran nombre de temples y monastirs se edificaren en lo segle ix, mes tots, ó quasi tots, y lo mateix se pot dir del X (no creyém que ni del un ni del altre subsistesca cap obra sencera), cayguéren pera fer lloch á construccions novellas y més artisadas. Si las més antigás foren obra dels reys franchs, quant més ó menys plenament dominavan y quant, per altra part, nostra metrópoli ecclesiástica era encara enllá 'ls Pirineus, la vida passá després del centre al estrem y l'art se feu á poch á poch y per tots conceptes, propi de la nostra casa. | » |

Comenta l'arribada i desenvolupament del romànic a les nostres contrades:
| « | Las tradicions, molt y molt poderosas del art llatí dels últims segles, las comunicacions quotidianas ab lo mitjorn de França, sens dubte també las que teniam ab las parts d' Italia [nota al text: Així ho fan creure las costums viandants dels antichs artistas y las lligas y 'l comers dels nostres ab aquellas parts] ministravan elements á aquell art, que com nascut de vera inspiració, no s' contentava pas ab imitacions y fredas copias. No pogué ser major l'activitat y la riquesa, ni tampoch se pot imaginar una producció més diversificada. L' arquitectura d' aquells segles se 'ns presenta ab totas sas modificacions y especies: desd' aquell estat més rudimentari en que una ratlla valia per una voluta y duas ó tres ratllas per una cara d' home [nota al text: Així 's veya en un ala (ja destruida) del cláustre del antiquíssim monestir de San Sebastià dels Gorgs. Se 'm fá notar que moltas vegadas la rusticitat no provenia d' impericia, sinó de que no 's vá acabar l'obra; mes no era segurament així en lo cas citat], fins á las maravellas de l'escarpra que s' admiran en los innombrables y sempre diferents capitells de tants y tants claustres; desde 'l genre quasi del tot románich que 's veu en las bellas ecclesias de Sant Pere de Roda y Santa Maria de Besalú, fins al complert románich-bisanti de que 'ns restan tants exemples; y dintre de aquest, desd' aquellas construccions en que apareixen tan sols los elements més necessaris, com Sant Pons de Corbera y tants altres, fins á las construccions plenas de riquesa y fantasia de que es mostra, no única, mes sí superior, lo front (ó fatxada) de Santa Maria de Ripoll; desde las invencions que als nostres ulls semblan un poch estranyas y massa fantásticas, fins á las concepcions més severas com lo refectori de Poblet, á las d' una noble magnificencia com l'absis interior de Sant Pere de Besalú, ó d' una puresa verament clàssica com lo de Sant Martí Sarroca. | » |

I sobre la transició del romànic, en «ple vigor y vida», al gòtic:
| « | Lo estil bisantí s' en anà, y no com altres estils per esmortehiment y decadencia, sino ab ple vigor y vida, com mostra en las moltas y ben celebradas obras de las anomenadas de transició en que aquell encara domina. Y s' en aná no sens deixar entre nosaltres may oblidadas tradicions. Aixó's veu en algun edifici en que 's manté bona part de aquell estil, fet en temps no gaire llunyà [nota al text: Per exemple la boniquíssima capella de Sant Johan de Vilafranca del Panadés que semblaria del comens del XIII y no existia encara en 1307. Veja 's Memorias de la Academia de Buenas Letras, II, 527. Nota] y en la continuació del arch redó en construccions que son per altra part del genre més modern [gòtic]. » ¿Per quin camí arrivá á Catalunya lo nou arch que diferencia de las més antigas las últimas obras bisantinas? Sens dubte del Septentrió, d' ahont venían llavors totas las invencions y tot avens, y foren tal vegada sos introductors ó al manco sos primers propagadors, los monges que provenían del nou institut de Claravall, transplantat á regions més meridionals y passant molt aviat á Catalunya. | » |

#### Altres capítols
A continuació, es refereixen els capítols de l'Album que tracten arquitectòniques romàniques amb unes poques de les cites recollides a l'Album Pintoresch-Monumental de Catalunya:

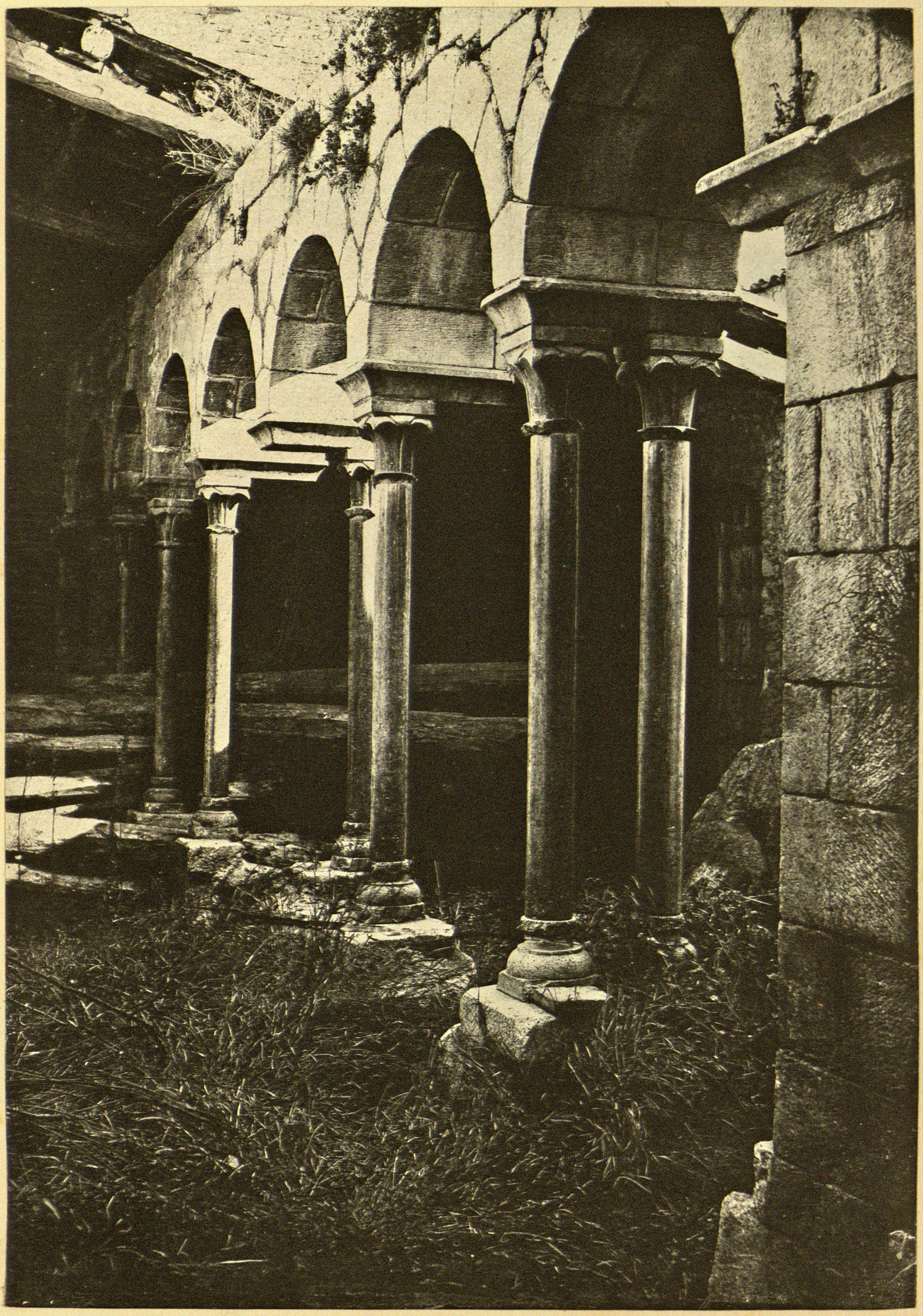
Breda

- Cèsar agost Torras i Ferreri va escriure la monografia "IX. Breda. Cláustre del monastir de Sant Salvador" (Sant Salvador de Breda). «La galería nort, —representada en la lámina—, es la part mes conservada. Sols quedan en peu las arcadas, mes per ellas se pot judicar complertament de la bellesa y carácter que tindria aquella modesta joya, mostra escullida de una de las distintas fases históricas del art en nostra benvolguda patria, que agermanaba á la perfecció y á la solidesa, la esbeltesa y la elegancia […] L'estil bisantí que domina en l'execució general de la obra es de marcada época de transició […] Lo campanar es una hermosa torre quadrada, d'arquitectura románica, esbelta y magestuosa en alt grau.»

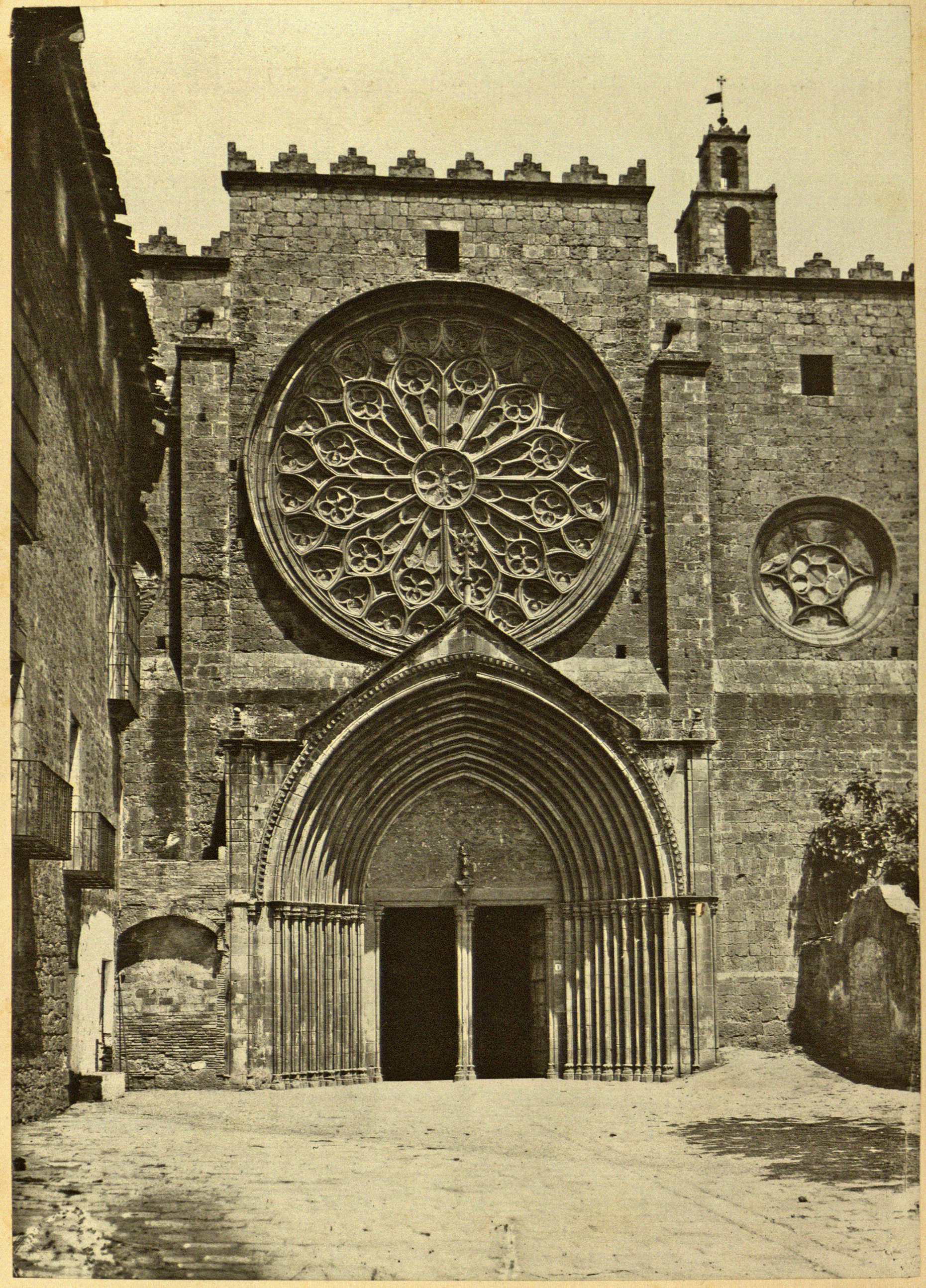
Sant Cugat

- Ramon Soriano signa l'apartat "XIII. Sant Cugat del Vallés (Monastir). Fatxada principal de la iglesia", un dels quatre articles de l'Album Pintoresch-Monumental dedicats al cenobi benedictí. «Devallant la serra [de Collserola], s'ovira ja lo monastir de Sant Cugat, que 'ns atrau l'atenció fins al arribar á la vila; mes en entrar en la plassa nostre admiració es gran: créyam veure una catedral y 'ns trobem ab una fortalesa; créyam veure finestrals, y rosetons, y estatuas, y arcadas, y campanar... y 'ns trobem ab murallas enmarletadas y torres de refors y de defensa.»

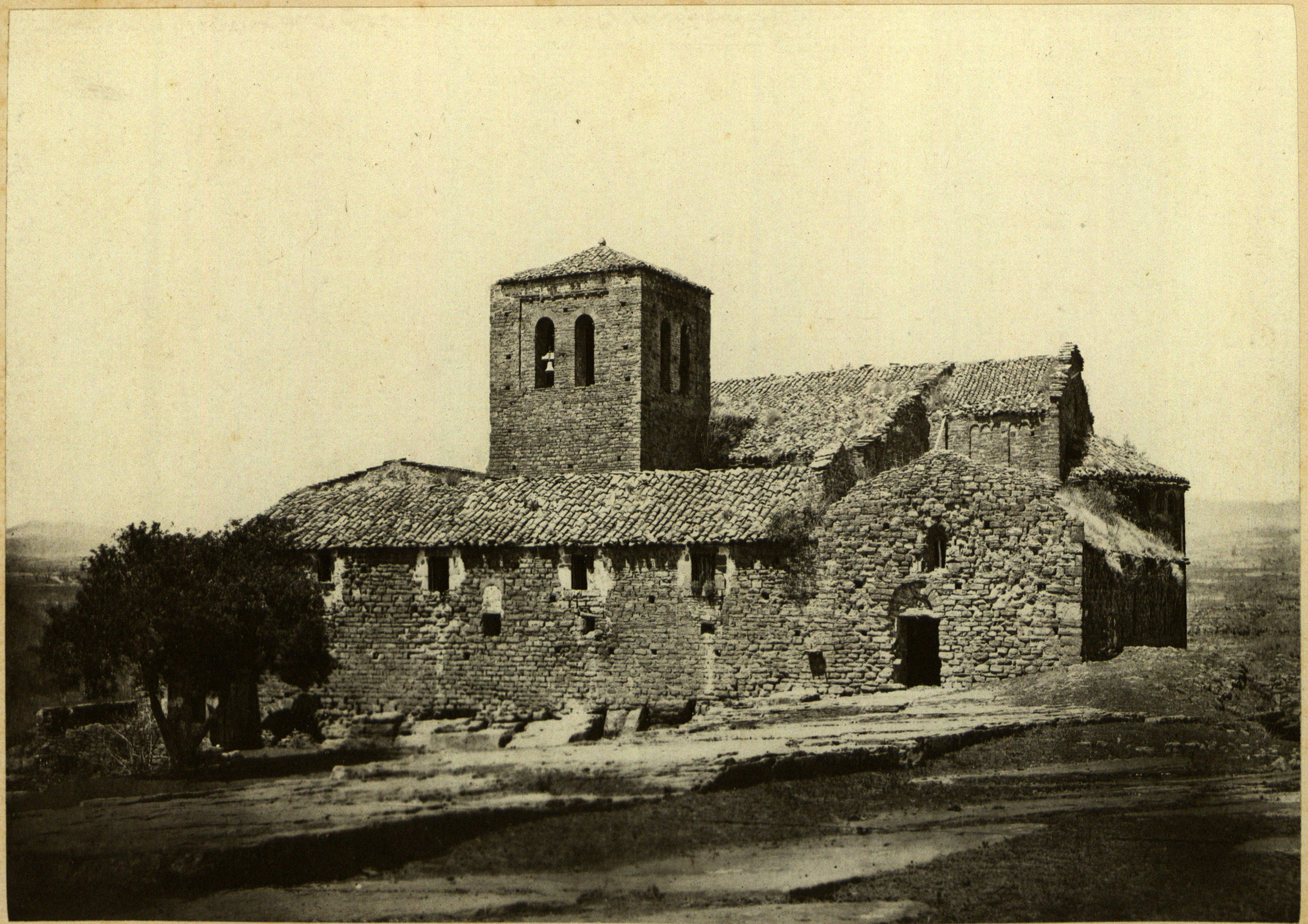
Casserres

- L'arqueòleg i escriptor Joaquim Guasch i Ribera s'encarrega del capítol "XIV. Plana de Vich. Monastir de Sant Pere de Casserres", «monument bizantí dels mes antichs de la plana de Vich», una de les dues monografies dedicades al monestir cluniacenc. «Viatjer: si no has estat may á Sant Pere de Casserras, pots ab la lámina que't presentem, contemplar un dels mes notables monuments de l'art religiós de la terra catalana; mes si en alas del entussiasme per las cosas que parlan al cor, anares á meditar prop d'aquells murs venerables, no podrás menys d'entristirte al pensar que l'incuria dels homens y lo trevall del temps, acabarán ab aqueixa joya que'ns deixaren las generacions passadas […] En compendi: arqueólech y naturalista, no deixau de visitar aqueix monument y aqueixa encontrada, que per quant son mes desconeguts, mes viu será lo plaher que n'experimentareu.»

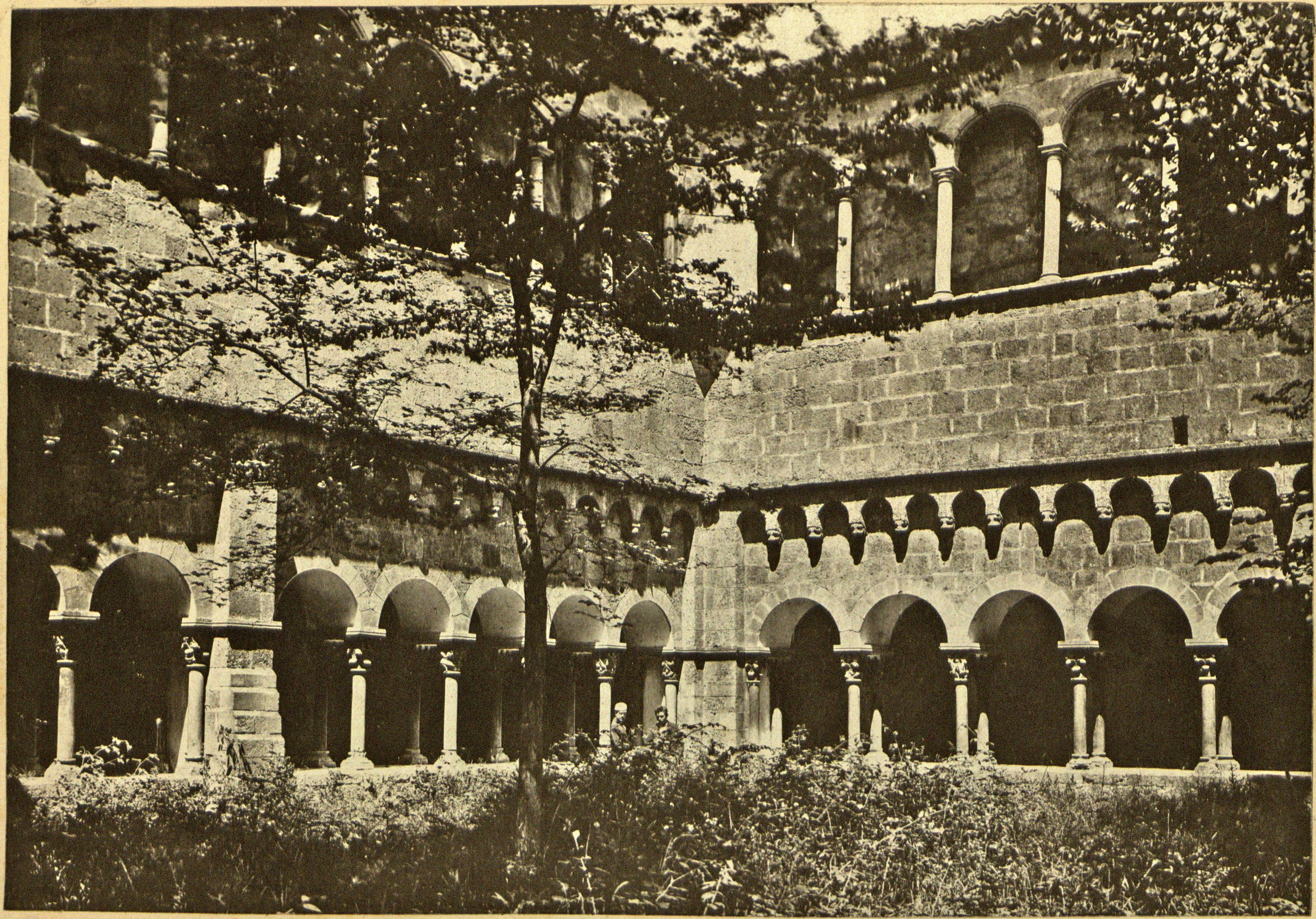
Sant Cugat

- Antoni Aulèstia Pijoan redacta "XV. Monastir de Sant Cugat del Vallés. Claustre (Resúmen histórich)" on fa un recull històric del cenobi i refereix alguns dels bens que custodia —pintures, còdexs, llibres, vestidures litúrgiques, etc. «La terrible algarada d'Al-Mansur en 985 ocasionà la ruina del cenobí, que no torná á veure á sos antichs habitadors fins que trets los moros, l'abat Otho hi torná á aplegar sos companys […] L' abat Withard son successor, acabá la fábrica del temple actual en la part románica, que sería la posterior ó sia 'l creuer ab son ábside, comensantse desseguida (1013), la construcció del claustre en lo qui treballá un tal Arnau, segons la lápida qu' encar s'hi conserva.»

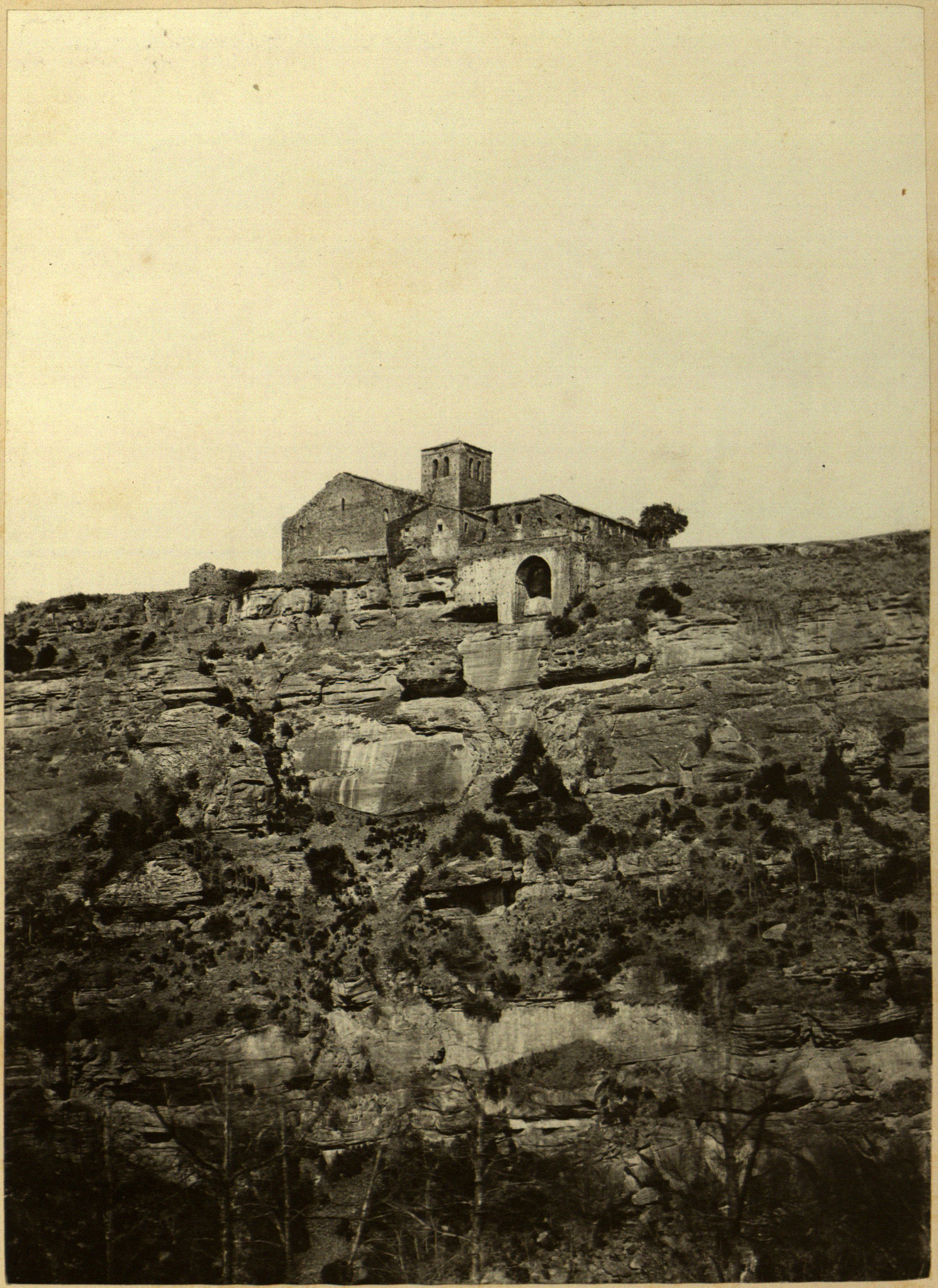
Casserres

- Cessar agost Torras signa la monografia "XVI. Plana de Vich. Paisatje de Sant Pere de Casserras". Hi fa una descripció geogràfica, botànica, geològica, històrica, "espiritual" i de les tombes antropomorfes del paratge, i hi inclou el cenobi que s'hi ubica. «Realsan lo fantástich aspecte de l'aspre y solitaria serra, las ennegridas y rónegas parets de l'antich y ruinós monastir, solitaria y digna estada en altres temps de monjos cluniacenses situat en lo cim y que avansant ardit, resta com sospés sobre l'abisme. Resaltan en éll la gravetat artística y mística senzillesa de las ratllas arquitectónicas de la enrunada església del segle xi; la severa y magestuosa portada, aparedada per dissort; lo típich campanar, torre quadrada románica; y l'atrevit y macis arch de pedra —qu 'era d'entrada del monastir— obert en la roca, damunt meteix de la pahorosa gola del fondo precipici. […] mereix ésser visitat, tant per l'excursionista curiós y entussiasta per las cosas de la terra, que busca tant sols esplayarse y embadalirse […] com del ardit viatjer […] portat en alas de la investigació y del estudi […] Aneuhi, y ben segur que no vos doldrà lo viatje.»

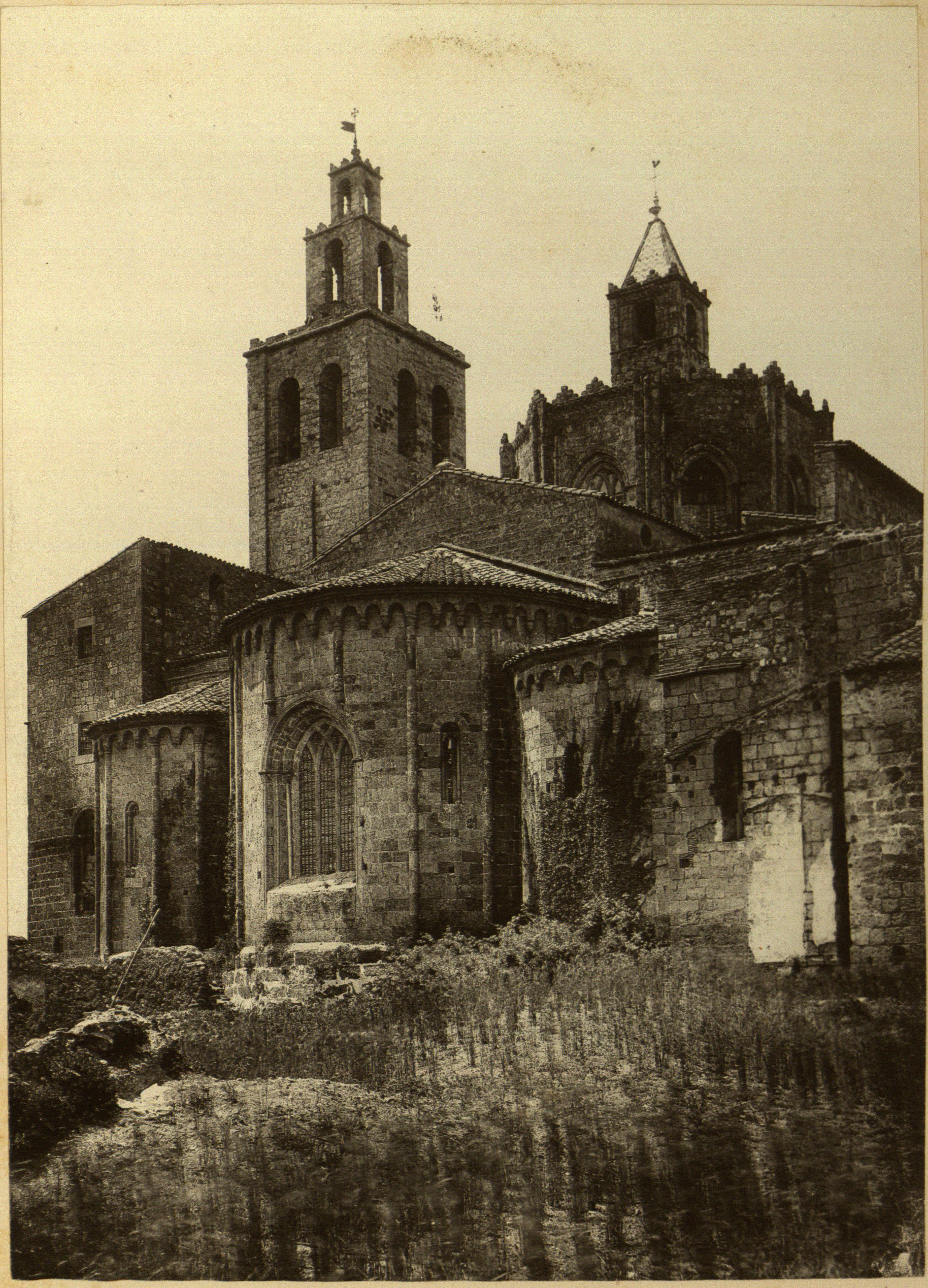
Sant Cugat

- Jacint Torres i Reyató compon el text "XXI. Sant Cugat del Vallés (Monastir). Iglesia" on recorda els temps en que «'ls prelats vestían alternativament l'hàbit religiós y 'l trajo guerrer». Repassa els elements arquitectònics. «Sobre 'ls quatre archs torals del creuher s'assenta l'octogonal cimbori que, per las ojivas lleugerament apuntadas de sas finestras, per las arcaturas entrellassadas que 'l coronan exteriorment y 'ls senzills contraforts, que 'l reforsan, indica bè 'l período arquitectónich de transició en que fou construhit (segle xii); atenent á que en sa part interna conserva encara del románich alguns importants detalls, com són principalment las columnas ab sos capitells y bases qu' aguantan los nervis de sa volta y 'Is modillons que las sostenen. Perteneix també á aquest período la finestra en ojiva del ábside major.» i finalitza amb un retret, referent a un retaule del segle xiv conservat a l'església del qual ningú en gaudeix, ja que no s'hi fan misses: «qu' es mòlt de doldre lo que no celebrantshi may las augustas ceremonias del culto cristià, se vegin privats de tributarli 'l seu en algun dels principals museos tots los amants de las bellas arts.»

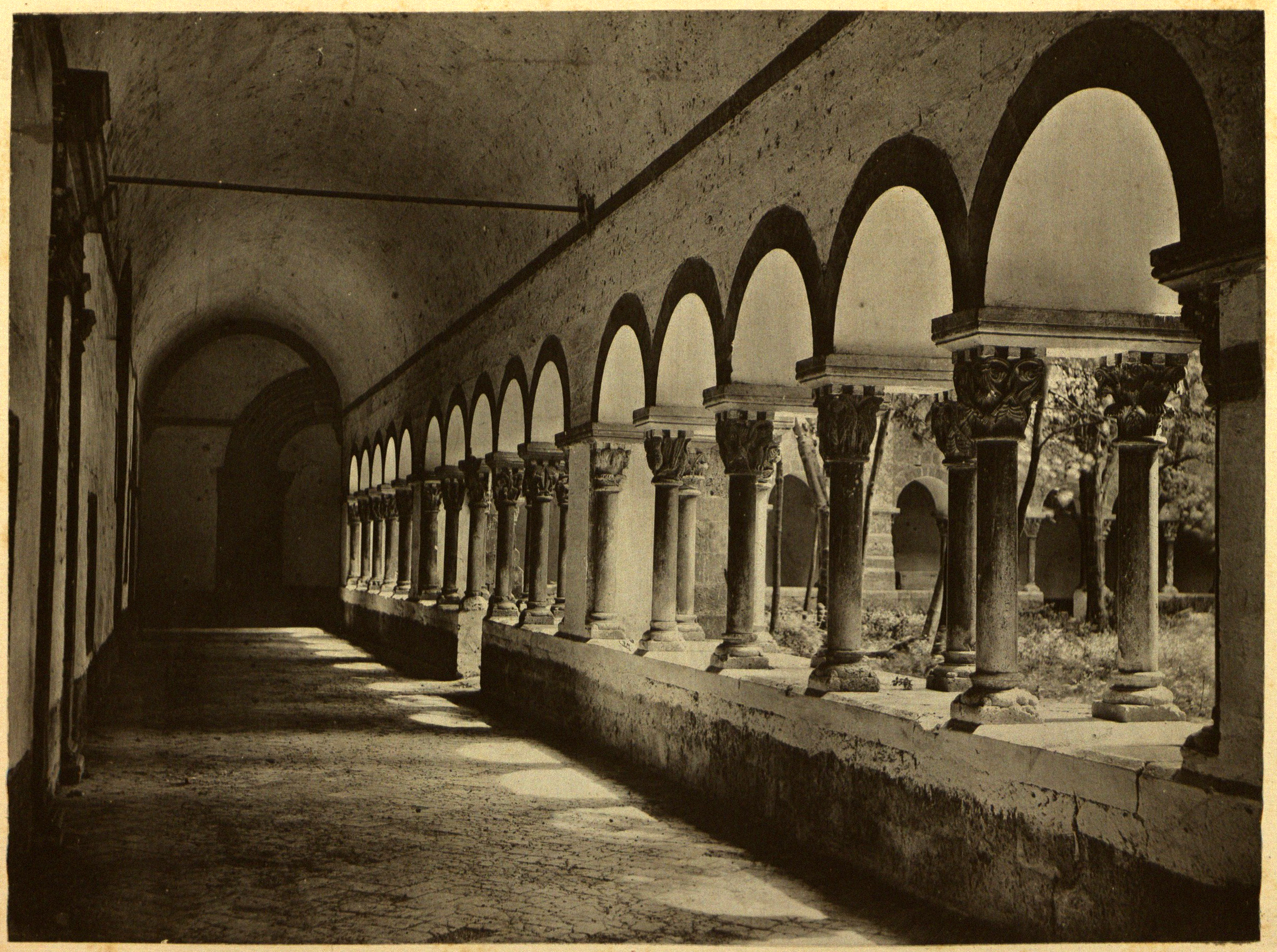
Sant Cugat

- Lluís Domènech i Montaner redacta la monografia "XXIII. Sant Cugat del Vallés (Monastir). Claustre". De fet, va ser l'únic arquitecte d'entre els autors de l'Album Pintoresch-Monumental. Presenta descripcions referents a l'àmbit arquitectònic del claustre, defineix el detall artístic del «verdader tresor» —els capitells— i fa una relació sistemàtica dels capitells historiats descrivint-los acuradament i enumerant el bestiari, amb animals reals i «fantástich-simbólichs», i argumenta la suposada datació mitjançant la indumentària: «La fauna real y la fantástica están representadas en los capitells del monastir per los següents animals que 's distingeixen perfectament; la 1a pe 'l lleó, lo caball, lo gos, lo bou, 'l senglá, 'l moltó, l'ovella, la llebra, la serp, lo gall, alguna au de rapinya y peixos; y la fantástica está representada per l'ybex, l'ichneumon, lo griu ó grifo, 'l drach, la sirena, 'l centaure y l'arpía. […] Per lo general los elements de la flora ornamental, son las fullas de cinch puntas esquinsadas, ab nirvis y tronchs perlejats, formant llasserías y las fullas cordiformes ab dits transversals, tenint també tronchs entrellassats dels quals penjan rahims ó fruyts.» Argumenta l'antiguitat del claustre observant els motius ornamentals dels capitells: «No podem creure, com s'assegura, que la galería baixa pertanye als primers anys del segle xi. La disposició general, la proporció y dibuix dels capitells, l'estil de la primorosa escultura, las sábias composicions ornamentals ab son bestiari simbólich, ab sos fullatjes y trenadas cintas perlejadas, los dobles abachs ab l'inferior dentillonat; lo ardit del treball, furgant per sota dels elements ornamentals esculpits, deixantlos com qui diu montats al ayre, y més que res, los trajos de la época representats en algun dels historiats capitells, nos obliga casi á assegurar que sia un altre 'l claustre á que tals documents se refereixen y que aquest es del segle xii ben avansat.»

- Rentament de peus de Crist als apòstols
- Psicomàquia o triomf de les virtuts sobre els vicis
- Cicle de la infància de Crist: la nativitat de Jesús

I comparant-lo amb altres edificacions europees, Domènech argüeix: «Lo claustre del monastir de Sant Cugat del Vallés, pertany á aquella valenta brotada de nostra arquitectura que bé 's pot dir la posá á primera fila entre la de totes sas vehinas.»

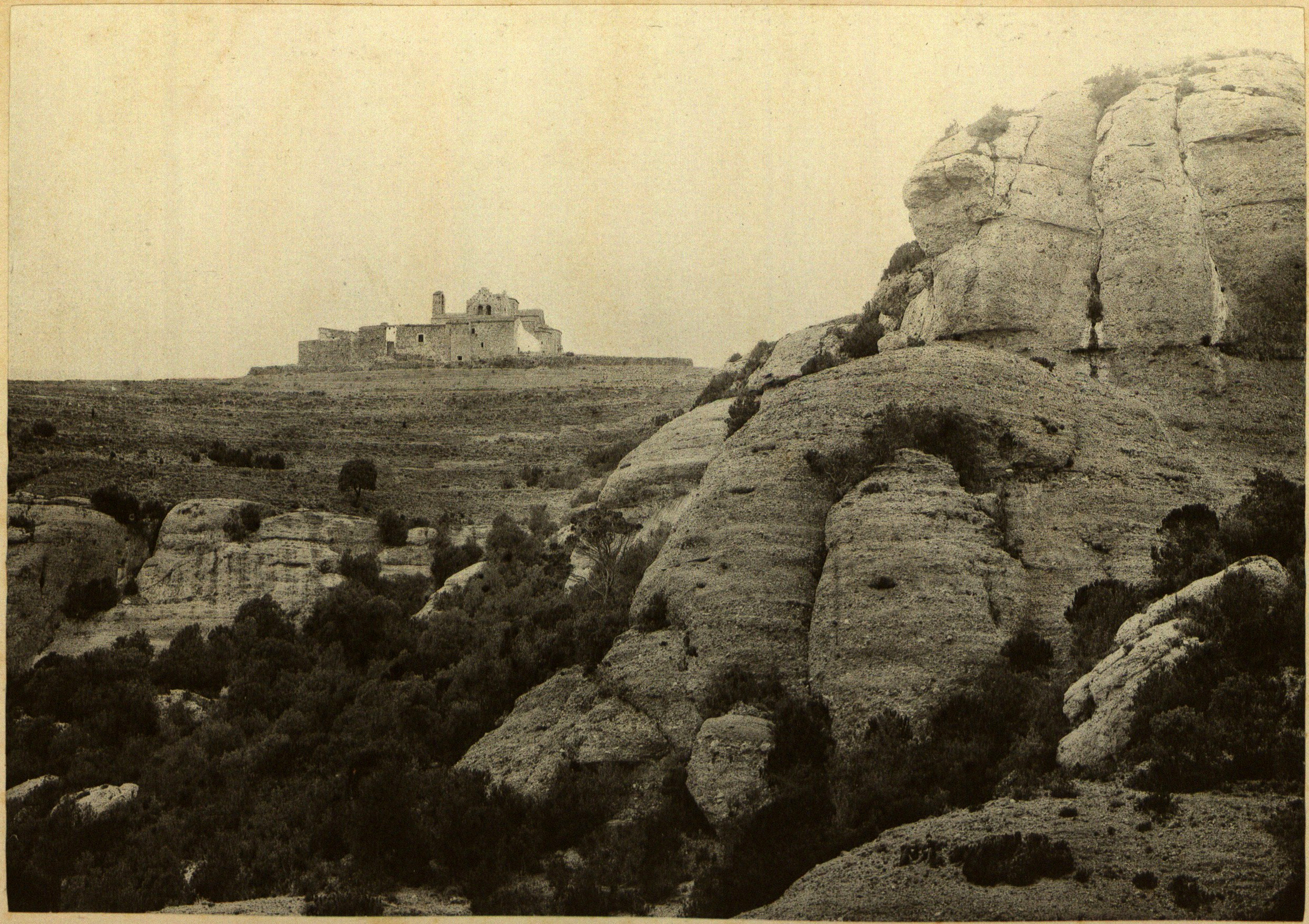
Sant Llorenç

- Ramon Arabía y Solanas suscriu el text "XXVI. Montanya de Sant Llorens del Munt. Monastir de Sant Llorens". Sobre «lo temple actual» n'exposa fets històrics. La consagració: «... la construcció bizantina qu' avuy contemplem data de la primera meytat del segle xi; comensada per Adegari I, lo nové de sos abats, pera satisfer á las creixents necessitats de la santa casa, fou termenada y consagrada […] á 22 de juny de 1064 (anno quinto regni Philippi regis viii kalendas julii) […] per los comtes don Ramon Berenguer I y D.a Almodis, sa esposa.» Esmenta característiques del monument: «Senzilla, sólida y severa, la fábrica del temple s'armonisa perfectament ab los carácters generals de la montanya […] Sa planta és una creu llatina d'uns cent pams de llarch per seixanta d'ample; son exterior lo forman un ábside entre dos ábsides, un cimbori damunt lo creuher y una torre quadrada á l'esquerra. Torre é iglesia comunican ab una especie de claustre adossat al temple per lo costat de mitjom y en ell se venhen algunas antiguas sepulturas.»

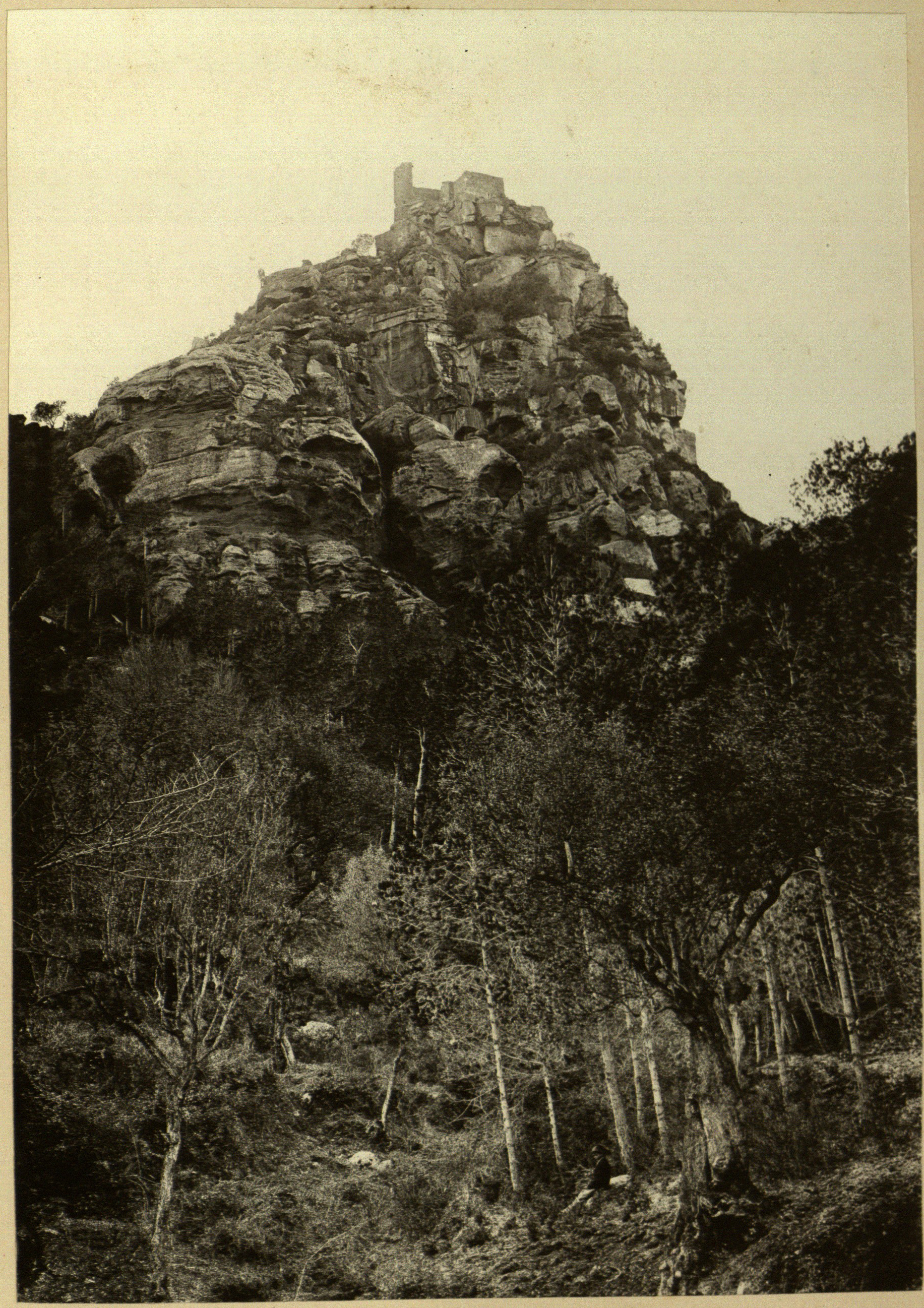
Eramprunyà

- Jacint Torres i Reyató també escriu el capítol "XXVII. Gavá. Lo Castell d'Aramprunyá". Observa la construcció: «La que fou casa-castell es avuy dia bastant deteriorada, veyents' hi encara evidents senyals de fortificació, y es utilisada pera habitació de sos masovers. Devant de sa entrada hi ha una antiga capella nomenada de Sant Miquel, que per sa volta de canó seguit en ogiva molt rebaixada y altres indicis, sembla perteneixe á últims del segle xi ó principis del XII; algunas transformacions qu' ha sofert han alterat sa típica fesomia arquitectónica. Hem de manifestar qu' aquests y demés restos de la Edat mitjana que per allí 's veuhen, tenen més importancia pera l'arqueólech ó curiós que sab endevinar per ells l'estat de l'entera construcció de que formavan part y pera'l poeta, que hi puga trobar motius ab que extendre'l vol de sa fantasia, que no pera l'artista que hi busqui riquesa de detalls arquitectónichs pera lluhiment de son llapis ó son pinzell.»

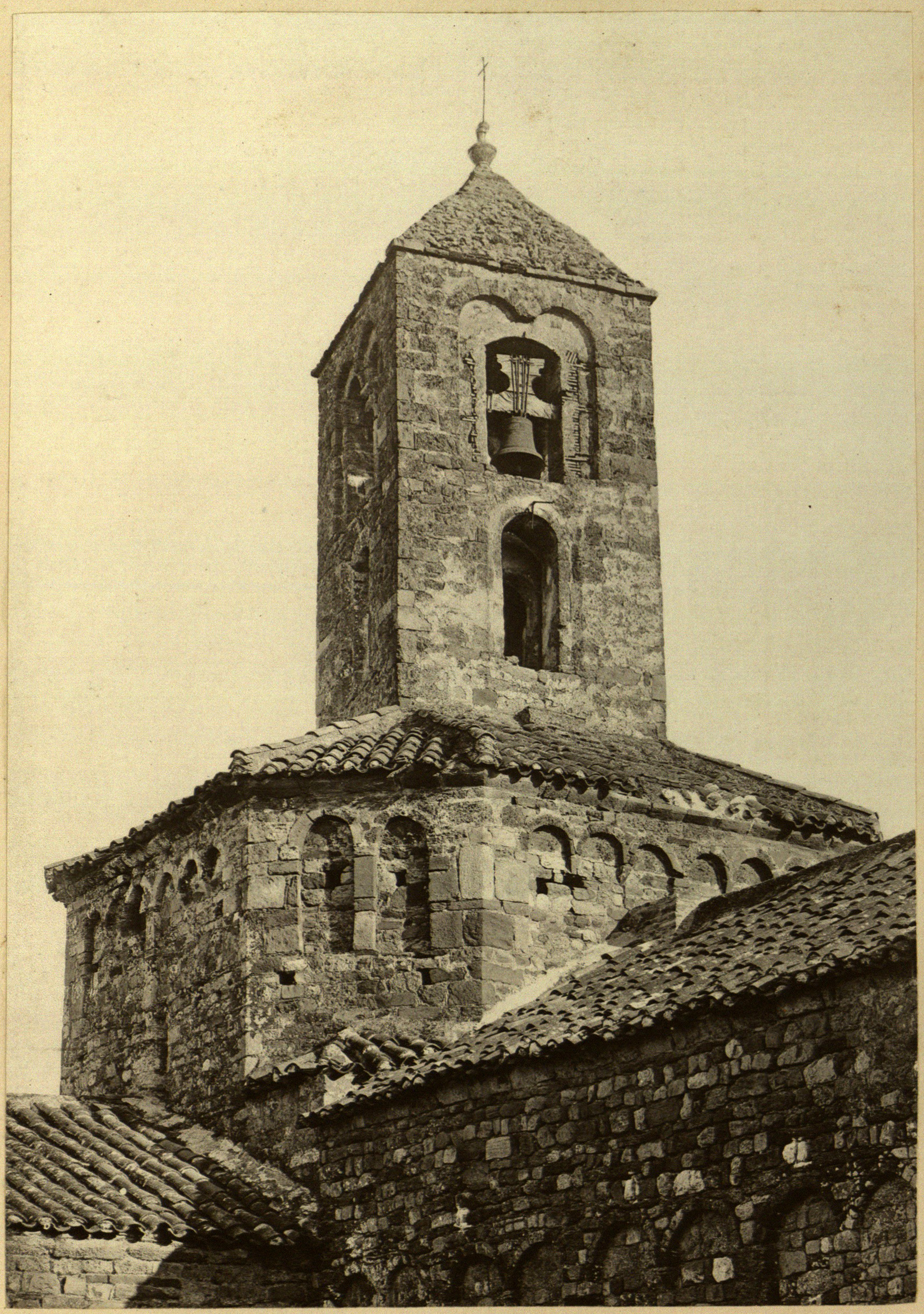
Santa Maria

- Pere Antoni Ventalló subscriu "XXVIII. Tarrassa. Antiguetats de Sant Pere de Tarrassa". El conjunt episcopal d'Ègara presentava un bon repte per als arqueòlegs. Ventalló, erudit i poeta anomenat lo cantor d'Egara, pren contacte amb el lloc: «Ab misteriosa y estranya llógica, lo monument que per las vicissituts dels setgles es trista y solitaria memoria de generacions més fortas y vigorosas [... de] l'Egara dels antichs, ciutat municipal y colonia romana, de altíssims fets y d'inmortals proesas […] reliquia venerable d'un passat de grandesa y gloria, se manté en peu, per art miraculosa […] dins d'un espay relativament brevíssim, troba lo viatger reunidas interessants curiositats históricas y arqueológicas [... Troba] l'arqueólech, vestigis de rassas illustradas en los misteris del art, y monuments d'altras que sols coneixían l'art per intuïció, veritables obras d'instint […] Ruínas de ruínas podría, ab gran propietat, dirse que son aqueixos monuments de Sant Pere de Tarrassa.» Després de fer un exhaustiu recorregut pel complex episcopal parla de l'església de Sant Pere: «Temple també antiquíssim, compost de dos naus de major capacitat que 'ls anteriors. Sa portada bisantina, despullada de tot treball escultórich, denota una antigüetat respectable. Sens esfors, apesar d'aquella, havém de créurer qu' es de creació molt posterior á l'ecclesia de Santa Maria; mes en quant á precisar la época de sa erecció, de nou nos trovém devant d'un altre misteri. Tot es misteri en tractantse de las cosas d'Egara; aquesta poesía no hi pot mancar.»

### Missió pirinenca de 1907
El 1876, es funda l'Associació Catalanista d'Excursions Científiques, posteriorment Centre Excursionista de Catalunya, amb l'objectiu primordial d'«estudiar les riqueses de nostra terra baix els diferents aspectes científich, artístich y literari» i, dos anys després, l'associació comença a publicar en fascicles l'Album pintoresch-monumental de Catalunya, il·lustrat amb fotogravats i amb textos de diferents autors; en un dels números del 1879, Lluís Domènech i Montaner descriu el claustre de monestir de Sant Cugat. Altres iniciatives promogueren excursions científiques, afavorides pel creixement de les connexions ferroviàries. Domènech aprofitaria el temps lliure estudiant in situ grans monuments del passat, parant especial atenció a les esglésies romàniques, que fotografiava i descrivia en notes i acurats plànols acotats.

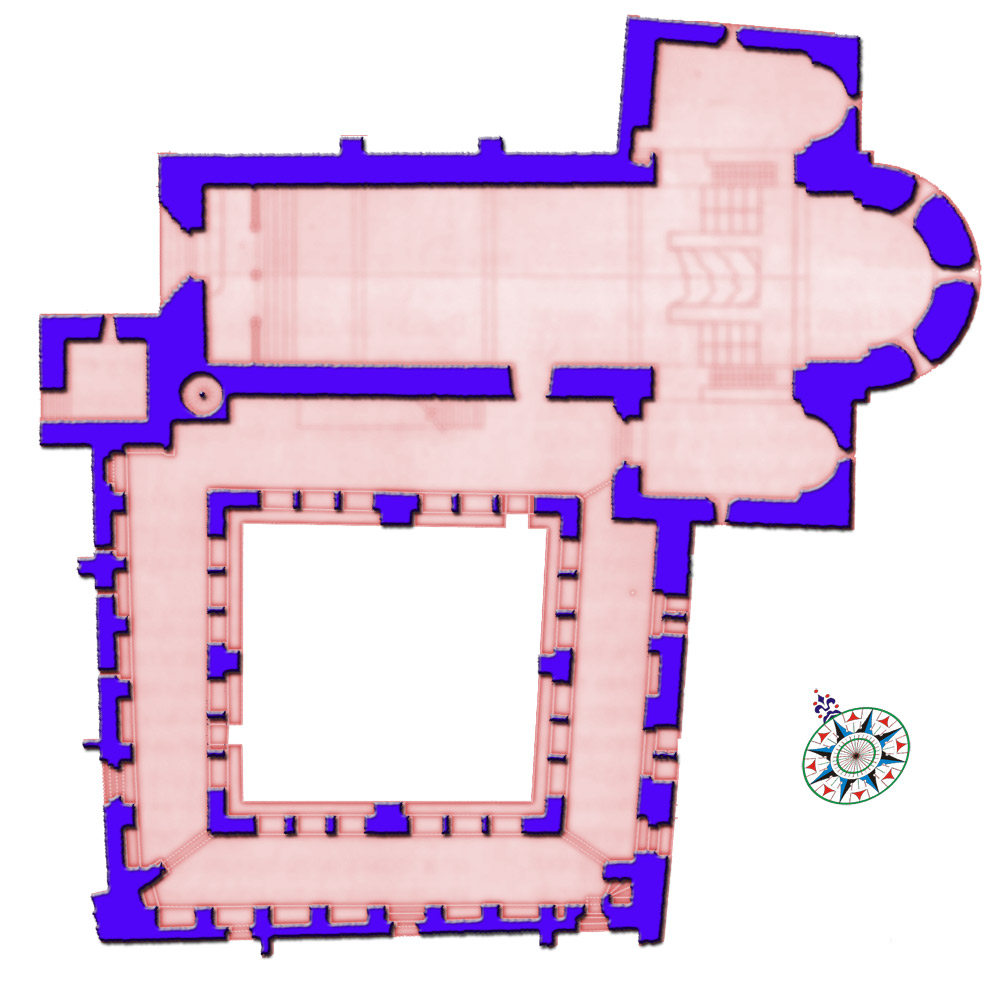
Planta de l'església, torre i claustre. Sant Benet de Bages (Bages)

Josep Puig i Cadafalch, amb disset anys, ja donava conferències sobre arquitectura romànica catalana. Més endavant, esdevindria deixeble i col·laborador de Domènech, amb qui compartiria la idea que els fonaments de la identitat catalana es trobaven en el romànic. Cert és que Puig, amb una concepció molt influïda pel sentiment nacionalista, sempre cercaria paral·lelismes amb Europa, ignorant el desenvolupament del romànic dins de la península Ibèrica i, fins i tot, intentant demostrar com l'evolució del mateix art romànic es realitzava en terres catalanes, hipòtesis descartades en la bibliografia posterior. Puig esdevindria restaurador d'edificacions romàniques tan importants com Santa Maria de Sant Martí Sarroca o Sant Benet de Bages.
El primer treball de camp rigorós dut a terme a les nostres contrades és l'efectuat entre el 30 d'agost i el 14 de setembre de 1907 per l'Institut d'Estudis Catalans sota la direcció de Puig, que gràcies als seus coneixements disposava d'informacions sobre les esglésies programades en l'estudi, les quals suposava formalment primigènies de l'estil i que li permetrien confirmar l'esquema evolutiu que plantejava en la monografia que estava enllestint. La finalitat de la «missió arqueològica-jurídica» era la recopilació d'observacions referents a arquitectures romàniques, els béns mobles que contenien les parròquies i els costums jurídics de llocs pirinencs, alguns força isolats, la majoria a la Val d'Aran i l'Alta Ribagorça. Els resultats de les investigacions realitzades serien destinades a la confecció de diferents estudis.
Puig i Cadafalch comptava amb quatre col·laboradors per a la missió. El mateix Puig dibuixaria a mà alçada ben acotades plantes, seccions i alçats de la majoria d'esglésies, n'anotaria les peculiaritats i observacions descriptives i constructives, i també detallaria alguns elements arquitectònics destacats. L'advocat i jurista Guillem Maria de Brocà i Montagut s'encarregaria de les recerques jurídiques. L'arquitecte Josep Goday i Casals, jove col·laborador de Puig, s'ocuparia de dibuixar els plànols dels edificis visitats. Mossèn Josep Gudiol i Cunill, director del Museu Episcopal de Vic, la institució catalana amb la col·lecció més abundant i representativa d'art medieval, posseïa amplis coneixements quant a mobiliari i obres d'art i, així, complementava els coneixements d'arquitectura de Puig amb els seus sobre els béns mobles; Gudiol era aficionat a fer recerques en arxius i, recentment, havia publicat Nocions de Arqueología Sagrada Catalana [sic], obra considerada de referència. El mossèn era portador de dues cartes de presentació: una autorització del bisbe d'Urgell i una carta de recomanació del de Vic, ambdues comminant els rectors i encarregats d'esglésies a mostrar als portadors els documents i objectes en aquestes dipositats. Finalment, el fotògraf Adolf Mas i Ginestà, anava equipat amb dues o tres càmeres fotogràfiques i 90 quilograms de material divers, entre el qual, molt possiblement, reveladors; Mas, que amb anterioritat ja havia col·laborat amb Puig, va prendre instantànies del patrimoni observat, de les quals es conserven 243 negatius, dels quals 148 d'estereoscòpics, custodiats en la Fundació Institut Amatller d'Art Hispànic.
La missió, complicada, donades la quantitat de llocs a visitar i les dificultats de transport a l'època, va ser perfectament organitzada. Abans de la partença, les qüestions relatives als allotjaments i el lloguer de les cavalleries van quedar ben resoltes i les visites van ser triades amb cura, evitant-ne les innecessàries. Desplaçats amb tren fins a Tolosa de Llenguadoc, hi visitaren Sant Serni i el Musée des Antiques. Viollet-le-Duc havia estat designat per crear aquest museu, ubicat al monestir dels Agustins, que es va inaugurar el 1901 amb bones col·leccions, entre aquestes de capitells i escultures romàniques, i Puig i Mn. Gudiol, especialment, estaven molt interessats a conèixer-lo.
- Sant Serní en un dibuix de 1760
- Galeria de l'Edat mitjana al Musée des Antiques
- Porta del claustre de La Daurade al Musée des Antiques

A la Vall d'Arbost, departament de l'Alta Garona, van visitar Sent Pèr dera Morena (també dit Saint-Tritous), a Garin, on observaren onze esteles funeràries gal·loromanes, material d'espoli reutilitzat en la construcció; a Casós de l'Arbost documentaren un cicle de frescos de Senta Anna, i a Sent Avantin s'interessaren en la portada decorada i altres escultures de la parroquial.
- Estela romana als murs. Sent Pèr dera Morena, Garin (Alta Garona)
- Frescos de l'Assumpció, a l'absis. Senta Anna, Casaus de Larbost (Alta Garona)
- Portal en una fotografia antiga. Sent Avantin de Larbost, Sent Avantin (Alta Garona)

A l'Aran, alçaren plànols, entre d'altres, de les esglésies de la Mair de Diu dera Purificacion de Bossòst, Santa Maria de Mijaran, Sant Estèue de Betren i Santa Maria d'Arties; també visitaren Sant Andrèu de Casau, Sant Miquéu de Vielha i Sant Péir d'Escunhau.
- Capçalera triabsidal i campanar de torre. Mair de Diu dera Purificacion, Bossòst (Val d'Aran)
- Naus amb cor alçat al peus de l'església. Santa Maria, Arties (Val d'Aran)

- Absis poligonals; sobrealçat de la nau i finestra goticitzant al capcer primitiu. Sant Estèue, Betren (Val d'Aran)
- Portada d'arquivoltes (XIII-XIV) de transició al gòtic amb factura i simbolisme romànics. Sant Miqueu, Vielha (Val d'Aran)
- Columna, capitell, imposta i inici del salmer a la portada. Sant Pèir, Escunhau (Val d'Aran)

A la vall de Boí feren troballes excepcionals: davallaments i altres talles romàniques, arraconades, a Santa Eulàlia d'Erill la Vall, a Santa Maria i a Sant Climent de Taüll i a la Nativitat de la Mare de Déu de Durro, i les «pintures de gran caràcter bizantí» a l'exterior i a l'interior de Sant Joan de Boí i a l'interior de Santa Maria i de Sant Climent de Taüll.
- Davallament de la Creu (originals al MEV i al MNAC). Santa Eulàlia d'Erill la Vall (Val d'Aran)
- Frontal d'altar de Santa Maria de Taüll. MNAC
- Marc, Tomàs, Bartomeu i Maria, pintura de l'absis de Sant Climent de Taüll. MNAC

Va ser a Sant Climent que Puig va confirmar la seva hipòtesi sobre l'evolució de l'arquitectura catalana, segons la qual a partir de mitjan segle x, les cobertes de fusta, perillosament afectades per incendis i xilòfags, van començar a ser substituïdes per voltes de pedra; ell ja coneixia documents que així ho acreditaven en altres edificacions, com a Santa Maria de Ripoll. A les esglésies que va visitar a l'Aran, es va trobar que, encara que havien estat projectades per a ser cobertes amb fusteria, totes havien sofert canvis per a fer-ho amb pedra. Sant Climent, de construcció finalitzada el 1123 com consta en una inscripció commemorativa en una de les columnes de la nau, presentava, segons Puig, «el prototipus amb la seva coberta de fusta primitiva intacta, amb tots els caràcters amb què foren començades les esglésies araneses». A més, les modificacions en els sostres copsades a l'Aran i a Santa Maria de Taüll i a Sant Joan de Boí mostraven les diferents fases evolutives de l'estil iniciades amb l'esquema estructural més primitiu, present a Sant Climent.
- Decoració llombarda en absis i campanar
- Inscripció de la consagració de la parròquia. MNAC
- Encavallada amb bigues i tirants al sostre

En les esglésies de la Vall de Boí, el fet de ser cobertes amb fusta en època tant tardana, quan l'ús de la pedra ja era habitual molts anys abans en terres catalanes, potser pot considerar-se, més que a un atavisme anacrònic, com la resposta al perill d'allaus que tombarien els murs de l'edificació i la seva reconstrucció posterior.
Visitaren les ruïnes del monestir cistercenc de Santa Maria de Lavaix; Puig va estudiar-ne les característiques, documentant-les al seu quadern, així com d'un parell de capitells del mateix monestir conservats en un domicili particular. A Sopeira, observaren l'interessant paviment de mosaic al presbiteri de Santa Maria d'Alaó, obrat en finalitzar la capçalera. Després de veure el monestir de Sant Esteve del Mall, consagrada el 1124 la seva església, es dirigiren a Roda d'Isàvena. La catedral de Sant Vicent màrtir de Roda els oferí diversos testimonis romànics; oimés d'objectes, teixits, mobiliari i el magnífic sepulcre del bisbe Ramon, promotor de moltes construccions a la zona, entre les quals les de Boí i la mateixa seu de Roda; destacaren la portada del segle xiii, la cripta amb pintures murals i els carreus incisos amb inscripcions necrològiques de les arcuacions del claustre. Després, es dirigiren al despoblat d'Obarra, al municipi de Beranui, on veieren el monestir de Santa Maria. Finalitzaren el viatge visitant Sant Llorenç i l'església malmesa de l'enrunat monestir de Sant Ruf a Lleida.
- Façana de migdia amb fris d'arcuacions a la cornisa. Santa Maria d'Alaó (Ribagorça)
- Nau, presbiteri i absis de Sant Pau, Santa Maria al fons. Antic monestir d'Obarra (Ribagorça)
- Necrologi en les arcuacions del claustre. Sant Vicent de Roda d'Isàvena (Ribagorça)
- Presbiteri i entrada a la cripta. Sant Llorenç, Lleida

El 1908, l'Anuari de l'Institut d'Estudis Catalans publicava tres estudis resultats de la missió: Brocà hi signava Costums jurídiques a la ratlla d'Aragó; Mn. Gudiol va transcriure El necrologi de l'iglesia de Roda, i Puig presentava Les iglesies romàniques ab cobertes de fusta de les Valls de Bohí y d'Aran. Era intenció de l'Institut que Gudiol redactés una monografia sobre el mobiliari, pintures, objectes litúrgics i altres béns mobles que, potser escrit i perdut, podem suposar amb la llista que en feu al seu llibre de notes.

## Marc històric

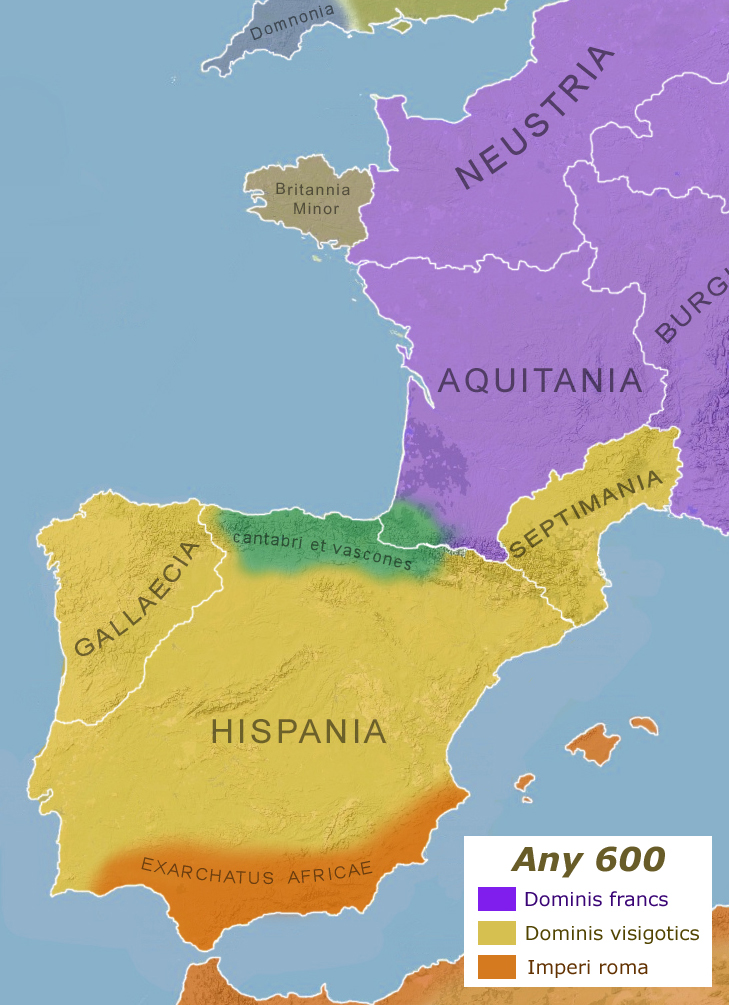
Europa occidental l'any 600

A Europa, una certa millora econòmica, i també la manca d'estabilitat política, propiciarà la proliferació arreu de construccions en pedra. Donada la potent embranzida del cristianisme durant aquest període, i la seva voluntat d'expansió i consolidació en el territori, aquest estil arquitectònic és majoritàriament conservat en edificacions religioses, però també el trobem en distintes construccions civils. La distribució de l'enorme quantitat d'esglésies romàniques construïdes que romanen avui en dia en peus es deu, en bona part, al creixement o estancament econòmic que posteriorment patiren les diverses regions: mentre la bonança en àrees pròsperes impulsava la creació de noves i millors edificacions, manta vegada al damunt de construccions precedents o relegant les antigues a la desaparició, l'estancació i l'aïllament de les zones deprimides contribuiria a la seva conservació. Influeix, també, el fet que, mentre les fortificacions tot sovint eren derruïdes, les edificacions religioses acostumaven a salvar-se.

### Context polític

#### Visigots
A la segona dècada del segle v, els gots arriben a Hispània; el 455, Teodoric II s'hi instal·la encara en nom de Roma i el 472 els visigots acaben amb el domini imperial de la península Ibèrica. Dins el territori que, a partir de mitjan segle xi, serà conegut com a Catalunya, aquests pobles germànics no representen un nombre prou important d'individus, ni gaudeixen d'un nivell cultural destacat per a modificar l'essència hispanoromana de la població existent, que habita poblacions vingudes a menys: no s'observen canvis notables en la vida política ni econòmica, ni en la seva cultura material ni espiritual. Durant els segles V i IX, es constata una densificació a les zones de muntanya i les valls interiors, alhora que la subsistència del substrat iberobascoide a les altes valls pirinenques.

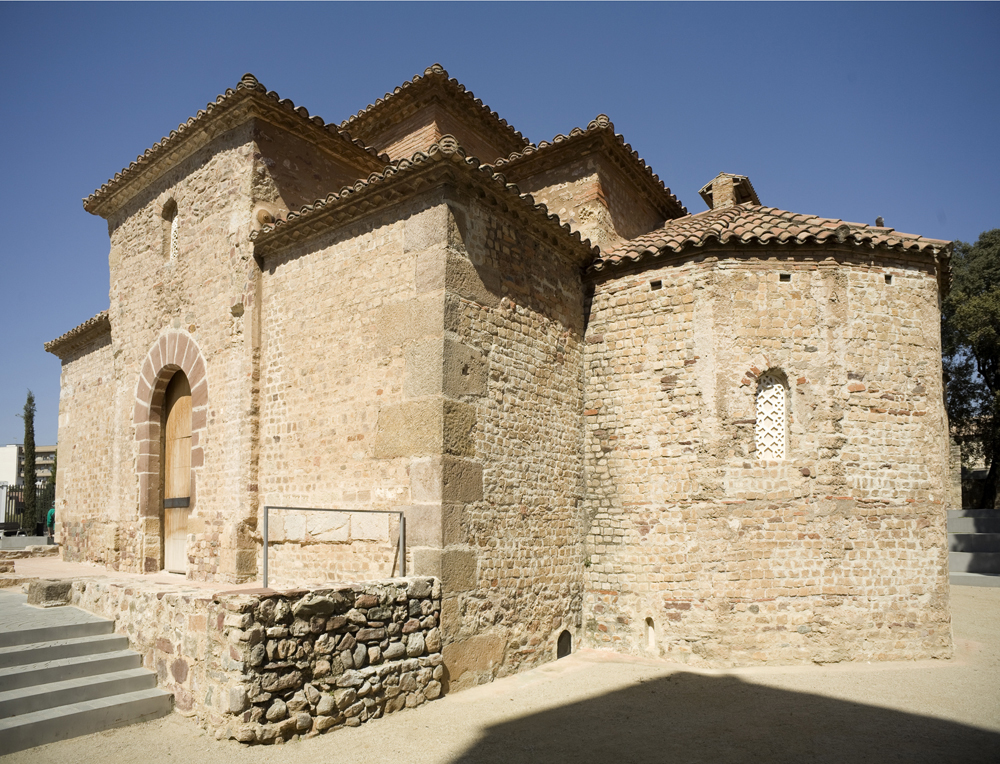
Església visigòtica. Sant Miquel, Terrassa (Vallès occidental)

Catalunya i la vall de l'Ebre, on existeix una romanitat acusada i les elits hispanoromanes s'hi han fet poderoses, seran els darrers territoris peninsulars annexats al Regne visigot de Tolosa. La monarquia visigoda, desplaçada per Leovigild a Toledo i de tendència centralitzadora, resultarà debilitada per les tendències anticentralistes i per la mateixa idiosincràsia goda. Cada poble invasor durant l'alta edat mitjana tenia el seu propi codi jurídic que, malgrat diferir en aspectes puntuals, eren força semblants; però la legislació romana, superior a tots aquests, va prevaldre. Aquesta varietat legislativa —cada grup de francs amb les respectives tradicions franques: els salis amb la llei sàlica; els burgundis amb els costums burgundis; visigots, ostrogots, huns... cadascuns amb els propis, i els tardoromans amb la Lex Romana— ocasionava un considerable desgavell en les qüestions jurídiques dels ens multisocials i, en el tercer quart del segle vii, el clergat del regne visigòtic va forçar Recesvint a publicar un nou codi jurídic que fos aplicable tant als visigots com als hispanoromans. Finalment, la classe dirigent visigoda, immersa en lluites internes pel poder, acabarà sent substituïda per musulmans del nord d'Àfrica, que en principi havien estat cridats pels fills de Witiza en la seva contesa contra Roderic. Els testimonis arquitectònics visigòtics, que malgrat no ser abundosos tampoc són rars, mostraran diferències respecte a l'herència romana.

#### Àrabs

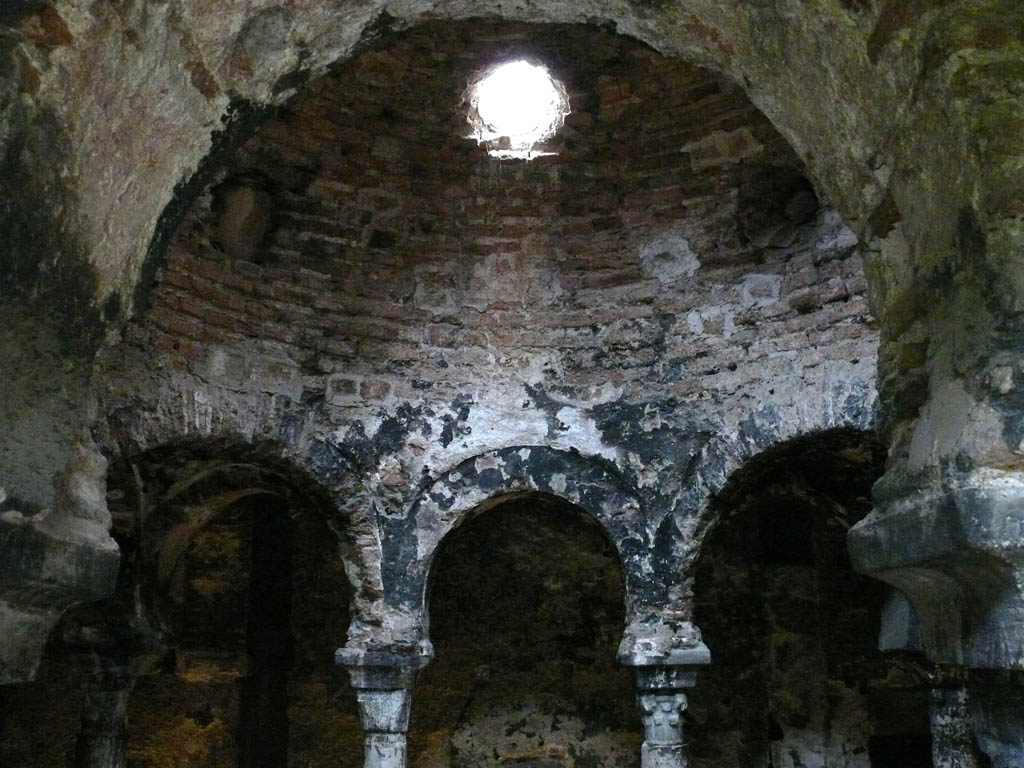
Caldari amb arcuacions sota cúpula. Hammam de Mayurka, Palma (Mallorca)

El 707, els magribins ja controlen les autoritats romanes d'Orient de les Balears; el 712, Mús·sà conquereix Saragossa, Osca, Lleida i Tarragona; Barcelona cau el 716 i els exèrcits àrabs continuaran cap al nord. La proposta de garantia de les propietats a les classes dirigents hispanoromanes visigòtiques a canvi de tributs oferida pels sarraïns no és acceptada per algunes ciutats; les destrosses que infligeixen els invasors a Tarragona, Terrassa o Empúries, entre d'altres, decanten els autòctons a demanar la pau i acceptar el pacte. Els musulmans assetgen i saquegen Tolosa l'any 721 i Autun el 724, fent ràtzies pel territori. Els francs de Carles Martell detenen l'avançada àrab prop de Poitiers, tot i que aquests continuaran fent campanyes per Occitània, ara més moderades, fins al 739.
Els àrabs aprofiten estructures urbanes i defensives preexistents i en construeixen de noves i també edifiquen mesquites, palaus, els banys àrabs de Palma, les sudes de Tortosa i de Lleida o el castell Formós de Balaguer. A les ciutats i en algunes viles rurals, com Àger, es mantenen les comunitats cristianes, però la islamització va homogeneïtzant els nouvinguts amazics, que havien estat introduïts en la fe de Mahoma poc temps abans, i la població indígena, de la qual la capa mitjana se sent atreta cap a la nova religió pels beneficis fiscals, i l'alta per la conservació de poder. Sovintegen els matrimonis mixtos, i en destaca el de l'emir Mús·sà amb la vídua, potser filla, del traspassat Roderic, últim rei visigot, i el de Munússa, valí a Narbona, amb la filla del duc d'Aquitània.
- Castell Formós, Balaguer.
- Suda de Tortosa
- Suda de Lleida

#### Carolingis

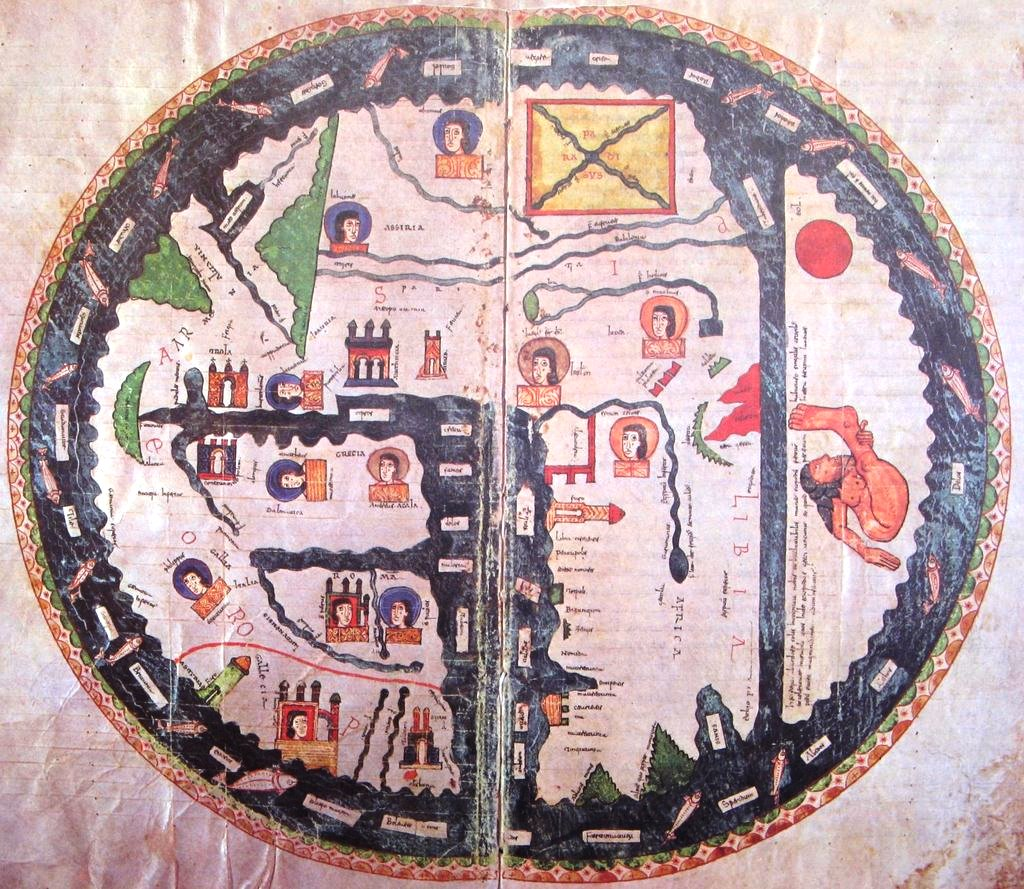
Representació del món conegut al Beatus d'Osma (1086). Nord cap a l'esquerra. Inferior i centrat el Mediterrani; al quadrant inferior-esquerra penínsules grega a dalt, itàlica al centre i ibèrica sota la ratlla vermella.

Carlemany es considerava el successor dels emperadors romans i va fer reviure l'interès per les seves tradicions; va fer-se construir una església en el seu palau d'Aquisgrà, la capella Palatina, còpia d'una edificació de Ravenna, la basílica romana d'Orient de Sant Vidal, tres-cents anys anterior. Amb Carlemany, es desenvolupen la cria del cavall i la metal·lúrgia, que possibiliten la formació d'un exèrcit de cavallers professionalitzats en la guerra; l'emperador utilitza, també, els coneixements de geògrafs. Els carolingis, en un procés entrecreuat de pactes i combats decidits en diferents assemblees imperials, aniran recuperant territoris arreu del continent, però mentre ciutats com Girona se sotmetran de grat als francs, d'altres com Barcelona o Narbona s'oposaran a la seva entrada; el 801, Lluís el Pietós guanya Barcelona del domini musulmà i estabilitza la nova marca. El projecte carolingi fracassarà, però establirà els fonaments del feudalisme, un sistema de govern vassallàtic unitari al continent europeu, que contribuirà a minorar el fenomen de les invasions i a pacificar les fronteres, a excepció de les lluites intermitents a la península Ibèrica, on es consoliden diverses fronteres, agrupades en l'anomenada en els Annales regni Francorum com a «marca hispànica».

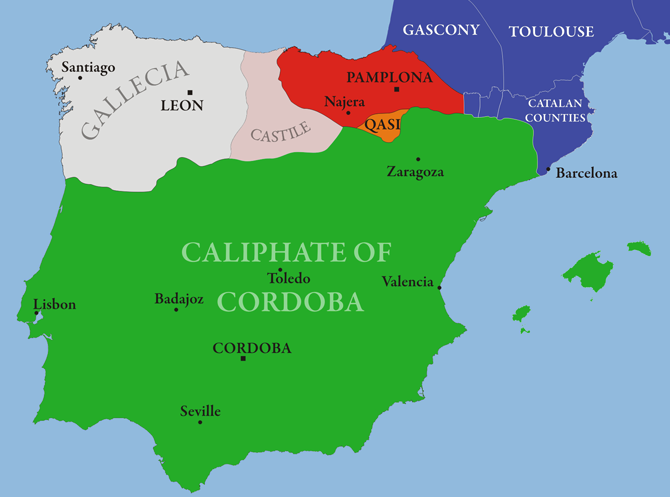
Península Ibèrica l'any 1000

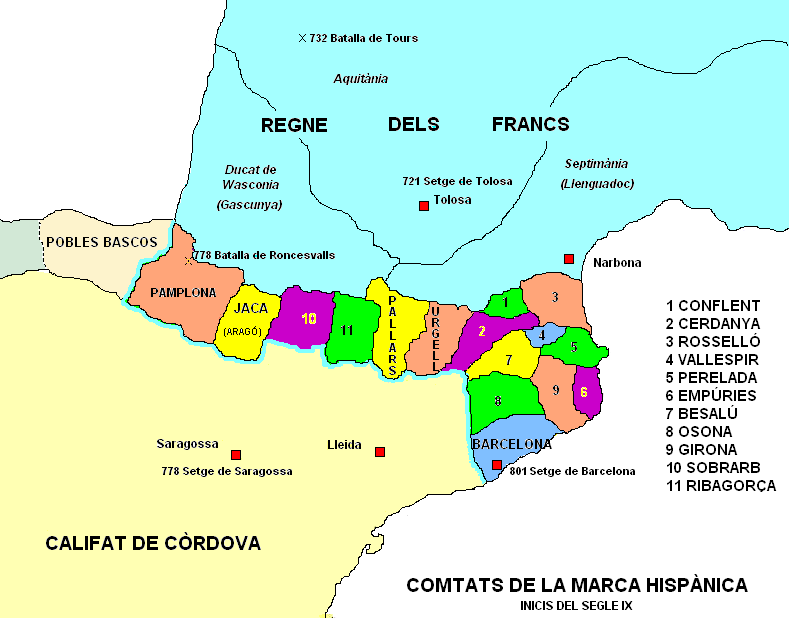
Comtats de la marca hispànica a inicis del

La conquesta cristiana de la península Ibèrica comença per la part oest; en el territori de l'antiga província romana de Gal·lècia, el Regne d'Astúries, en principi un moviment de cabdills indígenes actius en territoris occidentals i centrals de la serralada Cantàbrica, comença la brega amb els sarraïns el 718, que és continuada pel Regne de Galícia a partir del 911, pel Regne de Lleó el 914 i pel comtat de Castella el 930. Als territoris pirinencs de la marca hispànica, el procés d'expansió cristiana comença després de la conquesta franca de Narbona als islàmics per Pipí I el Breu, el 759. Aviat es fan amb el control de l'antic comtat visigòtic i estableixen la capital al Castrum o Castellum Rossilio; l'any 812, el rei encarrega el comtat del Rosselló a Gaucelm, del casal de Tolosa.
Els comtes són triats per l'emperador i actuen com a delegats seus en els territoris que els han estat encomanats; el 801, amb la conquesta de la Barcelona musulmana, s'institueix el títol de comte de Barcelona en la persona de Berà I. Hi ha tendència a concentrar diferents comtats, en principi unitaris, sota d'un mateix delegat: Cerdanya-Urgell, Rosselló-Empúries, Barcelona-Girona, o Pallars-Ribagorça, que s'uneix al comtat de Tolosa. Administren justícia i són dipositaris del poder reial, però han d'assumir les disposicions de les assemblees imperials, convocades sovint a Aquisgrà, que dicten quant a les relacions amb els sarraïns, els moviments de les fronteres o sobre les dissensions en el si de la noblesa cristiana. Malgrat que els comtes nomenats per l'emperador no solen ser descendents dels anteriors en el càrrec, alguns llinatges es consoliden en les funcions del poder. El 826, es produeix la revolta d'Aissó, aviat fracassada, que uneix forces musulmanes amb les de gots indígenes per oposar-se al poder imperial, que ha designat Bernat de Septimània com a titular del comtat de Barcelona. Les dissensions sovintegen i quan, el 862, Carles el Calb vol recobrar poder tornant a fragmentar les demarcacions, ja és massa tard.
És de suposar que, en temps visigòtics, a cada una de les diòcesis catalanes —Tarragona, Barcelona, Girona, Elna, Urgell, Lleida, Osona, Empúries, Tortosa i Terrassa— hi hagués una comunitat canonical, legislada pels concilis toledans, que feia costat al bisbe. El 816, es dicta a Aquisgrà l'orde de canonges regulars que ha de regir els membres de les canòniques de tot l'Imperi Carolingi, que entre altres normes, imposa la vida comunitària. En el procés de conquesta, a les seus d'Elna, Urgell, Girona, Barcelona i Vic, dependents de l'arquebisbat de Narbona i sovint amb bisbes d'origen franc, apareixen uns preveres que viuen a prop del bisbe sub canonica institutione, segons paraules d'un privilegi de Lluís el Pietós, del 835, atorgat a l'església d'Urgell, designats canonges, que seran dotats amb beneficis eclesiàstics. Atès que les canongies s'atorgaven previ pagament d'un dot i que l'accés quedava restringit a membres d'un estatus social elevat, aviat els interessos privats d'aquests canonges entraren en conflicte amb els comunals, excepte en les canòniques allunyades físicament del bisbe, que continuen practicant la norma regular; aquestes darreres comunitats sovint esdevindran monacals. El sorgiment dels ordes benedictins amb els seus establiments monàstics esdevé element clau en la repoblació del territori i l'explotació dels seus recursos, i els governants intentaran treure'n tot el profit que podran afavorint nous i vells establiments amb donacions, dotacions, privilegis, drets judicials..., malgrat que sovintegen els conflictes d'interessos entre els uns i els altres.
Amb el desmembrament de l'Imperi Carolingi, el territori es fragmenta creant nombroses senyories menors, a vegades molt potents. Els casals catalans estableixen vincles amb Narbona i Tolosa, principalment, i cooperen en les aspiracions autonomistes d'Aquitània. Al darrer terç dels segle ix, els governants dels nostres comtats, en els seus testaments, ja reparteixen el domini del seu patrimoni entre els seus fills sense comptar amb l'autorització reial: el 870, Guifré el Pilós hereta els comtats d'Urgell i de Cerdanya del seu oncle Salomó I; Miró I de Rosselló, mort el 897, i el seu germà, Guifré I, un any després, lleguen els territoris que governen als seus descendents. Aquesta tendència hereditària, que serà una constant durant l'època, de no utilitzar la figura de l'hereu universal propicia la fragmentació dels territoris anteriorment integrats.

#### Comtes independents
Durant el període romànic, sovintegen atacs amb destruccions i saqueigs arreu d'Europa, motiu dels desplaçaments socials dins el territori i dels conflictes religiosos, no sols amb l'islam, sinó també amb els romanents pagans i entre les diferents faccions cristianes. Normalment, els episodis bèl·lics no es duen a terme en grans guerres d'exèrcits enfrontats sinó en incursions de robatori i destrucció en castells, abadies o pobles, per part de petits grups de cavallers. Des de l'inici de l'edat mitjana, les invasions de pobles procedents del nord, de l'est i del Magrib són constants i, a vegades, obliguen a desplaçar-se els pobladors precedents; també, pobles instal·lats en un indret decideixen motu proprio ubicar-se en d'altre. Escandinaus, hongaresos, llombards, musulmans, francs, saxons, normands… es veuen obligats, o motivats, a modificar la seva ubicació. Aquests darrers regiran territoris a Normandia, les Illes Britàniques, al sud de la península Itàlica i a Sicília.
Bona mostra d'aquesta mobilitat, de tendència nord-sud, es troba als territoris de la península Ibèrica en forma de castells i nous poblaments. Són terres de frontera, principalment entre cristians i musulmans, però també entre cristians, i com a tal hi ha gran necessitat de fortificacions. La comarca de l'Anoia i la ruta dels castells del Gaià n'ofereixen una bona mostra. I tal com els territoris són conquerits, s'hi estableixen religiosos, nobles i poble menut, que necessiten de construccions.
A les costes dels comtats catalans, pirates sarraïns amb bases al sud, Balears i Sicília efectuen ràtzies que assolen poblacions i saquegen els seus béns. L'any 858, en un fet comú arreu del continent, la comunitat del monestir de Santa Maria d'Arles, aleshores instal·lada als antics banys romans de la vila, va patir durant tres dies la matança d'alguns dels seus membres i el saqueig dels seus béns per part d'una d'aquestes bandes de pirates que, arribats a la costa amb vaixells, havien remuntat el curs del Tec. No sols per mar arribaven tals calamitats: el 942, el comte Sunyer va haver de fer front a una incursió d'hongaresos a la Cerdanya, en la batalla de Baltarga, prop de Sant Andreu de Baltarga. A la Ciutat Comtal, es documenten fins a cinc atacs del bel·lipotent estol de l'emir de Còrdova, Abd-ar-Rahmàn III, durant la dècada que va del 933 al 942.

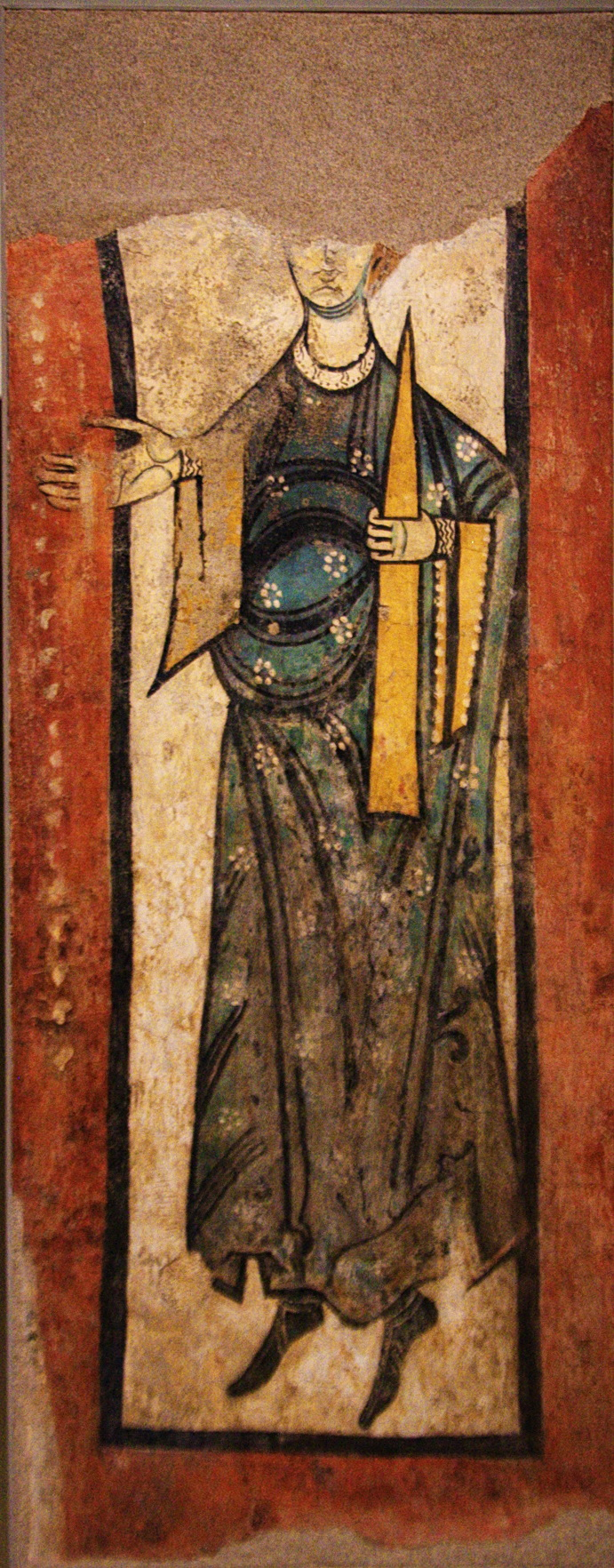
Donant

Guifré I, entre d'altres dels nous senyors europeus i utilitzant patrons preromànics, funda els monestirs de Santa Maria de Ripoll i Sant Joan de les Abadesses i restaura la catedral de Vic, edificacions que seran reformades en època romànica sota el patrocini de l'abat i bisbe Oliba. Les classes dominants finançaran la construcció d'esglésies i el seu abillament, de vegades en un acte expiatori del donant en raó al seu poder i riquesa, potser també atrets per un control més efectiu de la població. La humilitat, però, sembla no haver estat la virtut d'alguns d'aquests donants, religiosos o seglars, que es feien representar en pintura, escultura o vidre; alguns duen una maqueta del lloc patrocinat en les mans oferint-los a Crist, la Verge o a algun sant.
De vegades, la noblesa patrocina establiments religiosos, normalment monestirs o seus catedralícies, per a ser sepultats en ells una vegada traspassats, influïts per la convicció que el fet de restar els seus cadàvers prop de monjos i resos els facilitava la vida eterna al costat del seu Déu; de fet, tota església és susceptible de ser usada amb aquest fi i moltes aplicaren notablement aquesta funció; monestirs com el de Ripoll, Sant Chuan d'a Penya, Santa Maria de Poblet, Santa Maria de Vallbona de les Monges o Santa Maria de Sixena actuaran de veritables panteons reials i nobiliaris. A més a més, destacades nissagues troben en l'Església un lloc influent i de prestigi per als fadristerns i moltes comunitats religioses femenines acolliran membres femenins d'aquestes famílies.
- Panteó de nobles. Sant Chuan d'a Penya (Jacetània)
- Arcosolis amb els sarcòfags de Pere II i Sança de Castella. Santa Maria de Sixena (Monegres)
- Antic fossar. Santa Maria de Vallbona de les Monges (Urgell).[n. 8]

A meitat del segle x, els comtes catalans s'han emancipat de la reialesa franca i s'obren a Europa, on hi adquiriran prestigi negociant i pactant amb diversos governants i intervenint en conflictes internacionals, tant amb cristians d'una i altra banda dels Pirineus, com amb moros de la part meridional i les terres de ponent. Alhora, sovintegen durant aquest període els matrimonis entre membres dels casals comtals catalans amb membres de la noblesa occitana i aquestes relacions facilitaran l'entrada al nostre entorn de millores tecnològiques, tendències culturals i corrents espirituals. Durant la segona meitat del segle xi, les aspiracions polítiques dels comtes Ramon Berenguer I i Almodis de la Marca els condueixen a recuperar bona part del patrimoni, alienat del casal de Barcelona en anys precedents, i a adquirir-ne de nou; entre el 1067 i 1070, també compren els comtats de Carcassona i Rasès. En paraules de Milà i Fontanals comentant les «comunicacions quotidianas ab lo mitjorn de França [... i] ab las parts d'Italia»:
| « | Los comtes marquesos cada dia més independents y més engrandits per la creixent restauració y pel parentiu ab potents familias, sobre tot del mitjorn de França, los comtes particulars eixits molts de la familia marquesal, moguts com aquesta per la fé religiosa y que, per altra part, tenían punt en embellir las vilas que donavan nom á son domini, ajudats, com es de pensar, per los tributs y la feyna corporal de la gent menuda, produhiren en gran part la memorable era arquitectural que comprén los segles XI y XII, y de que, per fortuna, tan bellas mostras han arrivat fins als nostres días. | » |

El 989, es va celebrar a Charroux (Viena) el primer concili de Pax Dei. La Pau de Déu va ser un moviment espiritual i social iniciat a mitjans del segle x, organitzat per l'Església catòlica i recolzat pel poder civil, que pretenia la pacificació del món cristià amb l'eradicació de l'ús de la violència en el si de la societat. La situació política interna als comtats catalans, com gairebé arreu del continent europeu, fomentava episodis de confrontació entre senyors rivals i, sovint, posaven en grans perills els seus habitants i es produïen les consegüents devastacions i predacions dels llocs afectats. En el context del moviment de la Pau de Déu, neix la Treva de Déu, intent de reprimir els enfrontaments bèl·lics durant certs dies i períodes de l'any. Fou l'abat i bisbe Oliba el pare, en l'àmbit europeu, de la Pau i Treva de Déu, que va ser promulgada per primer cop a l'Assemblea reunida a Toluges, al Rosselló, l'any 1027, i aconseguí posar per primera vegada un límit real al poder, les arbitrarietats i les violències del feudalisme. En les assemblees de Pau i Treva, l'Església va reivindicar una antiga llei visigòtica del segle vii que protegia de tota violència els edificis eclesiàstics i cementiris i l'espai de trenta passes que els envoltava, anomenat sagrera.

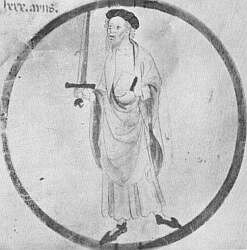
Ramon Berenguer I

En aquesta època, i com hom farà arreu, la comtessa Riquilda de Tolosa, muller de Sunyer I, facilita l'establiment de comunitats monàstiques, com les de Santa Cecília de Montserrat i de Sant Pere de les Puelles, que alcen complexos ja en estil plenament romànic, i dota, econòmicament i legal, els monestirs de Ripoll i Sant Joan de les Abadesses; el 947, Riquilda s'encarrega de la reconstrucció de Santa Maria de Roses. Així mateix, la comtessa Aimeruda d'Alvèrnia, esposa de Borrell II, fa donacions en disposicions testamentàries a la catedral de Girona i a altres seus eclesiàstiques. El mateix comte, de Barcelona i d'Urgell, recolzat pel bisbe Ató de Vic, intenta restaurar l'arxidiòcesi de la Tarraconense amb l'objectiu d'agrupar-hi les diòcesis catalanes, aleshores dependents de l'arquebisbat de Narbona, i d'accentuar la primacia del casal barceloní sobre els altres comtes catalans i septimans; a tal fi, realitzà dos viatges a Roma. Sent comte Ramon Berenguer I, anomenat Ispanie subiugator ('Apoderador d'Espanya') i Propugnator et murus christiani populi ('Defensor i mur del poble cristià'), Roma posa els cristians de Mallorca i Dénia sota l'administració del bisbe de Barcelona.

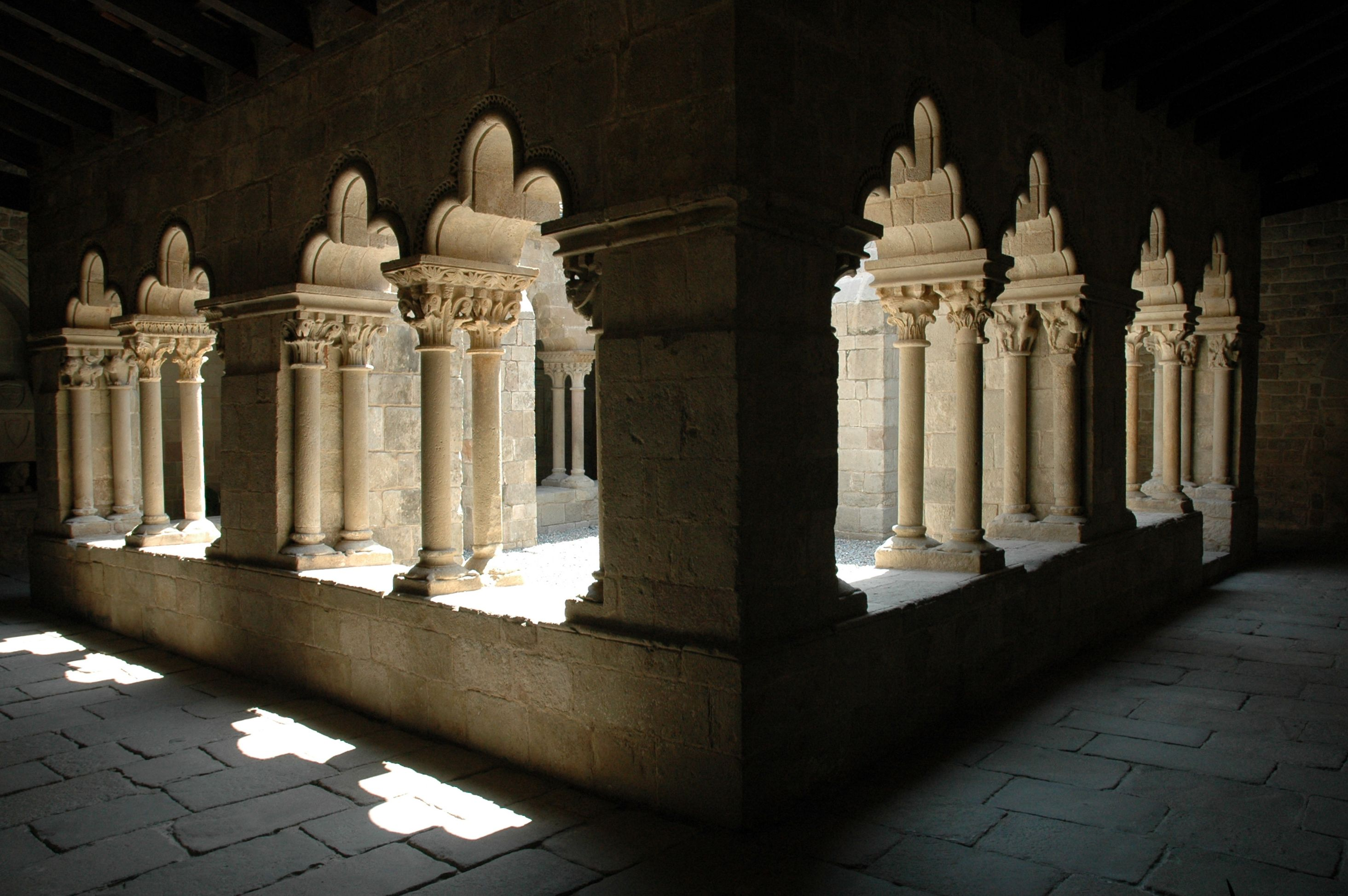
Influència àrab als arcs trilobulats del claustre del. Sant Pau del Camp, Barcelona

Durant aquests segles, el nostre territori es veurà immers tot sovint en lluites i, especialment en els conflictes amb els musulmans, gran nombre de fortaleses canviaran de mans i seran reformades, o bé s'alçaran de bell nou; les ràtzies fan grans destrosses en edificacions vilatanes —com a Àger i, en especial, a Barcelona— i en construccions eclesiàstiques —com Sant Cugat del Vallès, Santa Maria de Meià o Sant Pau del Camp—, que hauran de ser reparades o reedificades. Campanyes militars empreses pels comtes catalans, com la de Ramon Borrell a Còrdova l'any 1010, els proporcionaven, demés de reconeixement dins les altres corts europees, quantiosos botins i drets i pàries que els permeteren emprendre repoblaments i obres de restauració i fortificació considerables.
La muller de Ramon Borrell, Ermessenda de Carcassona, prendria part molt activa en el govern del país, aconsellada per personatges com l'abat Oliba, Gombau de Besora, el bisbe de Girona Pere… especialment durant les minories d'edat del seu fill, Berenguer Ramon I, i del seu net, Ramon Berenguer I. És, potser, la dona més influent i poderosa de la història de Catalunya; va tractar amb les corts europees, cristianes i musulmanes, Vaticà inclòs, i va promoure i finançar nombroses edificacions castrals, a més de fer el mateix amb institucions religioses. Reflex de la situació política peninsular és l'enllaç, probablement propiciat per l'emir al-Múndhir, amb el vistiplau d'Ermessenda, de l'hereu Berenguer Ramon I amb Sança de Castella per a unir forces contra l'expansionisme de Sanç el Gran, rei de Navarra.

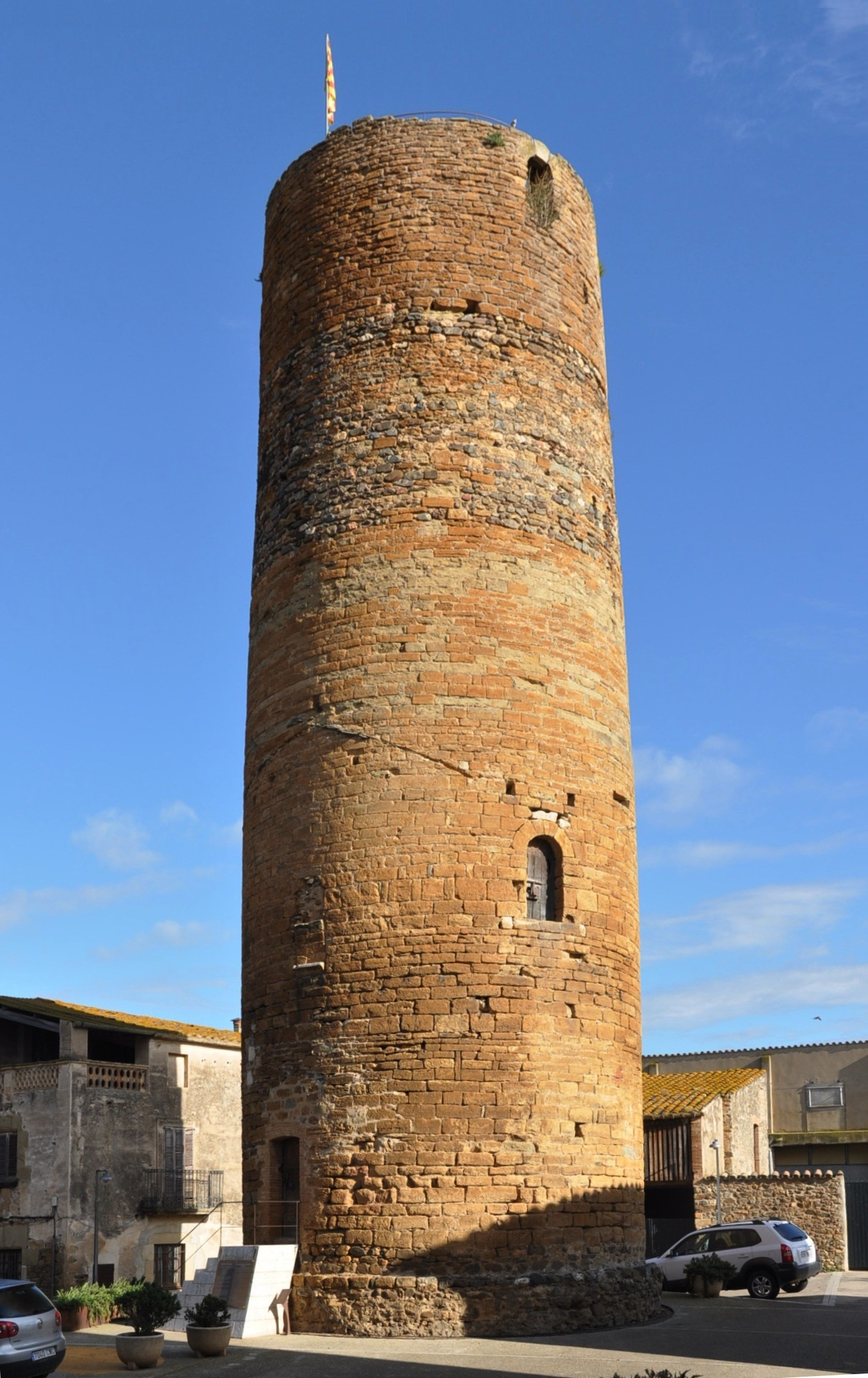
La porta original es troba protegida a una certa altura i era accessible mitjançant escales de fusta mòbils.Torre de l'homenatge de l'antic castell de Cruïlles, ss. XI-XII, (Baix Empordà)

El domini dels comtes de Barcelona, afavorit per l'afebliment dels moros, dividits en regnes de taifes, s'estendria per les terres de ponent i es repoblarien marques amb cristians, com la Segarra a la tercera dècada del segle xi, malgrat s'hagueren de patir algunes ràtzies i ocupacions, com la d'Àger el 1041. Les estratègies de conquesta dels cristians i les de permanència dels musulmans es basen en un joc d'aliances entre els diferents governants del nostre entorn, en què no importa la condició religiosa ni les fidelitats precedents; Rodrigo Díaz de Vivar, que combat Ramon Berenguer II, el Cap d'Estopes, a Xàtiva, Dénia i València el 1085 i a Requena, Tortosa i els ports de Beseit el 1091, sis anys més tard casa la seva filla, Maria Roderic de Vivar, amb l'hereu, Ramon Berenguer III. El Cap d'Estopes es casa amb Mafalda de la Pulla Calabria, filla de Robert Guiscard, duc de Calàbria, i germana de l'hereu, Roger II de Sicília, un dels governants més poderosos d'Europa, iniciant maniobres per adquirir cert control del Mediterrani central, ambicions que prendrien volada el 1262 amb el matrimoni de Constança de Sicília amb Pere el Gran.
Però als comtats catalans els ingressos econòmics no minvaven i els magnats, durant períodes de pau, van dedicar esforços a recuperar patrimoni eclesial, com la seu de Manresa el 1022, enrunada vint anys abans. Hi hagué problemes interns provocats per certa manca d'autoritat comtal, principalment l'encapçalat per Mir Geribert, que el 1041 s'autonomenaria príncep d'Olèrdola, el bisbe de Barcelona, Guislabert I, i el vescomte de Barcelona, Udalard II. El sistema feudal, desenvolupat des del segle ix, s'estableix al nostre territori i els barons, bé en àmbits rurals o bé en vilatans, precisaran edificacions segures, sovint simples torres, algunes vegades complexes fortaleses, per a la protecció del territori i dels béns per ells custodiats. El mateix passa amb els establiments eclesiàstics; Jacint Torres i Reyató fa una descripció publicada en l'Album Pintoresch-Monumental el 1878, amb certs tics de romanticisme, del monestir de Sant Cugat del Vallès:
| « | Lo cop de vista mes pintoresch pera 'l qui visita aquest monastir, es sens dubte lo monumental conjunt que ofereix la part posterior de sa iglesia. Fidel trassumpto d' aquells temps en que 'ls prelats vestían alternativament l' hàbit religiós y 'l trajo guerrer, deixant ab freqüència d' abrassar la creu pera empunyar l'espasa quant aquella era insuficient pera senyalar un limit á las ambicions dels senyors feudals ó á las invasions dels sectaris de la mitja lluna; se veu en ell en primer terme lo apacible misticisme que revela la macissa fábrica dels tres ábsides ab sas estretas finestras románicas, gelosas de que la llum penetre per ellas, amigas de la obscuritat que regna á dins del santuari y que inspira tranquila meditació; contrastant singularment ab lo bélich aspecte de que fan gala lo cimbori y lo campanar coronats de marlets, mes alt aquest que aquell y que, robust y colrat, s' aixeca ab la arrogancia y serenitat del vell centinella que protegeix oportunament ab sos tochs d' alarma lo casal confiat á sa vigilancia. | » |

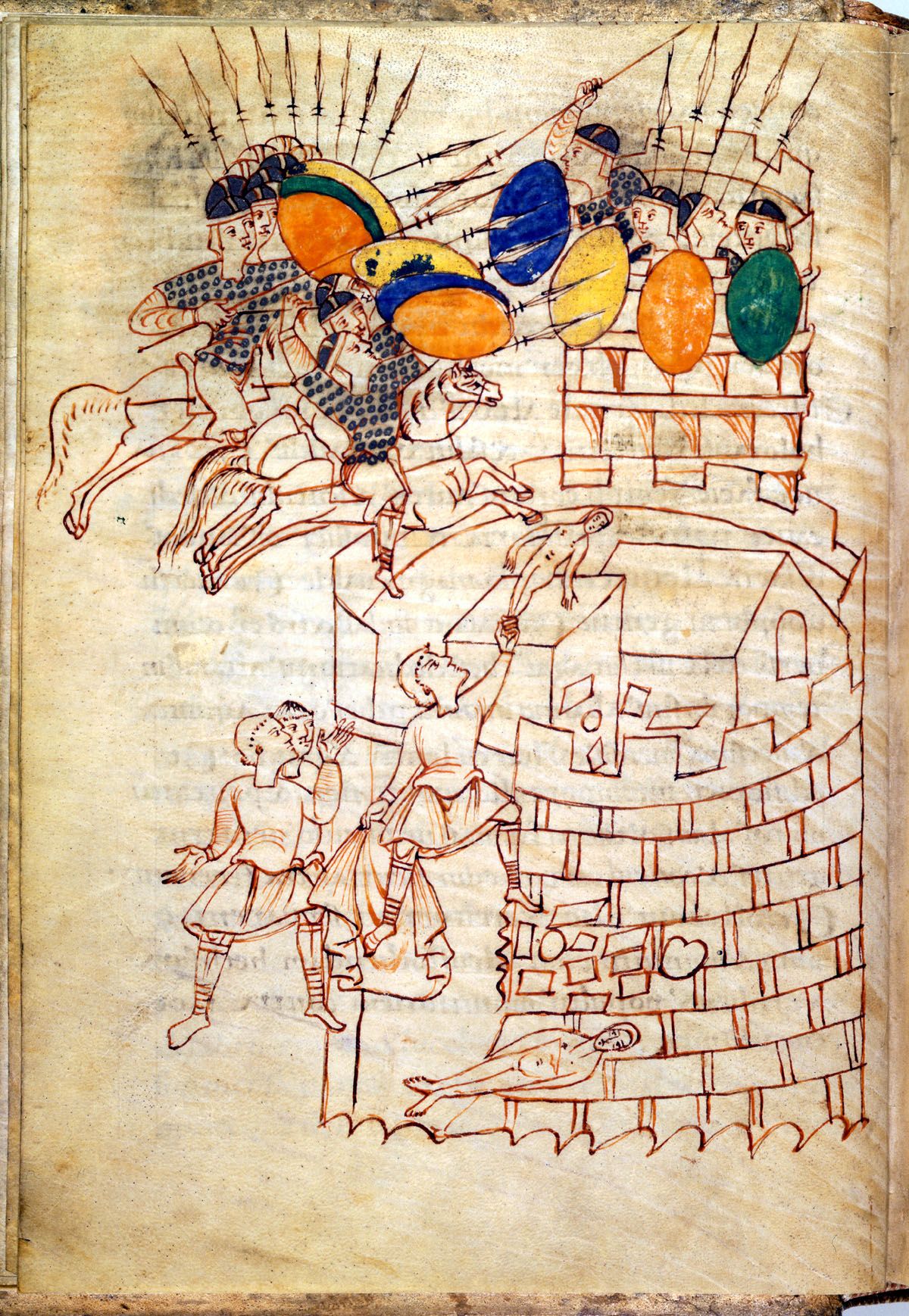
Ofensors assalten la plaça forta, mentre els defensors resisteixen a la torre de l'homenatge, vers 1195

Al segle xi, les petites propietats pageses, producte d'aprisions i alous concedits pels comtes en els primers moments de les conquestes de territoris musulmans, minven davant les pràctiques emfitèutiques abusives. Aquesta mena de contractes, pseudoesclavistes i hereus del règim de serfs de l'alta edat mitjana, havien sobreviscut a la Catalunya Vella i, posteriorment, els magnats, civils i eclesiàstics, senyors de la guerra, encomanats pels comtes a dirigir les empreses de conquesta i poblament, en farien servei a la Catalunya Nova, les Illes Balears i el Regne de València. L'esclavitud era una pràctica heretada de l'antiguitat clàssica —en tractats d'agronomia romans s'anomena els esclaus com l'instrumentum vocale ('l'eina que parla')—, probablement ja arrelada en les cultures neolítiques, i durant l'edat medieval era habitual que les classes mitjanes i altes, laiques i religioses, en fessin ús. Molts esclaus foren batejats i la legislació eclesiàstica prohibia que un cristià fos esclau, però la mateixa Església els negava la condició en no haver estat batejats de forma desitjada directament per l'esclau, sinó per la imposició dels amos. La baixa densitat demogràfica a l'època, tant al Principat com, més tard, a les Illes i València, es compensà amb mà d'obra esclava; es dedicaven a tota mena de tasques, especialment a les més sofertes, i procedien de ràtzies, captius de guerra i del comerç, principalment amb el Magrib.

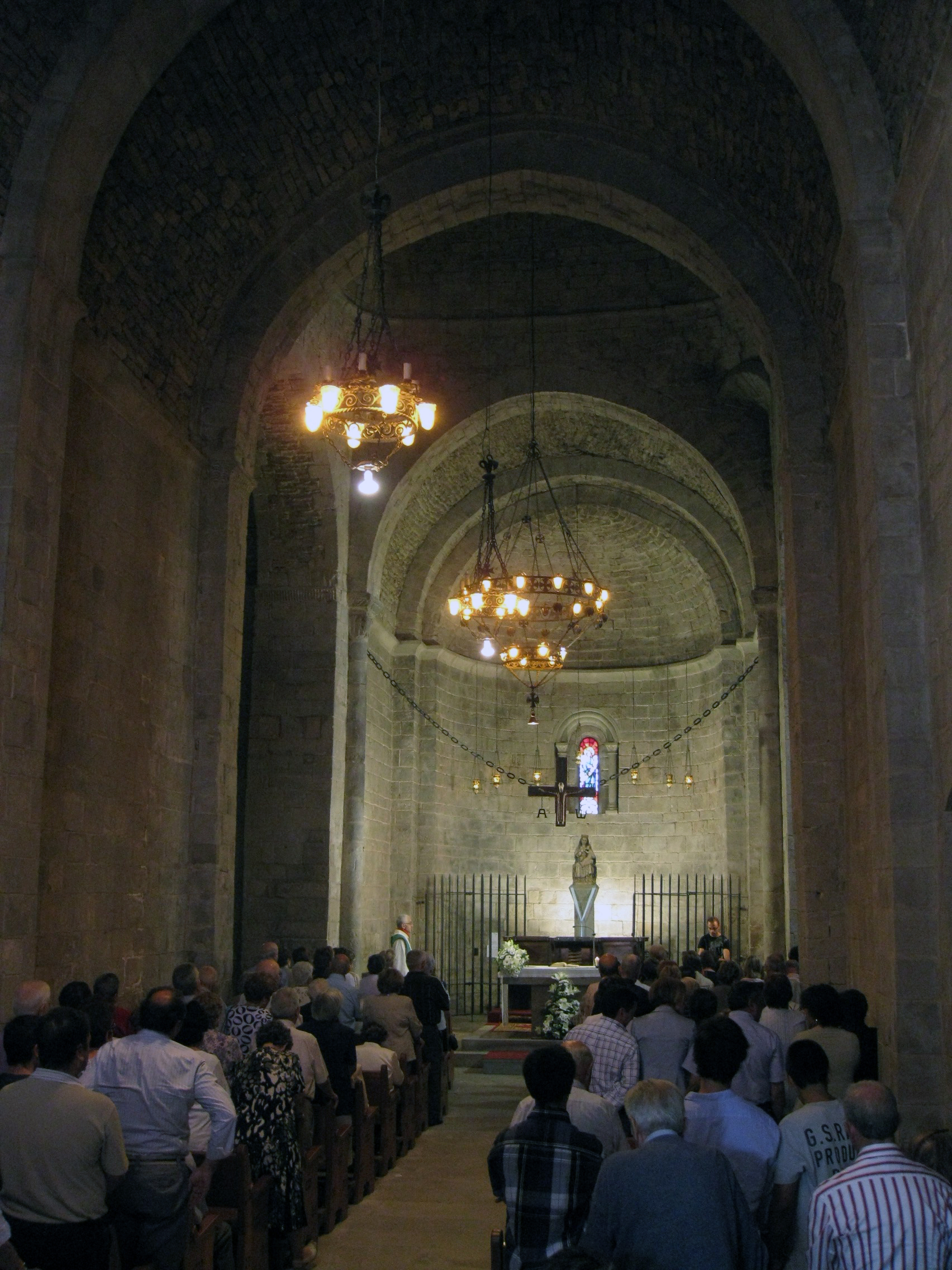
Els feligresos a l'edat mitjana no tenien seients, tret de vegades un banc corregut d'obra arran les parets. Nau, arcs torals, sota el cimbori al creuer, arc triomfal darrere i línia d'arrancada a l'espai absidal. Santa Maria de l'Estany (Moianès)

El 1075, amb la destitució del papa per l'emperador Enric IV, esclata la Lluita de les Investidures, en la qual l'Església i les monarquies europees es disputen el nomenament dels principals càrrecs eclesiàstics; el conflicte se solucionà amb el concordat de Worms el 1122. El 1091, hi ha l'intent de restaurar l'arquebisbat metropolità de Tarragona —aleshores els bisbats catalans i aragonesos depenien de l'arquebisbat de Narbona—, tot i que encara hi ha territoris tarragonins sense conquerir; el 1118, el bisbe Oleguer de Barcelona és nomenat metropolità, actua com a senyor feudal en el procés de poblament i pren part en les lluites de poder. A Catalunya, la canònica agustiniana de Santa Maria de Vilabertran és el paradigma de la renovació canonical als tombants de 1100 i el moviment canonical va tenir el seu punt clau a la diòcesi de Vic en Santa Maria de l'Estany, que conserva l'església, consagrada el 1131, i un magnífic claustre amb capitells esculpits.
A les darreries del segle xi, Ramon Berenguer el Gran ataca Tortosa i Amposta i pretén aconseguir-ne el control sense èxit. El 1114, es produeix la croada pisanooccitanocatalana a Mallorca i les Pitiüses; destinada a l'alliberament de captius cristians i a posar fi a la pirateria que practicaven els sarraïns, finalitzà sent una brutal ràtzia cristiana sobre territoris musulmans; el predomini d'aquests a la Mediterrània queda força malmès, tot i que reconqueririen Mallorca un parell d'anys més tard, i el comte assentà les bases per a la posterior expansió marítima catalana. Durant l'aventura balear, Barcelona fou amenaçada un parell de vegades per hordes d'almoràvits. El matrimoni d'aquest comte amb Dolça aporta als dominis del casal de Barcelona una gran extensió al migdia francès, comparable als del casal de Tolosa: el comtat de Provença i els vescomtats de Millau, Carlat i Gavaldà. El 1127, el Gran signa tractats amb els genovesos i amb Roger, duc de la Pulla i comte de Sicília.

#### Regne d'Aragó

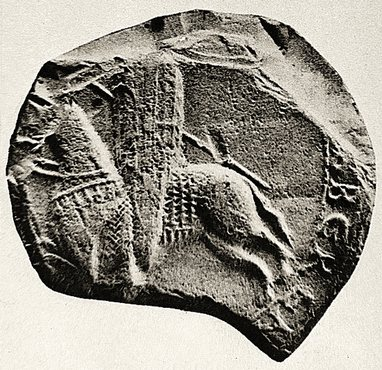
Segell de cera de Ramon Berenguer IV (1113-1162)

Ramon Berenguer IV, príncep d'Aragó arran dels capítols matrimonials de Barbastre (1137), signats amb Ramir II d'Aragó concernents al futur enllaç amb Peronella (1150), ajudat del comte Ermengol VI d'Urgell, conquereix entre 1148 i 1153 la taifa de Tortosa, l'emirat de Larida i l'emirat de Xibràna, encimbellat a les muntanyes de Prades, darrer reducte musulmà de Catalunya fins a la conquesta de Siurana; aquests territoris s'anomenaran més tard Catalunya Nova. El seu successor, Alfons II, ampliarà els dominis amb la incorporació de la Matarranya i la fundació de Terol; assetjarà València i atacarà Xàtiva i Múrcia, però ha d'abandonar a causa d'una incursió navarresa en territoris pirinencs. Durant aquest període, els comtes reis signen pactes i es veuen en conflictes amb musulmans, occitans, castellans, navarresos, sicilians, sards...
El 1150, es funden els monestirs cistercencs de Poblet i Santes Creus, com d'altres poc abans o després, que controlaran extensos dominis i exerciran un vital paper en la repoblació, i la reialesa i la noblesa s'hi impliquen intensament. L'any 1163, Alfons el Cast promou l'establiment al Priorat de l'orde de la Cartoixa i, el 1203, amb el patrocini de Pere el Gran, es muden de Poboleda, on s'havien instal·lat inicialment, a la Morera de Montsant, on edifiquen la cartoixa d'Escaladei, reconstruïda en èpoques posteriors. El 1188, Sança de Castella i de Polònia, esposa d'Alfons el Cast, funda el primer monestir de monges santjoanistes, Santa Maria de Sixena; dedicades a la vida contemplativa, la mateixa reina hi professà i en fou priora, i dictà la regla que després serviria de model per a altres fundacions; el 1195, el papa Celestí III aprovà la fundació de Sança i li donà la regla de Sant Agustí. Les comunitats eclesiàstiques implicades en la repoblació als territoris catalans seran benedictines, cartoixanes i cistercenques, i també els ordes militars del Temple, de l'Hospital i del Sant Sepulcre; tots aquests seran gratificats amb donacions de territoris i gaudiran de privilegis fiscals i judicials.

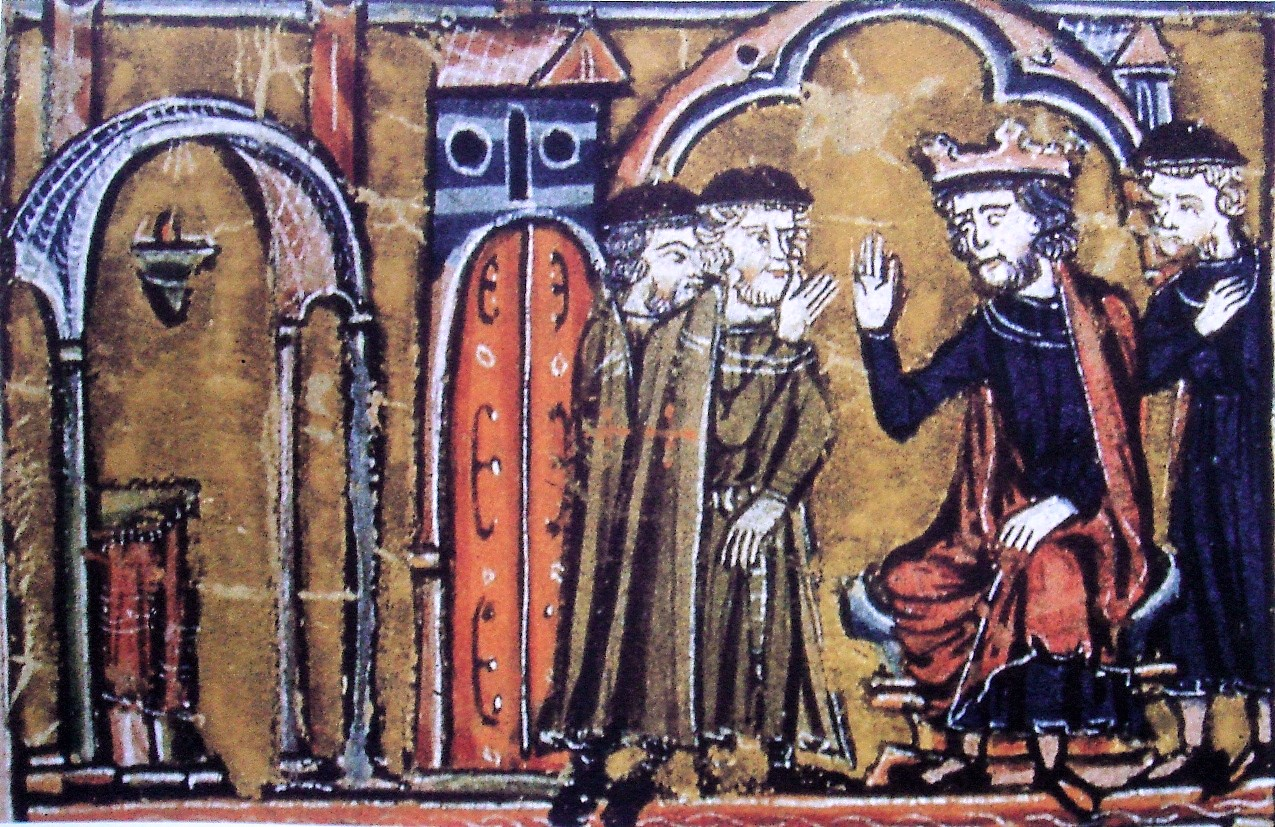
Balduí II dona el temple de Salomó a Hug de Payns i Godofred. En l'Histoire d'Outre-Mer, de Guillaume de Tyr,

L'orde del Temple, amb un vessant militar orientat precisament a fer-se present en terres de frontera, serà la primera gran força de cavalleria regular a l'Europa de l'edat mitjana i prendrà un paper principal en els afers d'Aragó i Catalunya. En principi, organitzats com una germandat destinada a lluitar contra l'islam a Terra Santa, els templers no mostraren interès en les lluites dels cristians per a conquerir territoris d'al-Àndalus. Aquesta actitud canvià quan, el 1134, mor Alfons I d'Aragó i Pamplona, el Bataller, havent fet testament del regne en favor dels ordes del Temple, de l'Hospital i del Sant Sepulcre. Els nobles d'Aragó negaren les provisions del testament mitjançant una sèrie d'intrigues polítiques —de les quals naixeria pròximament la unió del Regne d'Aragó i el comtat de Barcelona—, però compensaren els ordes militars amb territoris a la regió fronterera i amb privilegis fiscals i judicials. El del Temple, que el 1143 ja lluita contra els musulmans a la península, fixa els seus afanys en les nostres terres independentment dels interessos a Terra Santa. El 1130, Ramon Berenguer III, atorga als templers el castell de Granyena de Segarra —ja documentat el 1054 i del qual, actualment, es conserven els fonament, murs i, de la reforma templera, una porta dovellada de punt rodó. Durant la dècada 1130-1140, l'orde, ocupat en els afers de les croades, es desentén de la fortificació segarrenca que tot just els ha estat adjudicada; just després, hi estableixen un punt de defensa de caràcter estrictament militar i, el 1189, ja queda documentada com una comanda típica de l'orde; el 1153, Ramon Berenguer IV li atorga el castell de Miravet, tot just conquerit als musulmans i que esdevindrà el més important de Catalunya a l'època, on s'instal·larà la seu de la comanda templera del regne. Ja a la fi del segle xiii, Jaume II bescanvia uns castells al nord del Regne de València per Tortosa als templers, entre els quals el de Peníscola, on reconstrueixen l'antiga alcassaba utilitzant patrons romànics de transició, amb els espais coberts amb volta de canó, sovint lleugerament apuntada, i amb carreus molt ben tallats.
- Portal dovellat. Castell de Granyena de Segarra (la Segarra)
- Cavallers templers coneguts per cavalcar en parelles. Manuscrit del 1215
- Plaça d'armes. Castell de Peníscola (Baix Maestrat)

En el període comprès entre el 1170 i 1195, es recopilaren els Usatici Barchinonae, el Liber feudorum maior i les Gesta Comitum Barchinonensium, conjunt que ha estat denominat com els tres monuments de la identitat política catalana. La política ultrapirinenca i mediterrània passa, durant aquests segles, per contactes i matrimonis comtals amb membres de la noblesa occitana com, a més de les referides anteriorment: Letgarda de Tolosa i Eimeruda d'Alvèrnia en el darrer terç del segle x; en el següent, Elisabet de Nimes i Blanca de Narbona, i, durant el segle xii, Almodis de Melguelh i Dolça de Provença. Alguns comtes anteriors i posteriors ho fan amb nobles navarreses i castellanes. Ja a inicis de la següent centúria, Maria de Montpeller es casa amb Pere el Catòlic. Amb això, les relacions artístiques es fan més fluides.
- Alçat de la capçalera. Sant Serni de Tolosa (Alta Garona)
- Façana principal. Abadia de Sant Geli (Gard)
- Galeria del claustre. Abadia de Fontfreda (Aude)

- Porta de la muralla. Remolins (Gard)
- Interior. Catedral de San Sabino, Bari (Pulla)
- Interior de Sant Nectari. Puèi Domat (Alvèrnia)
- Fortificacions. Església de Sent Bonet, Sent Bonet del Gard (Gard)

Al segle xiii, amb Jaume I, es conqueriran els regnes de Mallorca i de València i el rei, sogre d'Alfons X el Savi, jugarà un paper clau en els afers dels territoris peninsulars. El seu fill, Pere el Gran, en principi considerat un rei menor en l'àmbit europeu, s'enfrontarà a les més grans potències europees del moment: els regnes de França i de Nàpols i el papat. El Gran va saber utilitzar amb mestria les "armes" de la comunicació i la propaganda en el context del conflicte que enfrontava güelfs i gibel·lins —respectivament, la monarquia francesa i altres partidaris del papat d'un cantó i, de l'altre, partidaris del poder imperial— 	posicionant-se al costat d'aquests darrers amb resultats personals molt profitosos i sorprenents a tot Europa, especialment entre els güelfs; després de la revolta de les Vespres Sicilianes, va obtenir el control de l'illa, clau en les comunicacions mediterrànies. El rei Pere va aconseguir, a la dècada del 1280, després de quatre centúries dels comtats catalans i aragonesos, i dues del regne titular d'Aragó, posar la corona, i ell mateix, en el primer pla de l'escenari polític europeu.
- Cavaller de la casa d'Anjou vençut per cavaller de Catalunya-Aragó i dels territoris de Suàbia dominats per Frederic de Sicília. Fi segle xiii
- Àguila entre escuts d'armes del llinatge del Caldes i arbres. Fi segle xiii

- Cavalcada de cavallers. ~1300
- Lluita entre cavaller musulmà i cavaller cristià
- Escena galant i escena de dansa. ~1300
- Escena galant i treballadors. ~1300
- Remers en galera. Fi segle xiii
- Cavallers, galeres i nau. ~1300
- Comandant i remers en galera. Fi segle xiii
- Llebre perseguida per llebrer. ~1300

### Context social
A l'Europa del canvi de mil·lenni, innovacions i millores tecnològiques, en especial en l'agricultura i la hidràulica —mètodes de conreu, eines, canals de regadiu, molins— però també en la mineria, forja, aprofitament del bosc o ramaderia, han originat un augment de la producció d'aliments; les poblacions, en molts indrets petites i força desproveïdes, tendiren a augmentar, i s'han documentat increments notables en el seu nombre d'habitants. A les Històries de Rodolfus Glaber (985–1047) monjo i cronista, l'autor constata que els seus contemporanis despertaven de la letargia conseqüent a la caiguda de l'Imperi Romà, mostrant una certa inflexió en els modes vitals, el rejoveniment social i les ànsies de vida, que es reflectien en la proliferació d'edificacions eclesiàstiques arreu del continent.
Els comtes catalans fomenten la reocupació de les terres de marca, pràcticament despoblades, amb pobladors principalment de territoris pirinencs, on s'havia assolit el sostre demogràfic, mitjançant aprisions i pràctiques aloeres. Aquests nous pobladors es dedicaran al treball agrícola i s'instal·len en masos aïllats, normalment format per casa i estable edificats amb aparells de pedres irregulars lligades en sec o amb cohesionadors, sovint simple fang; els colons també s'acomoden en vici, petites agrupacions de famílies ubicades en llocs defensables i a l'empara d'una fortificació o edifici eclesiàstic. La construcció d'aquests darrers edificis comportava beneficis, polítics i econòmics, als estaments poderosos. Pren força la figura del "donant", persona que s'encarrega de finançar part o la totalitat de determinada obra, aconseguint influències en àmbits de govern i, en una mena de contrició que moltes vegades sembla fingida, donats els seus actes posteriors, rebre la pau espiritual i el reconeixement de súbdits i estranys.
El territori europeu era en la seva major part salvatge, on destacaven grans extensions de boscos, erms, maresmes... Només els llocs cultivables a prop de viles o monestirs, que destacaven com illes enmig de la natura, es trobaven ruralitzats. Sempre que era possible, els pobles es comunicaven aprofitant els traçats, tan efectius, de les antigues vies romanes. En alguns casos, el traçat urbà desenvolupat durant aquest període en moltes de les nostres viles i ciutats encara és visible, normalment a redós d'un castell, una torre o una església. Els dos tipus d'edificacions proporcionaven protecció als pobladors que s'hi instal·laven al voltant, les primeres amb la força militar, com, entre moltes viles, Castellnou dels Aspres al Rosselló, Peralada a l'Alt Empordà o Saidí al Baix Cinca; les segones amb les sagreres, com és el cas de Tolba a la Baixa Ribagorça encerclant Nostra Senyora del Puig, Tuïr al Rosselló circumdant la Mare de Déu de la Victòria o Maçanet de Cabrenys a l'Alt Empordà rodejant Sant Martí.

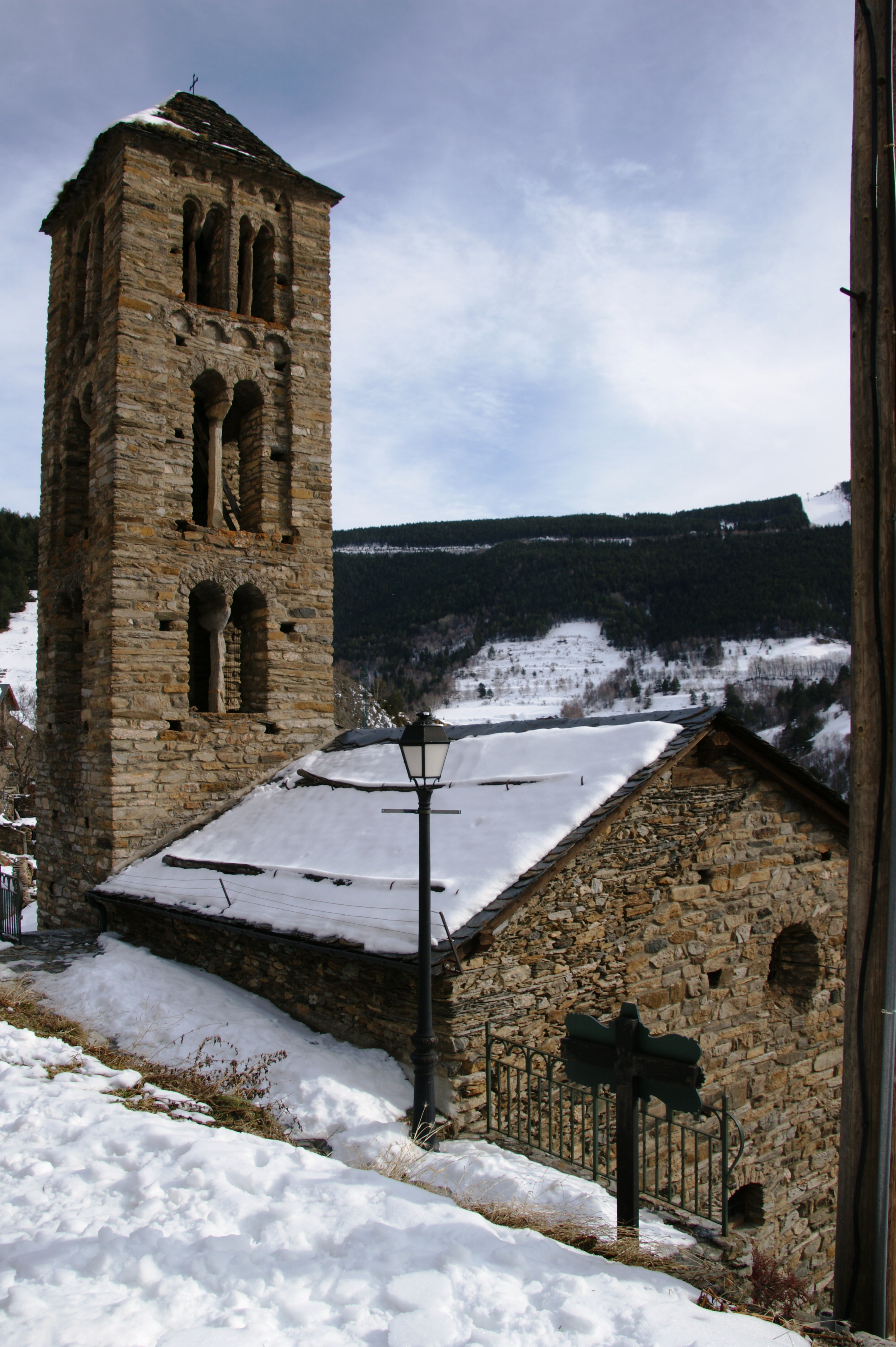
Campanar de tres pisos amb finestres geminades. Sant Climent de Pal, la Massana (Andorra)

Moltes comunitats rurals només estaven formades per edificacions aixecades amb fusta, canyes, maçoneria tosca o tova, i l'església era l'única edificació en pedra i de dimensions sovint considerables de la rodalia; era en aquesta que la comunitat s'aplegava per als oficis litúrgics del diumenge i festivitats, i aprofitaven, a sortida de missa, per a compartir experiències, reflexions o novetats i per a dirimir controvèrsies amb els seus conciutadans. El campanar, de torre o de paret, era una referència visual i acústica per als vilatans i per als viatgers que s'hi atansaven. En ocasions excepcionals, els campanars feien crida als pobladors amb repic de campanes, dit aleshores "so metent". No és estrany que, comunicades visualment amb d'altres —com en el cas dels de les esglésies d'Erill la Vall, Boí i Sant Climent de Taüll—, fessin les funcions de torre de senyals, disposades en una línia recta i visibles entre si— i el disseny de molts campanars de torre també ens revela la seva funció defensiva.
L'església comporta protecció física, amb les sagreres, espiritual, amb la litúrgia, i també moral: les edificacions religioses, que pretenen ser una representació de la Jerusalem celestial, solen ser consagrades sota la advocació d'un sant que "irradia" les seves virtuts sobre els fidels que s'hi encomanen; són freqüents les dedicacions a Sant Miquel, Sant Martí, Sant Pere, Sant Esteve... i les advocacions marianes. El món rural, especialment, comparteix les creences cristianes amb les paganes; moltes esglésies preromàniques i romàniques es basteixen sobre llocs considerats sagrats des de temps remots. Malgrat que l'activitat laboral dels pagesos és feixuga, en períodes anuals de menys activitat —normalment, dates de trànsit agrícola o estacional festejades d'antuvi i adoptades per l'Església— i també en casos excepcionals com matrimonis nobiliaris, se celebren festes populars en què poden aparèixer joglars, que interpreten instruments musicals, expliquen històries i rondalles i efectuen jocs, i que apleguen molts habitants dels llocs veïns.
- Home conduint os amb morrió. Per a menysprear l'os, símbol d'antics paganismes, l'Església, normalment hostil als joglars, tolerava aquests espectacles que transformaven la fera en un animal ridícul i dòcil. Comentaris de sant Agustí a l'Evangeli de sant Joan, inicis s. XII
- Joglars identificats com un equilibrista, un malabarista i un músic; alguns autors creuen que l'escena representa una al·legoria cristiana. Reproducció in situ, a Sant Joan de Boí, dels originals al MNAC, ~1100
- Un músic al centre de cada cara toca els cròtals o la dolçaina; als angles, quatre joglars de cap per avall recolzen les mans en el collarí i els genolls al denticulat. Capitell del claustre del monestir de Sant Cugat del Vallès, s. XII

Els nous matrimonis eren celebrats amb magnificència. Normalment, es formalitzaven amb les "paraules de present", això és, mitjançant la manifestació per part dels contraents de determinats compromisos davant testimonis, no necessàriament autoritats civils o eclesiàstiques. Acostumaven a comportar, fins i tot entre capes socials humils, diverses festes nupcials que podien allargar-se uns quants dies, especialment durant les esposalles; les celebracions nupcials arribaren a assolir tals magnituds que les administracions en regularien el nombre de dies i el de convidats, els tipus d'àpats... i també l'aspecte formal: al segle xiii, les autoritats barcelonines no reconeixien vàlides dins la demarcació del municipi les paraules de present, mentre que continuaven sent acceptades per l'Església i per la majoria de ciutats catalanes. No va ser fins aquest segle que començà a establir-se el costum de "ritualitzar" el casament a l'església, on la parella rebia la benedicció de mans del clergue.

#### Comerciants i artesans
Dins un cercle virtuós, l'excedent agrícola producte dels nous mètodes propicia la creació de mercats, que apleguen els pobladors de les rodalies i quan aquests mercats es troben situats en importants nexes de comunicació dels territoris, millorades les infraestructures viàries, motiven el desenvolupament de ciutats i viles. En aquestes condicions, naixerà una nova classe social, la burgesia, més o menys enriquida mitjançant l'explotació de recursos i l'activitat comercial, i s'incrementarà el nombre d'artesans que s'encarreguen de diverses manufactures. Per exemple, els tapissers, que produeixen obres tan destacades com el tapís de la Creació, instal·lat a la catedral de Girona poc abans de l'any 1100, de factura romànica i amb influències de tradicions orientals i de l'art carolingi.

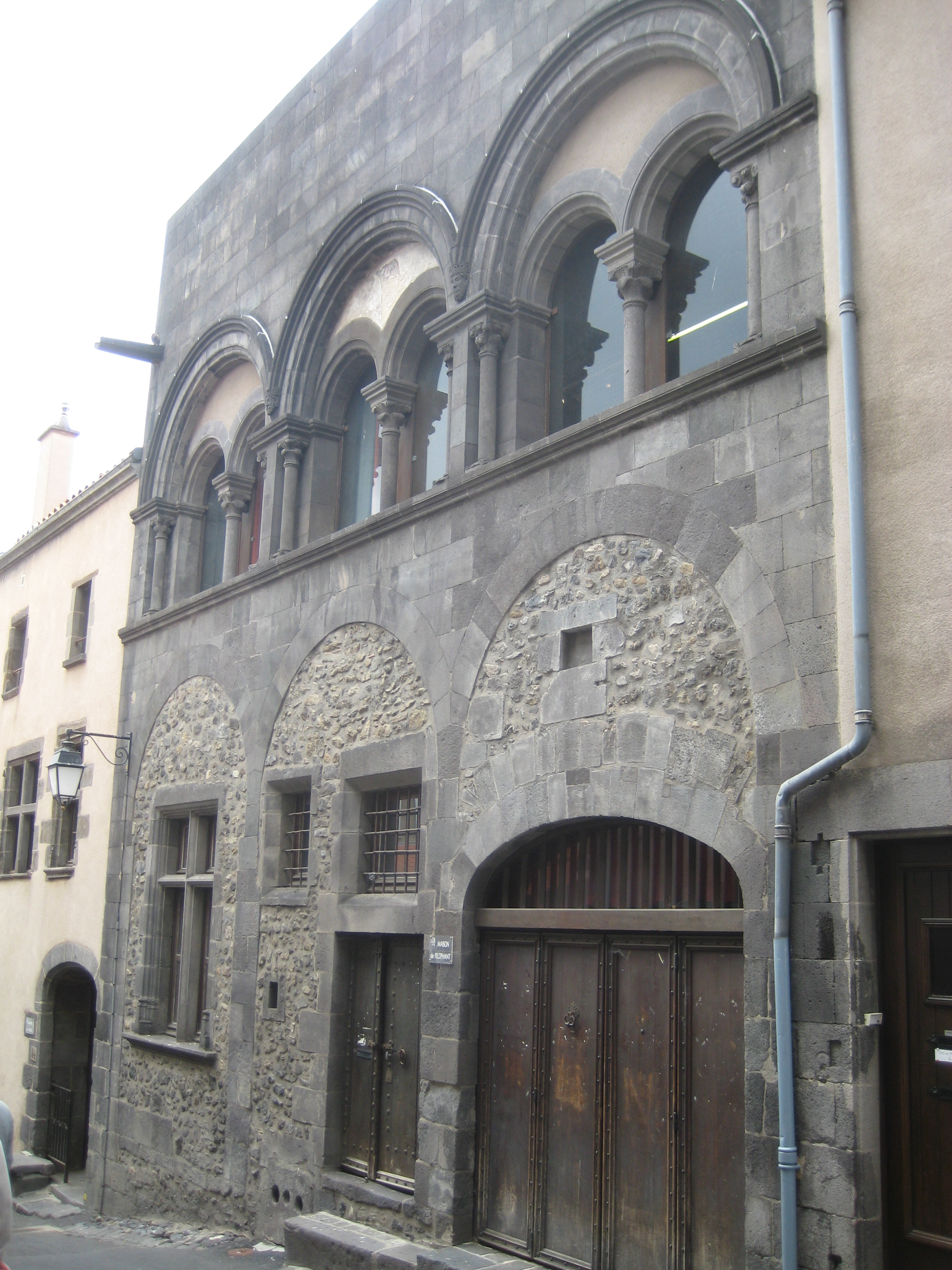
Casa de l'Elefant, amb modificacions posteriors a la planta baixa. Clarmont d'Alvèrnia

En territoris catalans, els mercaders ja formen part en la constitució de Pau i Treva de Déu de Vic, el 1033, i en aquesta s'esmenten condicions relatives als mercats, tot i que serà a partir del 1192 quan el braç popular en formarà part oficialment.
L'expansió del comerç marítim català comença amb els trajectes a Barbaria mitjançant la navegació de cabotatge, que recalava als ports principals d'Al-Àndalus: València, Almeria i Màlaga; del Magrib es portaven, principalment, esclaus, matèries primeres i or; cap allí, s'hi duien productes industrials europeus com draps o armes, metalls, cereals, fruita seca, oli, espècies d'Orient... El 1170, Benjamí de Tudela esmenta la presència de catalans negociant a Alexandria, principal lloc d'arribada dels productes asiàtics. El segle següent, amb la incorporació dels regnes de València i de Mallorca, es facilita l'activitat mercantil mediterrània i, davant la prosperitat econòmica que origina, reis aragonesos i mallorquins s'afegiran al negoci del tràfic de mercaderies aprofitant la seva superioritat naval.
Aquestes capes socials mercaderes i artesanes, que arribaran a un màxim d'influència amb l'adveniment del gòtic, se situen en un nivell social entremig de l'aristocràcia i la clerecia d'un costat i de la pagesia de l'altre. L'enriquiment de les capes altes i mitjanes motiva avançaments socials, econòmics i culturals de les diverses societats que habiten. Les noves classes burgeses i artesanes necessitaran allotjaments, tallers i altres dependències; alhora, les poblacions que allotgen els nous estaments i els nous senyors s'ha de proveir d'estructures defensives. En paraules de Milà i Fontanals: «centres dels poblats que naixían ó ressucitavan, palaus emmurallats dels reys dintre de las ciutats ó dels reyetons feudals en las peladas rocas». I, en especial, arreu són imprescindibles edificacions eclesiàstiques.

#### Artistes

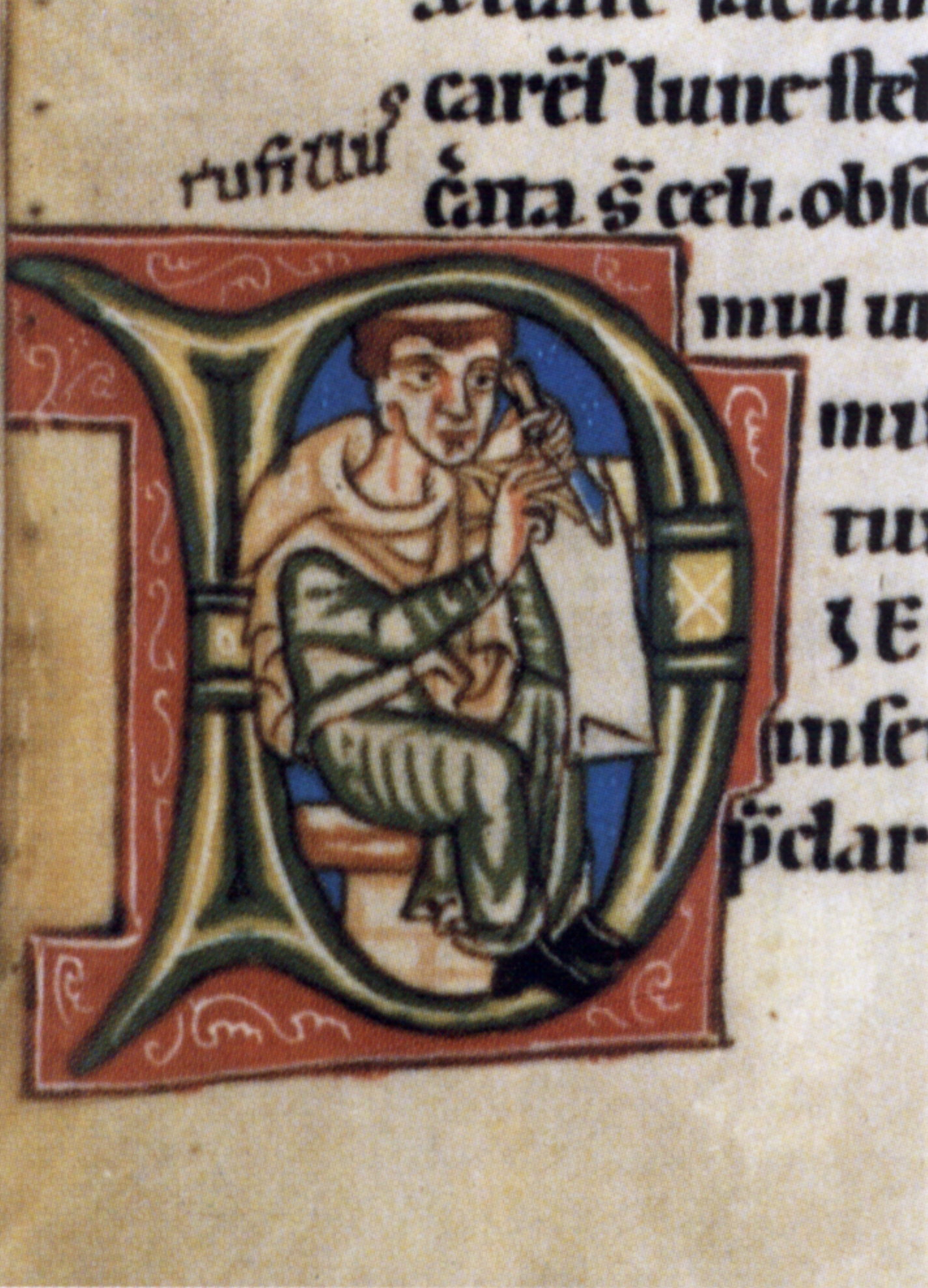
Inicial D amb autoretrat de l'escriptor Rufillus, possiblement treballant en l'scriptorium Auer Blanc, Amiens, entre 1170 i 1200

La natura, durant l'època romànica, és conceptuada pels teòlegs i coetanis com a productora d'obres d'art i també ho és l'ésser humà, com a imitador d'aquesta, però la inspiració ha de ser divina: Déu, el Creador, és considerat l'arquitecte universal, l'artista perfecte. En els treballs artístics de l'època, cal distingir entre l'artifex theorice i l'artifex practice: el primer, normalment religiós i sempre amb els coneixements iconogràfics suficients, s'ha de considerar com el creador intel·lectual de l'obra i el segon, sigui magister operis, pictor, sculptor..., és el professional que coneix l'ofici. Malgrat les consideracions teològiques i el fet que els monjos artistes —molt habituals en els scriptoria produint miniatures que servirien per a produccions pictòriques i escultòriques posteriors— han de practicar la humilitat i mantenir certa distància amb l'obra perfecta del Creador, pràctica també respectada pels artistes seglars, tant uns com altres són reconeguts pels seus contemporanis com a veritables creadors i com a tals es desplacen pel territori en raó als contractes de treball.
Majoritàriament, en l'època romànica i precedents, l'artista no cercava l'originalitat; el mestre d'obres, com els seus contemporanis, no entenia la necessitat de modificar la manera de planificar una edificació quan les antigues ja havien demostrat la seva eficàcia; el promotor de l'obra solia apuntar un model a seguir i el professional, lluny de sentir-se limitat, verificava la seva vàlua amb la seva mestria.
Podem suposar el nom d'alguns dels artifex theorice gràcies a la bibliografia i a documentació que els assenyala com a promotors de determinades obres. Quant als artifex practice, la seva identificació resulta més habitual; malgrat la pèrdua de gran part de la documentació que els referia, i que el més habitual era fer els contractes oralment, es conserven alguns noms en arxius eclesiàstics, com és el cas del contracte del mestre d'obres Ramon Llambard per a fer determinades obres a Santa Maria de la Seu d'Urgell.

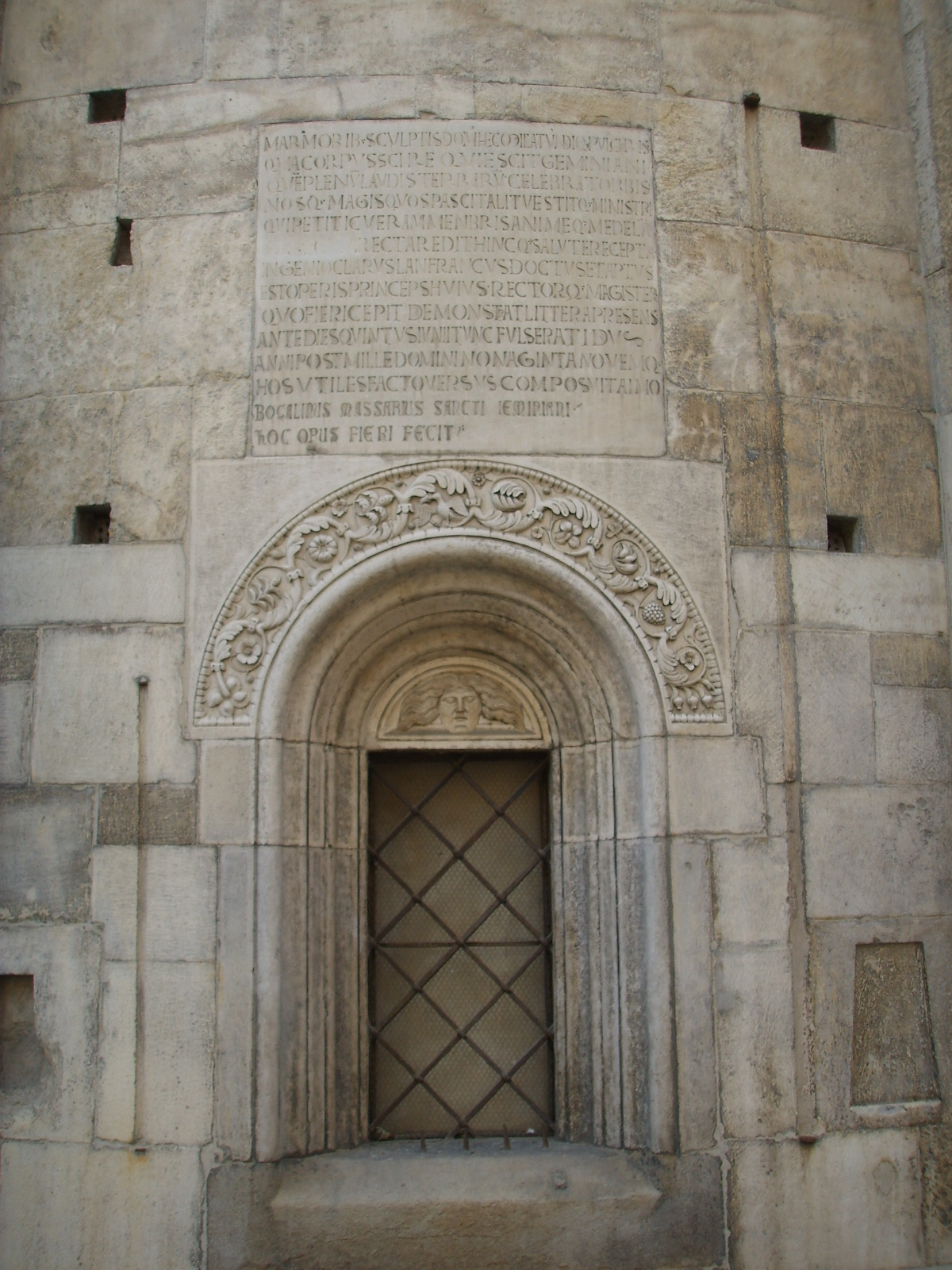
Làpida sobre la finestra de l'absis major de la catedral de Mòdena

Sovintegen les obres que apareixen signades amb el nom d'un artista seguit de «ME FECIT» ("em va fer") o «FECIT HOC» ("va fer això") i també les inscripcions que especifiquen, oimés de l'autor, la data d'execució, com a la llinda de la porta de ponent de l'antiga catedral de Sant Pèire i Sant Pau, a Vilanòva de Magalona (Erau), on apareix: «BERNARDUS DE III VIIS FECIT HOC ANNO INC[CARNATIONIS] D[OMINI] M.C.LXX.VIII» (Bernat de Trèveris va fer-ho l'any de l'encarnació del Senyor 1178). I no són estranyes les mencions més extenses, com en una làpida encastada al mur a l'exterior de l'absis major de la catedral de Mòdena que, demés d'altres explicacions, indica la data de la nova construcció, 23 de maig de 1099, i el nom i les aptituds del constructor, Lanfranco: «LANFRANCO, MAESTRO INGENIO CLARUS […] DOCTUS ET APTUS […] OPERIS PRINCEPS HUIUS RECTORQUE MAGISTER» ("Lanfranco, mestre de clar enginy […] docte i apte […] és el creador i mestre rector d'aquesta obra"). En un relleu de la façana de la mateixa catedral, es llegeix una frase més laudatòria dedicada a l'escultor Wiligelme: «INTER SCULTORES QUANTO SIS DIGNUS ONORE CLARET SCULTURA NUNC WILIGELME TUA» (aquestes escultures demostren, Wiligelme, l'honor i la reputació que tens entre els altres escultors). També trobem signatures en obres pictòriques, com al marc del frontal d'altar de Gia, on es llegeix l'escriptura de Iohannes: «IOH[ANNES] PINTOR ME FECIT».
No sols en inscripcions trobem artistes de l'època, alguns arribaren a fer representacions d'ells mateixos treballant, segurament amb el desig de perpetuar-se i, segur, amb el beneplàcit dels promotors de la construcció. És el cas del monjo Rufillus (reproduït més amunt) o del pintor Gerlachus mostrat amb un pinzell en una mà i un recipient per a la pintura en l'altra en una vidriera del monestir renà d'Arnstein, datada prop de 1150 i conservada al Museum für Kunst und Kultur de Münster —les peces de vidre es feien de colors diversos i també se'ls podia aplicar pintura, especialment en els detalls. Amb el mateix propòsit, Arnau Cadell es mostra en un capitell del claustre de Sant Cugat del Vallès en el moment d'estar esculpint un capitell amb la maça i, al costat, hi figura la inscripció: «HEC EST ARNALLI / SCULTORIS FORMA CATELLI / QUI CLAUSTRUM TALE / CONSTRUXIT PERPETUALE» (Aquesta és la figura de l'escultor Arnau Cadell, que tal claustre construí a perpetuïtat).
- Signatura del pintor, a sota. Frontal d'altar de Sant Martí de Gia, Iohannes, taller de la Ribagorça, segona meitat del segle xiii. MNAC
- Representació de l'escultor Arnau Cadell, assegut i treballant, i epigrafia. Claustre de Sant Cugat del Vallès

La construcció d'una edificació comportava grans canvis al lloc on es feia, depenent de les magnituds de l'obra i de la població afectada. Des del punt de vista econòmic, l'extracció de la pedra, el seu transport, l'abastament de fusta, la construcció de bastides, els serveis d'hostaleria... comportaven la contractació d'un bon nombre d'habitants; i les grans construccions podien durar molts anys. D'altra banda, l'arribada de peons, artesans i magistri operis ('mestres d'obra') —com solien anomenar-se als arquitectes— itinerants, amb relats de llocs allunyats, motivava un fort interès en els habitants. Demés hi arribaven artistes, a vegades amb els seus propis "tallers" —col·laboradors, eines, pigments, coles de pintor—, pintors i escultors que, havent guanyat certa fama, es desplaçaven allà on eren sol·licitats; la seva influència, normalment, es pot resseguir en autors posteriors. És el cas del mestre de Taüll, que treballà en les esglésies de Boí i a la catedral de Roda d'Isàvena, i al qual s'atribueixen influències en altres obres de la Ribagorça, o del mestre de Cabestany, que operà al territori comprés entre Catalunya i l'oest de la península Itàlica, i a qui Josep Gudiol Ricart i d'altres li atribuïren obres a Navarra, tot i que s'apunten altres hipòtesis. El mestre de Cabestany és autor, entre d'altres, del timpà de Nostra Senyora dels Àngels de Cabestany i el fris de Santa Maria d'El Voló (Rosselló), la portalada de Sant Pere de Rodes (Alt Empordà), el sarcòfag de l'abadia de Saint-Hilaire (Aude) i capitells del claustre de la catedral de Prato (Toscana).

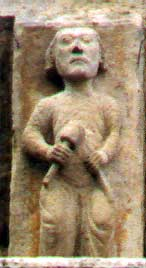
Picapedrer amb maça i cisell, en un permòdol. Santa Maria Magdalena a Tudela (Navarra)

Aquests artistes, artesans dels pigments —sobre paper, paret i fusta (en taules o imatges)—, l'escultura —en pedra i fusta—, l'estuc, el vidre, el mosaic, l'orfebreria o la forja, elaboraven principalment, sempre per encàrrec, obres per a l'embelliment de llibres, estris i llocs sagrats de l'Església i, possiblement de manera primordial, destinades a l'adoctrinament dels feligresos. Hi trobem, per exemple: fets de la vida de Jesús, Maria o dels profetes —visitacions, adoracions dels mags, bateigs de Jesús, calvaris, el Llibre de Job—; episodis transcendentals, i miracles, de sants —sant Miquel Arcàngel armat vencent el mal amb l'espasa o pesant ànimes amb la balança, sant Pere crucificat cap per avall, sant Martí partint la capa, els sants Julià i Basilissa, esposos i verges, els Sants Xiquets fuetejats i decapitats, sant Llorenç a la graella—, cicles bíblics de l'Antic Testament —Gènesi, Èxode— o del Nou —Apocalipsi, Sants Innocents—; escenes quotidianes, com les dotze representacions de les labors mensuals —moments de la vida camperola com llaurar, veremar, fer llenya, la matança del porc o a l'hivern asseguts a la vora de la llar de foc—, i també se'n troben d'èpiques i històriques. I caps de bèsties, probablement representacions del pecat, esculpits arreu, fins i tot amb ferro forjat en molts forrellats de tancadures de portes. En són exemple pintures figuratives al fresc en panys de paret d'interiors i exteriors d'edificacions, o esculpides en diferents llocs de les esglésies —preferentment façanes, portades, absis, claustres— i sobre diferents suports —capitells, mènsules, arquivoltes. Atès que majoritàriament els escultors de pedra, de fet picapedrers hàbils, eren analfabets i que moltes vegades reproduïen dissenys de memòria, no són rars casos com el de la glèisa de la Mair de Diu dera Purificacion de Bossòst, també dita "dera Assompcion de Maria", on el crismó al timpà de la porta meridional apareix amb les lletres "α" i "ω" intercanviades i la "s" invertida.
- Sembrant, llaurant i la dona, sempre, amb la filosa a la mà. ~1180. Dibuix sobre pergamí, Normandia
- La Crucifixió, part del vitrall de la Redempció. 1155. Catedral de Châlons-en-Champagne, Châlons-en-Champagne (Marne)
- Taula de banquet amb estovalles, panet, ganivet, empanada(?). ~1170. Salteri Hunterian

- Cap de bèstia al forrellat romànic de la porta. S. XII. Santa Cecília de Molló (Ripollès)
- Llegenda del rei Artús a la llinda i a l'arquivolta interior de la porta de la Pescheria. S. XII. Catedral de Mòdena (Emília-Romanya)
- Crismó incorrectament esculpit a bisell al timpà. S. XII. Glèisa dera Assompcion de Maria de Bossòst (Val d'Aran)

#### L'Església
Des dels primers moments, entre els segles iii i iv, en què grups de cristians i cristianes decidiren fer vida en comú, posteriorment sovint de manera mixta, devia sorgir la necessitat d'establir normes que ordenessin determinats aspectes sobre la actitud dels diferents membres i sobre el seu quefer diari. Cadascuna de les comunitats es regida per un abat, i fa necessaris, demés de l'església, dormitoris, refectoris, hostatgeries, cuines, scriptorium, campanars... Algunes regles són:
- Agustiniana. A la darreria del segle iv, Agustí d'Hipona i uns companys s'estableixen en una casa decidits a practicar la vida comunitària; sant Agustí esdevindria un dels principals teòrics eclesiàstics i alguns principis atribuïts a ell serien traslladats a la regla de sant Agustí que regiria, a partir del segle v, una part de les diverses comunitats religioses: canonges regulars de sant Agustí, eremites de sant Agustí, monges agustinianes, dominics, premonstratencs…
- Benedictina. Altres comunitats, d'esperit més contemplatiu, decidiren acollir-se sota la regla de sant Benet, que havia estat redactada arran que Benet de Núrsia amb uns amics havien fundat un monestir a Monte Cassino el 529. Bernat de Claravall, durant el segon quart de segle xii, impulsa una transcendent reforma de la regla benedictina, la cistercenca, destinada a monjos i monges, sacerdots i bisbes.
- Religiosomilitars. D'altres, donada la situació permanent de conflictes ideològics —islamisme, heretgies—, però també econòmics i socials, prengueren un caire decididament militar, sempre observant els principis del cristianisme, agrupant-se en diferents ordes militars, masculins i femenins; aquests ordes femenins, anomenats comanadors, són quasi sempre branques d'un de masculí i es dediquen bàsicament a tasques sanitàries i domèstiques: orde de l'Hospital de sant Joan de Jerusalem, cavallers de Rodes, orde del sant Sepulcre de Jerusalem, orde del Temple, orde de Roncesvalles, orde de Calatrava, orde d'Aubrac, milícia d'Évora, orde de sant Jaume d'Altopascio, orde Teutònic, orde de santa Cristina de Somport, orde de sant Jordi d'Alfama…, monges comanadores de sant Jaume, comanadores de Malta, germanes de l'Esperit Sant, monges Calatraves…

El 817, molts ordes monacals, alguns dels quals havien abandonat l'observança de les normes, restableixen la regla de sant Benet —que ja regia l'orde benedictí des de la segona meitat del segle VI— reformada per Benet d'Aniana, al darrer quart del segle viii, amb vista al seu compliment estricte i a adaptar-la a les necessitats del moment. Algunes comunitats regides per diferents dogmes, com la de Sant Serni de Tavèrnoles, que seguia una doctrina adopcionista, s'adapten a la nova situació, però el més freqüent és la creació de noves fundacions monacals que s'ubiquen en zones inhòspites. Al nostre entorn hi proliferaren; en son exemples, ja establerts a la primera meitat del segle ix: Santa Maria d'Arles, Sant Andreu de Sureda, Sant Climent de Reglella, Sant Andreu d'Eixalada, Sant Salvador de la Vedella, Santa Maria de Serrabona, Sant Genís de Fontanes, Sant Esteve de Banyoles, Santa Maria d'Amer, Sant Aniol d'Aguja, Sant Julià del Mont, Sant Cugat del Vallès, Sant Pere de Rodes, Sant Climent de Peralta, Sant Llorenç del Mont…; totes aquestes seran reformades en època romànica.
- Absis amb edifici adossat. Sant Salvador de la Vedella (Berguedà)
- Campanar i església. Priorat de Santa Maria de Serrabona (Rosselló)
- Nau i absis centrals i arc triomfal de l'absis sud rere els pilars. Sant Llorenç del Mont (Alt Empordà)

Arran la conquesta cristiana, les seus d'Urgell, d'Elna, de Girona i de Barcelona s'integren en l'arquebisbat de Narbona, que promou la regla adaptada de l'orde de canonges regulars, contraposats als canonges seculars quant a la vida comunitària dels primers i la independent dels segons. Entre d'altres, el 835, s'adopta l'orde regular a la seu catedralícia d'Urgell, ja establerta amb anterioritat, i el segle següent ho fa la canònica de Sant Vicenç de Cardona. Aquesta regla, que serà majoritària en el seu àmbit, incideix en la vida comunitària dels canonges, regits per l'abat, i resulta indispensable construir determinades dependències per a ús dels religiosos.
Durant el segle x, pràcticament s'ha abandonat l'observança estricta de la regla que regeix els canonges —que implica la vida en comú, l'aportació d'un dot en ingressar-hi i impedeix les possessions privades—, ja que la major part dels seus membres són nobles o benestants que, sovint, aprofiten el càrrec més en benefici propi que en el de la comunitat canonical. Durant el segle següent, hi ha intents de restaurar la vida comunitària dels canonges amb resultats parcials. Majoritàriament, sobre les noves comunitats s'imposa l'orde de Sant Agustí, però n'hi ha de no agustinians que prosperen, com la de l'església de Sant Feliu de Girona, a Girona —de planta romànica i amb romanents d'aquest estil al transsepte i la capçalera i continuada en gòtic—, que a inicis del segle xi promou diversos abats de Sant Feliu a càrrecs de major transcendència com Arnulf, del casal de Cardona, al bisbat de Vic o, el 1174, Berenguer de Vilademuls a l'arquebisbat de Tarragona. On sí que es desenvolupa bé la regla és en les canòniques no catedralícies, com a Tremp o a Isona, on els canonges, allunyats del poder, duen a terme una funció més pastoral vivint en comunitats de tipus monacal, que habitualment s'anomenaran monestirs.

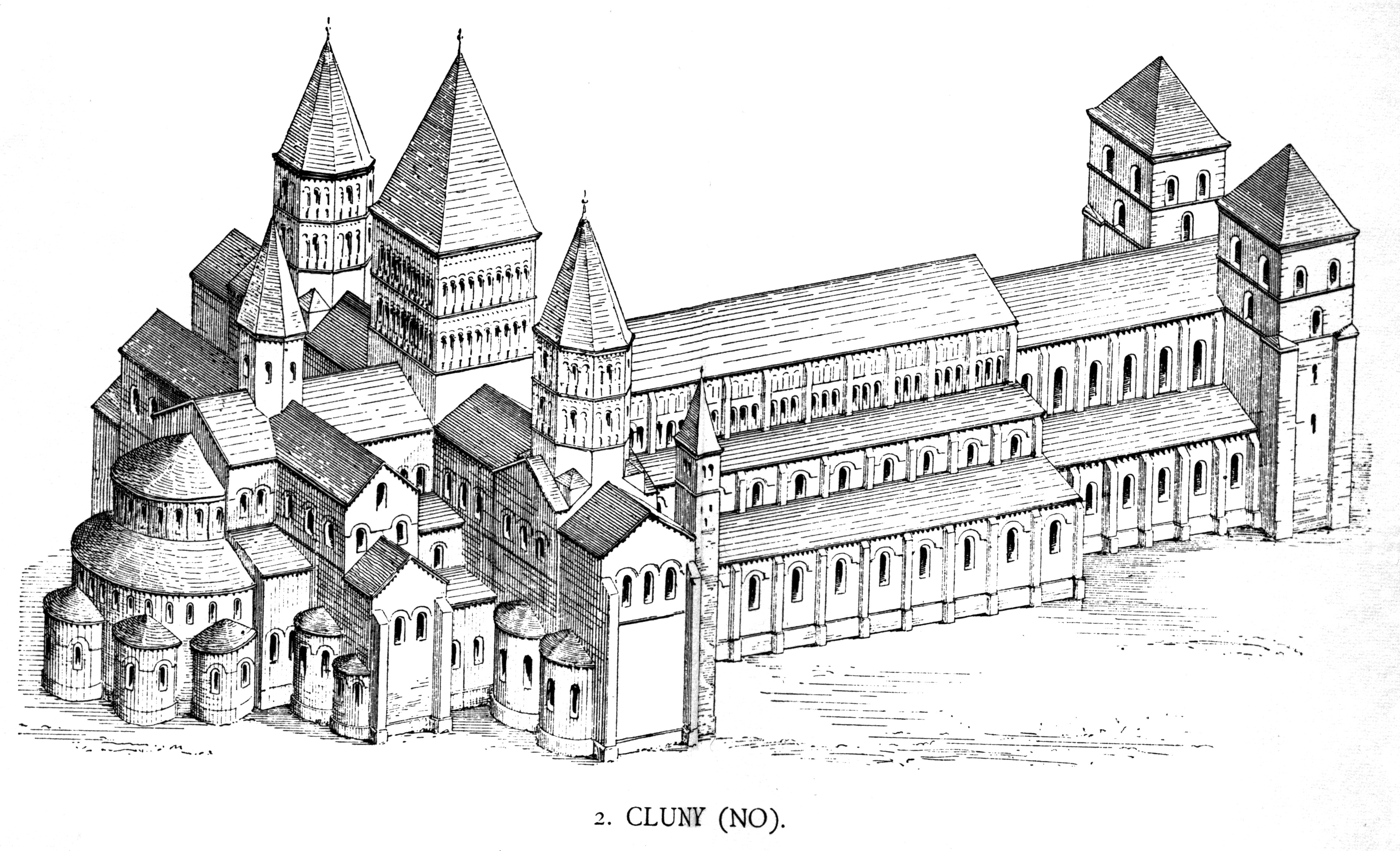
Reconstrucció de l'abadia de Cluny III

A aquesta activitat constructiva, que motiva la possessió i explotació de pedreres per part de potentats eclesiàstics i civils, s'afegirà la creixent activitat expansiva de comunitats religioses, com les cluniacenques procedents de l'abadia de Cluny al segle xi i les cistercenques de l'abadia de Cîteaux al xii, que s'estableixen en camps i viles aixecant complexos monàstics. La mateixa església abacial de Cluny serà aixecada per tres vegades durant un parell de segles; la tercera, iniciada el 1088 i consagrada el 1130, servirà de model idealitzat per a nombroses edificacions posteriors, tant del mateix orde de Cluny com de promotors aliens a l'orde. El 972, ja existeix una església de Sant Pere de Casserres, que seria l'antecessora del monestir posterior; després de les donacions de Ramon Borrell i la vescomtessa Ermetruit de Cardona, el 1012, s'hi documenten Acfred, abat del monestir, i monjos; el 1079, el vescomte d'Osona Ramon Folc uneix Casserres al monestir de Cluny i l'any següent el cenobi osonenc esdevé cap de les possessions de Cluny a Catalunya.

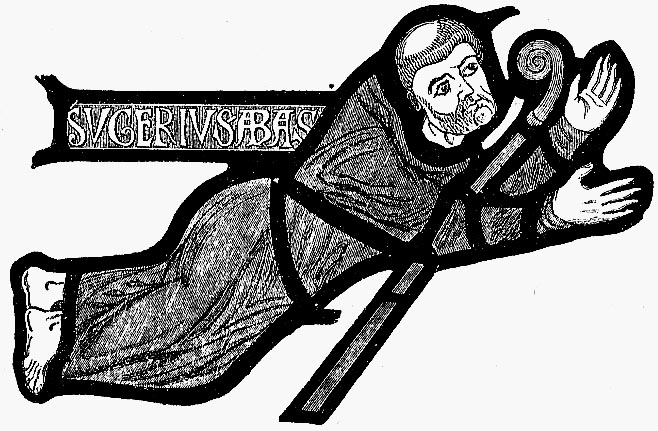
L'abat Suger "volant", amb bàcul, dignitat de bisbes i abats, i la tonsura i l'hàbit fosc propis dels benedictins. Extret dels vitralls de l'abadia de Sant Denís

Van destacar alguns patrons, generalment eclesiàstics, persones que, donats els seus coneixements, influència i poder econòmic, es dedicaven a promoure i finançar determinats projectes arquitectònics i que, algunes vegades, eren considerats, segons escrits de l'època, éssers quasi sobrenaturals pels seus coetanis. En són exemples: al darrer quart de segle x, l'abat Garí, prestigiós polític i intel·lectual que va aixecar el monestir de Cuixà; a la fi del mateix segle, Odiló de Cluny, cap de l'orde benedictí, va impulsar la reforma cluniacenca i obres a l'abadia de Cluny convertint-la en referent arquitectònic, i l'abat Suger, que durant la primera meitat del segle xii va reconstruir bona part de l'abadia de Sant Denís. L'art patrocinat pels cluniacencs és fastuós, ja que consideren que res és suficient per a lloar Déu, i es contraposa a l'austeritat promoguda pels seus contemporanis de l'orde del Cistell, com Bernat de Claravall, que fundà l'abadia de Claravall, que serví de model a moltes construccions posteriors.
Els ordes benedictins, tan influents al continent, són de naturalesa contemplativa i cerquen llocs deshabitats on, a més de la soledat requerida per les seves regles, hi hagi grans extensions verges per a conrear; poques vegades s'instal·len en nuclis urbans i, a tot estirar, es forma un petit veïnat al seu voltant, on habiten laics al servei laboral del monestir o priorat. Els priorats són comunitats que estan sotmeses a un ens superior —generalment, un capítol catedralici o una comunitat monàstica—, bé perquè els establiments són fundats a manera de filials per aquests ens, a fi de controlar les possessions llunyanes de la casa mare, difícils d'administrar, o bé perquè així ho determina la mateixa comunitat, ja establerta independent, donades certes carències. Als territoris catalans, amb els mètodes agronòmics que utilitzen, avançats tècnicament, la producció d'oli, vi o blat esdevindrà el principal motor econòmic de les comunitats, afavorides pels beneficis reials i nobiliaris i per l'ús de mà d'obra esclava; també obtenen beneficis de la silvicultura i la ramaderia. El Cister, oimés de les conegudes fundacions a la Catalunya Nova i tantes d'altres, aixeca l'abadia de Santa Maria in Castagnola a les Marques, que s'encarrega de dessecar zones pantanoses, tan abundants a la regió, convertint-les en cultivables i productives.

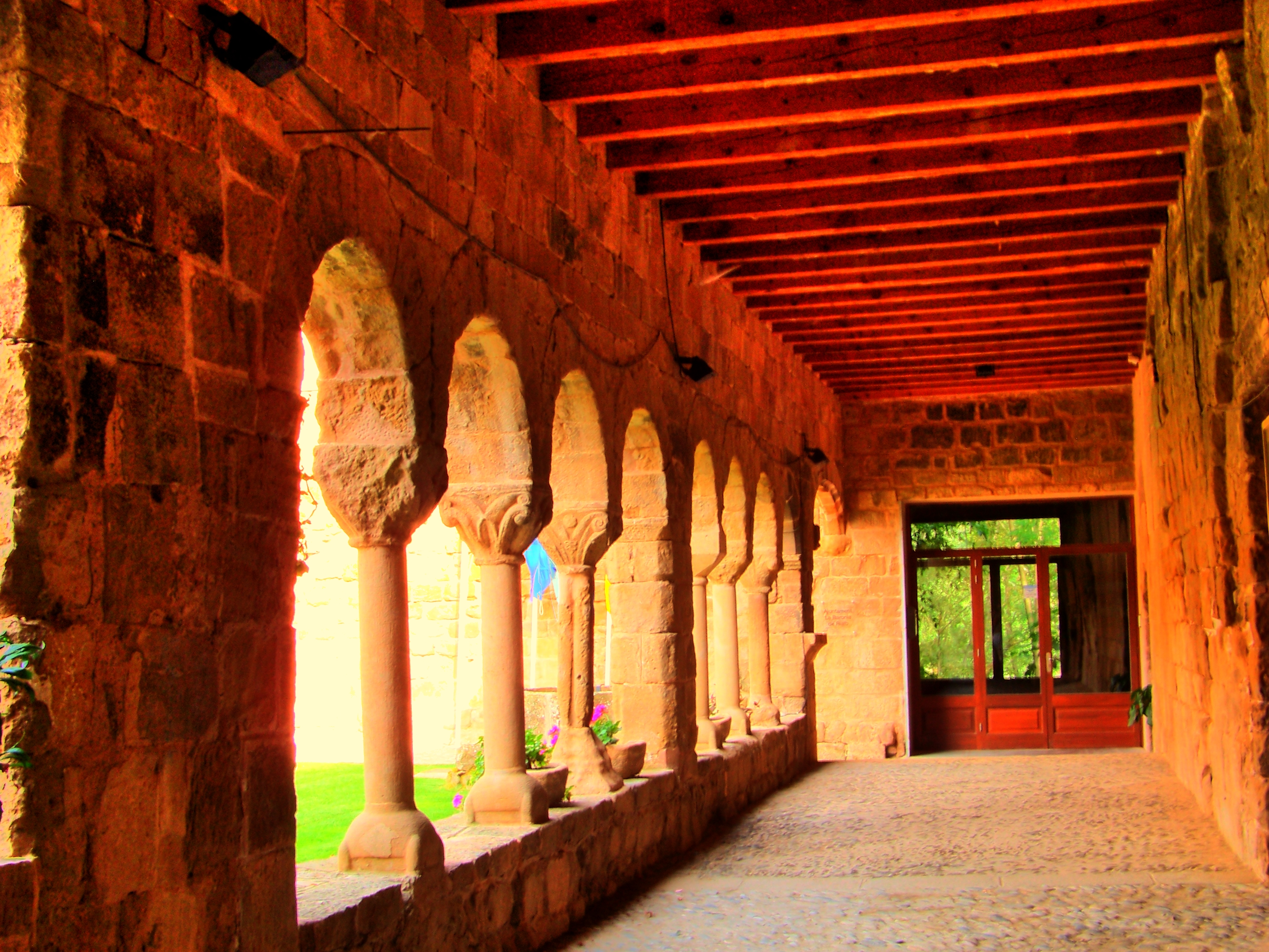
Ala nord amb sostre de fusta del claustre. Priorat de Santa Maria de Gualter (la Noguera)

En especial al nostre entorn, les grans comunitats monàstiques s'estableixen en els territoris situats entre els dominis efectius de cristians, d'una banda, i musulmans, de l'altra, anomenats "terra de ningú", recentment conquerides. Donacions i deixes testamentàries de nobles i magnats augmentaran el patrimoni cadastral dels diferents monestirs, que arriben a situar-se entre els més grans terratinents, amb possessions escampades per tot el territori. Moltes vegades, les comunitats monàstiques acumulen alous allunyats i hi estableixen priorats. La congregació ripollesa, en principi propietària a les valls del Ter i el Freser i sense gaire interès a expandir-se, a inicis del II mil·lenni, gràcies a donacions rebudes anteriorment i sota la direcció de l'abat Oliba, funda els priorats de Santa Maria de Montserrat, Sant Pere de Cervera, Santa Maria de Gualter, i dos al Penedès, l'un a Banyeres i l'altre a Sant Quintí de Mediona. També estableix pabordies a Osona, Berguedà, Cerdanya i Ripollès. I, a més a més, comunitats independents, com les establertes a Codinet, Tresponts i Meià, s'adscriuen a la de Ripoll.

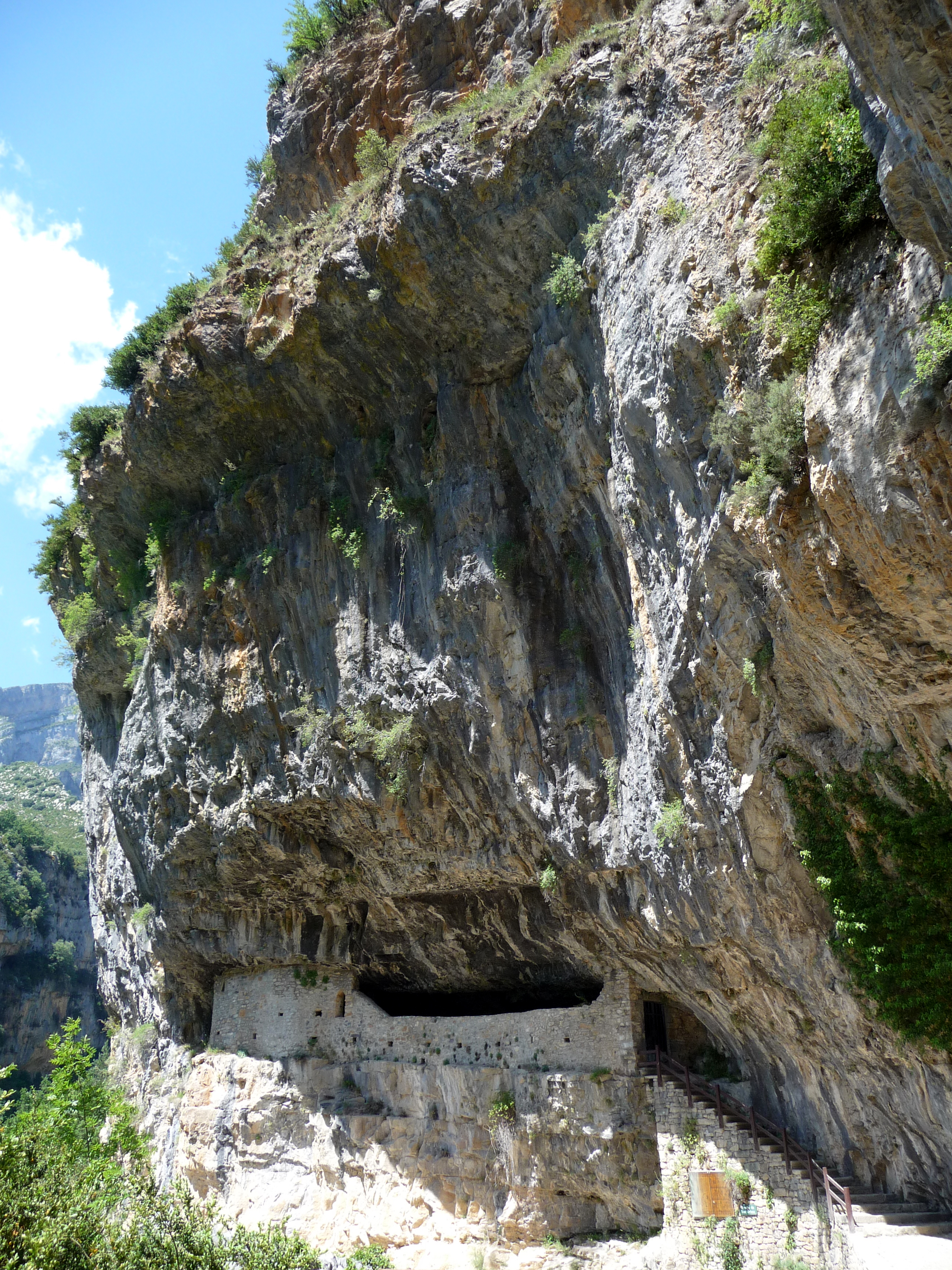
Ermita romànica dedicada a sant Urbici a la balma d'un cingle. Ermita de Sant Úrbez, Fanló (Sobrarb)

Paral·lelament als grans establiments monàstics, i conseqüència dels corrents espirituals contemporanis, llocs inhòspits són triats per ascetes o petites comunitats que, si amb el temps no són absorbides per una casa major, no solen perdurar més enllà de dues o tres generacions i, sovint, la documentació que s'hi refereix és ben minsa. És el cas, entre molts, del reduït cenobi, o potser asceteri, de Sant Vicenç del Pinsent (del Pino sancto), avui identificat com Sant Andreu de la Quera, al municipi d'Estamariu, a l'Alt Urgell i, probablement fundat el 855 o el 912. Constava de l'església, arraulida sota d'una cinglera per sobre el riu Segre i de la qual es conserva part de l'absis romànic, una cambra mig excavada al seu davant, possible refugi de l'eremita primitiu, la casa monàstica de reduïdes dimensions i una font. Cebrià Baraut va identificar el lloc de Pinsent a la part baixa de la cinglera, prop del riu. En qualsevol cas, el 967, segons document, pertanyia al monestir de Sant Llorenç prop Bagà i el seu abat, Sunifred, va convocar prelats i nobles a Sant Vicenç a fi de restaurar i dotar la comunitat; s'hi personaren el bisbe Guisad II d'Urgell, monjos i preveres, els comtes Sunifred de Cerdanya i Oliba de Besalú, amb els seus vescomtes i molts altres nobles i jerarques. Tot i que no consta la consagració de l'església, els comtes cediren a l'abat de Sant Llorenç l'església i el lloc de Pinsent, més una bona extensió de terreny que incloïa vinyes, regadius, molins, colomars... El que se suposava destinat a ser un establiment prou important, l'any 1008 passa a dependre del monestir de Sant Sadurní de Tavèrnoles, el 1155 apareix documentat en un arrendament i sembla esvair-se al segle xiii. Les ermites s'instal·laven en llocs aspres, de difícil accés i, sovint, espectaculars, com és el cas de l'ermita de Santa Margarida de Sacot, que es va edificar al bell mig del con del volcà de Santa Margarida.

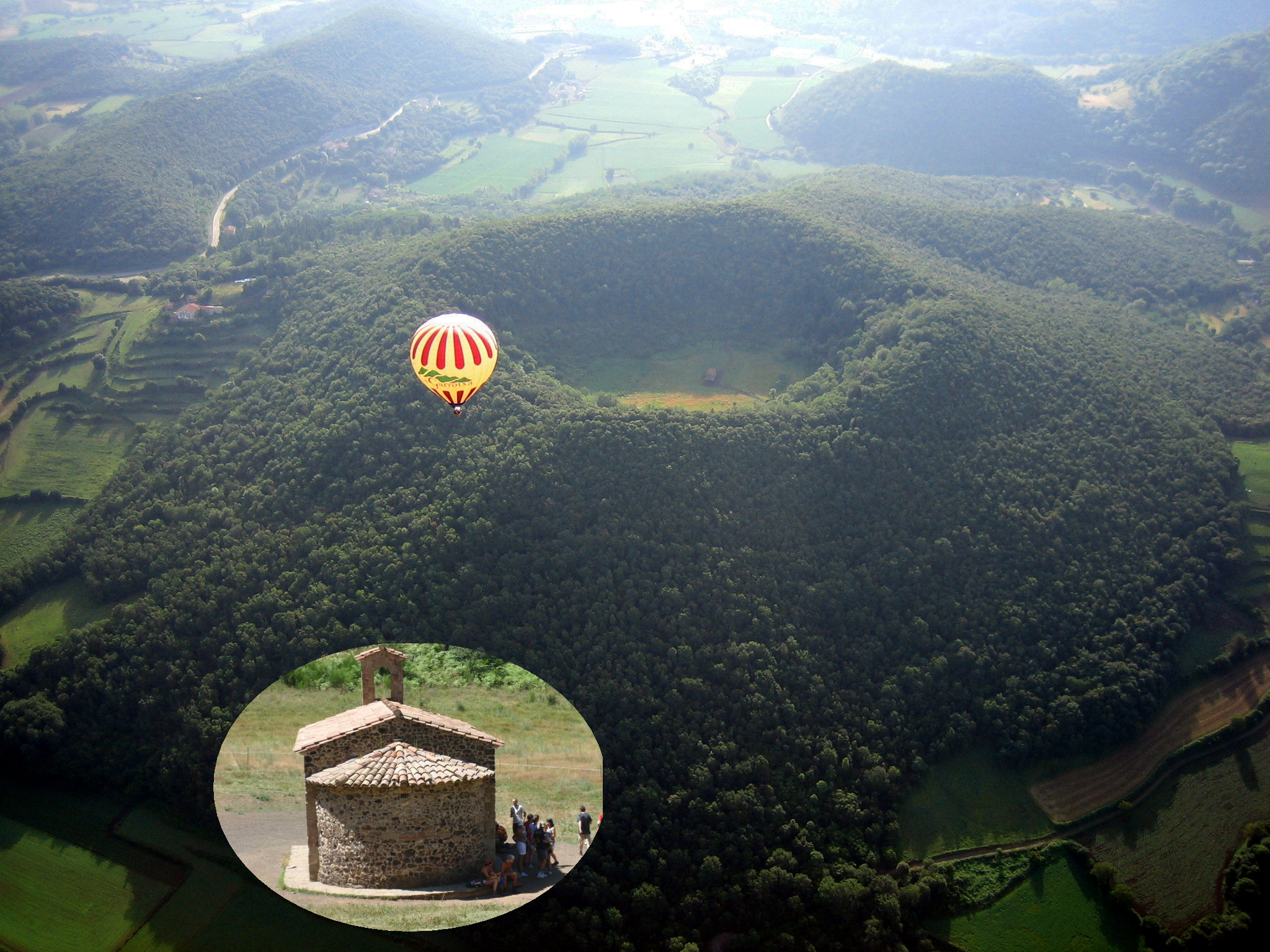
Ermita de Santa Margarida de Sacot dins el volcà de Santa Margarida. Terme de Santa Pau (Garrotxa)

Moltes seus catedralícies —la càtedra és el setial d'autoritats, en aquest cas d'un bisbe—, donada la bonança econòmica i l'augment de feligresos, necessiten ampliar-se. La catedral d'Urgell, primer ubicada a Castellciutat, sobre el turó que domina la ciutat actual, es traslladà a la plana i donà nom al nucli de població que s'hi instal·là al seu redós durant la primera meitat del segle ix, el vicus Sedes Urgelli ('barri de la seu d'Urgell'). L'any 1140, es consagrava en el mateix lloc una nova catedral, probablement una ampliació de l'anterior i, entre 1116 i 1122, per iniciativa del bisbe Ot, canonitzat una dècada més tard, iniciava una nova construcció que restà inacabada per substituir l'anterior seu. El 1175, sent Arnau de Preixens titular de la càtedra d'Urgell, es reprenen les obres amb vigor i, el 1182, l'edificació que veiem avui dia està pràcticament enllestida; aquesta catedral és la que ha conservat les formes romàniques més pures d'entre les del nostre entorn.
- Columnes dobles alternades amb pilars compostos a l'arcuació de la galeria de l'absis
- Petit campanar de dos pisos sobre la teulada i façana principal
- Planta de la catedral, claustre i dependències. Sant Miquel

També influirà la creació d'arquitectures romàniques l'establiment d'un sistema parroquial estès pels diversos nuclis habitats dels diferents territoris, que exigeix la instal·lació de gran quantitat d'esglésies parroquials, que s'han de bastir de bell nou o, de vegades, modificant edificacions precedents. Els habitants d'una parròquia havien de satisfer diversos tributs; el delme era el destinat a l'Església i, fins aleshores, era el bisbe de la diòcesi qui els recollia i, després, els repartia entre les sufragànies per a costejar les seves despeses. Durant l'època romànica, s'estableix el costum que sigui el rector de cada parròquia qui reculli i disposi del recaptat i això, ajudat amb els donatius dels feligresos, va facilitar la construcció de noves esglésies, fins i tot en llocs amb un índex de població força baix. La Santa Seu, baluard contra els nous senyors feudals, haurà de contribuir en el finançament de noves edificacions religioses, de vegades militars, o en les seves reformes.
- A inicis del segle xx, es va col·locar una porta en el lloc de l'absis principal i el 1984 es va restaurar. Sant Vicenç de Malla (Osona)
- Antiga parroquial del despoblat d'Ollers. Santa Creu d'Ollers, Vilamantells (Solsonès)
- La mostra més occidental a l'Aragó. San Caprasio de Santa Cruz de la Serós (Jacetània)

Al segle v, grups de monjos s'instal·len a Irlanda. Allí, els indígenes han desenvolupat l'art cèltic, purament abstracte i totalment desentès de la representació naturalista, que els religiosos traslladaran al continent adaptant-lo a les seves creacions. El mateix faran amb motius decoratius romans i iconografia paleocristiana.
- P. Beneint el drac
- G. Bisbe inspirat per l'Esperit Sant
- A. El pecat d'Adam
- B. Escena evangèlica

#### Cultura escrita
La còpia i distribució dels nous còdexs litúrgics imposa, durant el segle ix, la substitució de la lletra gòtica per la carolíngia. Els llibres eren productes extremament cars i rars, i eren copiats i distribuïts en escriptoris, normalment monacals o episcopals, arreu del continent; Constança de Sicília, en el seu testament, en llegava una desena: una bíblia, un Missal, les Confessions de sant Agustí i d'altres de litúrgics. La proliferació de manuscrits il·luminats, com els de l'abadia de Sankt Gallen o el Physiologus, serviren de fonts d'inspiració, contribuint a l'homogeneïtzació de determinades formes constructives, en especial quant a la decoració esculpida; a França, es fa servir per primera vegada aquesta "decoració" que, en realitat, sembla utilitzada com un instrument didàctic. Pot copsar-se això en el poema de François Villon que, a l'acabament de l'època medieval, escriu pensant en la seva mare:
| « | Sóc una dona pobre i vella, molt ignorant, no sé llegir. A l'església del meu poble m'ensenyaren un paradís pintat amb arpes i l'infern on cremen les ànimes dels condemnats, l'un em dona joia, l'altre m'espanta | » |

Entre els anys 1054 i 1076, s'escriu la Cançó de Santa Fe, poema en català aprovençalat, i abans del 1200 les Homilies d'Organyà, text litúrgic en prosa catalana. Els centres catedralicis i monàstics dels comtats catalans, com d'altres del nostre entorn, des de les seves biblioteques, a partir de la fi del segle ix, oimés de traduccions cabdals d'obres de l'antiguitat clàssica i d'autors àrabs, produeixen obres escrites de diverses temàtiques:
- teològica;

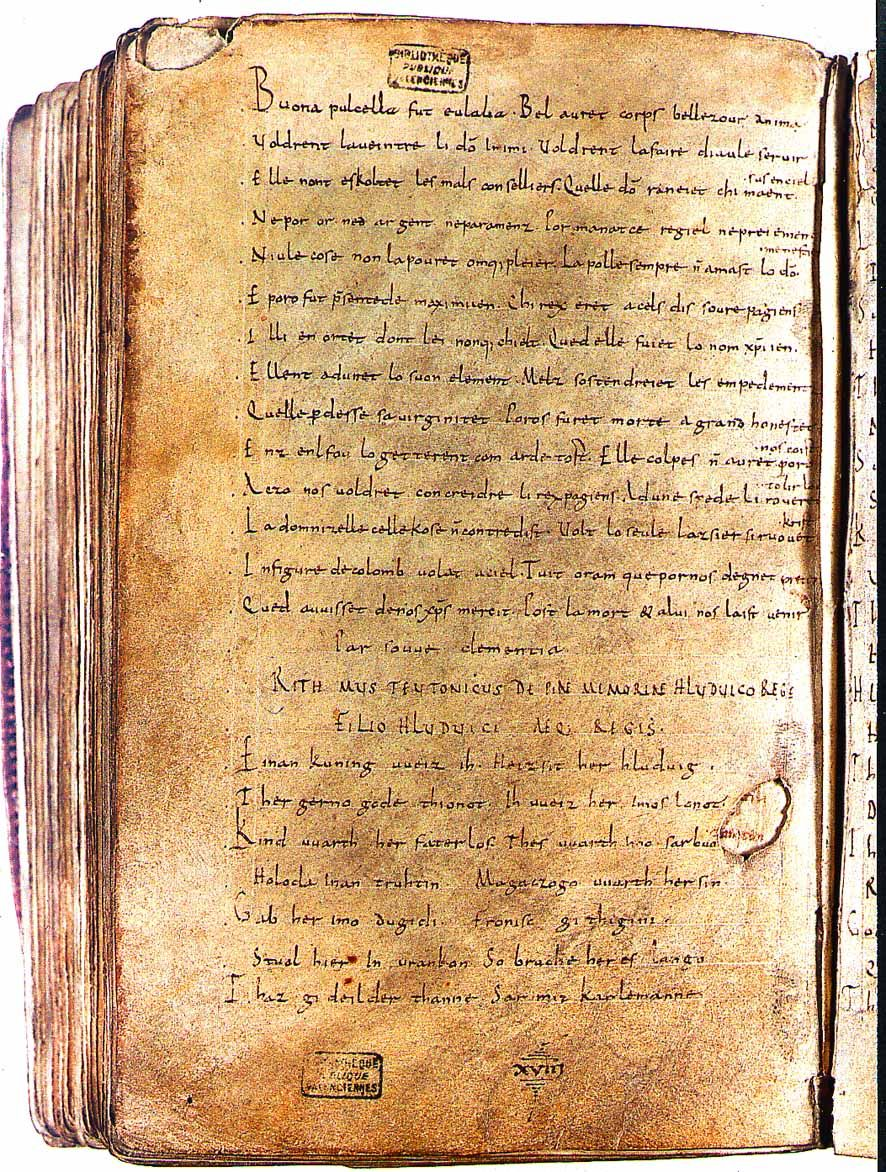
Seqüència (himne litúrgic que es diu en certes misses abans de l'evangeli) de santa Eulàlia, la fi del

- pastoral, com l'encíclica del bisbe Sal·la d'Urgell el 991;
- normativa, per les diferents regles religioses;
- hagiogràfica;
- històrica (vegeu historiografia catalana de l'edat mitjana), sempre lligada als interessos del poder, però aportant dates i dades essencials per al coneixement dels fets; en són exemples: la Crònica dels reis francs, escrita pel bisbe Gotmar de Girona al segon terç del segle ix; els cronicons ripollesos (rivipullenses) i barcelonins (barcinonenses), entre d'altres, a partir de l'XI; la Memoria historica comitum Ripacurcensium del monjo Domènec de Santa Maria d'Alaó el 1078, en què el servei del redactor a la fonamentació dels drets senyorívols queda palès lligant genealògicament el comte ribagorçà Bernat Unifred amb Carlemany, i, també del mateix monestir, el Cartulari d'Alaó de mitjan segle XII;
- panegírica, en què destaquen poetes ripollesos que lloen governants com Guifré el Pelós, Ramon Borrell, Ramon Berenguer I, magnats com Tassi o cabdills com el Cid, glosat aquest darrer al Carmen Campidoctoris de la darreria del segle xi;
- de dedicació d'esglésies, com Sant Pere de les Puelles, Santa Maria de Roses, Sant Martí d'Empúries o Santa Maria de Ripoll,
- i obres que tracten de relíquies, com la corresponent al trasllat a la cripta de la seu barcelonina, avui de factura gòtica, del cos de Santa Eulàlia.[88]

El Còdex calixtí de mitjan segle xii, excepcionalment, conté una guia per a pelegrins del camí de Sant Jaume. S'han conservat, d'època romànica, alguns tractats artístics; en aquests, s'acumulen "receptes de taller" formulades al llarg del temps per diversos mestres en els diferents oficis. De diversisi artibus (Sobre les diverses arts), també conegut com a Diversarum artium schedula (Assaig sobre les diverses arts), signat per Theophilus Presbyter i redactat durant el primer quart del segle xii, n'és el més conegut, ja que se n'han conservat una dotzena d'exemplars manuscrits; dividit en tres parts, la primera tracta la miniatura i la pintura mural, la segona la fabricació del vidre i la tercera els treballs de metal·lúrgia i orfebreria.
- Signatura de Ramon Berenguer I (1035-1076)
- Signatura de Ramon Berenguer II (1076-1082)
- Signatura de Ramon Berenguer III (1097 - 1131)
- Signatura de Ramon Berenguer IV (1131-1162)

#### Relíquies i pelegrinatges

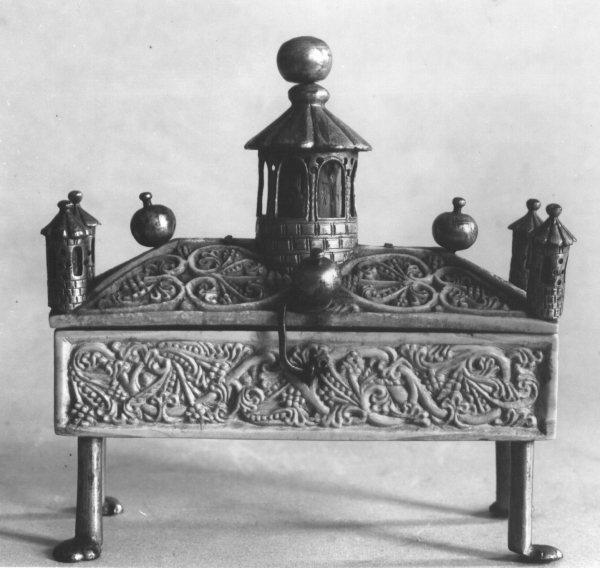
Arqueta de relíquies polonesa del (perduda durant la II Guerra mundial)

La religió cristiana pretén confirmar la seva legitimitat gràcies a intervencions divines facilitades pel prec als sants i la veneració de les seves despulles, que resulten "miraculoses" especialment en la curació de malalties. Les relíquies, parts del cos d'éssers santificats, esdevenen factors clau en l'atracció de creients i en els beneficis econòmics i morals que comporten a les esglésies que les allotgen, i això fomenta la competició, sovint il·legítima, entre aquestes per obtenir-les. Les relíquies es compren i es venen, són objecte de donacions, es busquen, de vegades mitjançant la "intervenció" divina, i es rescaten de terres paganes. Fins i tot es roben, com van fer el monjos de Sant Martí del Canigó amb les restes de sant Eudald conservades a Coserans. Entre relíquies i corposants, cal suposar que no mancaven les falsificacions, potser a vegades amb el consentiment de l'estament clerical, aprofitant la ingenuïtat social, que podia creure no sols en l'aparició arqueològica de la creu de la crucifixió de Jesús, sinó també de bocins de la llança i d'espines de la corona; i diferents santuaris podien mostrar el "mateix" membre d'un sant. Dins les esglésies, que malgrat que sovint no són de grans proporcions impressionen igualment una població habituada a viure en petites barraques; les restes a venerar es dipositen en reliquiaris, de vegades fastuosos, i s'adornen amb teles, pedres i altres materials preciosos, ja que la magnificència "satisfà" Déu i impressiona els fidels.

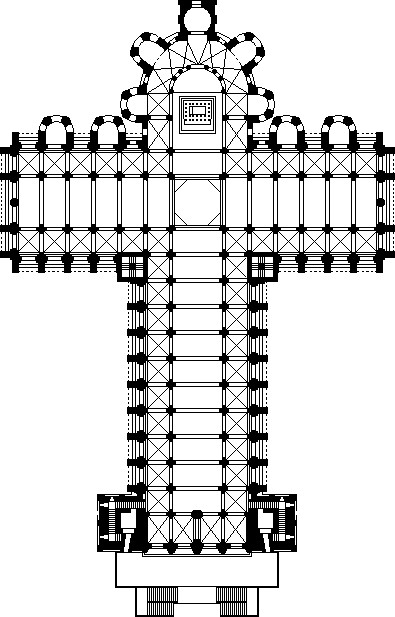
Planta d'església de pelegrinatge. Reconstrucció hipotètica de la catedral de Compostel·la (1075-1188)

Amb la finalitat de visitar les relíquies i llocs destacats del cristianisme, sorgeixen els pelegrinatges, a bastament fomentats per la mateixa Església. Prelats, comtes i magnats visiten Roma el segle x i tornen, a més de prebendes o beneficis, amb idees per a noves construccions a semblança del que han vist, com porxades i deambulatoris que volten, respectivament, exteriorment esglésies i internament capçaleres. Jerusalem és visitada el 988 per Garí, abat de Sant Miquel de Cuixà, el 1038 pel comte Ermengol II d'Urgell i el 1097, en un acte expiatori, per Berenguer Ramon II, l'anomenat el Fratricida. En aquests anys, es desperten els al·licients espirituals i materials de les croades i, entre tants, els comtes Girard I de Rosselló, Guillem Jordà de Cerdanya i Hug II d'Empúries visiten Jerusalem i participen en diverses campanyes. El fenomen de les croades posa l'Europa occidental en contacte directe amb les influències del llevant mediterrani.
Carlemany recupera el nord de la península Ibèrica i investeix la catedral de Santiago de Compostel·la amb notables poders per, entre altres interessos, allotjar les relíquies de sant Jaume. Hug II d'Empúries també viatja per visitar el sepulcre de l'apòstol i, com ell, ho faran molts dels seus contemporanis dels més diversos estrats socials. La difusió del pelegrinatge, que necessita hostatgeries, grans esglésies i altres construccions, contribueix a la difusió de l'estil i les tècniques arquitectòniques; de fet, les vies de pelegrinatge, com el camí de Sant Jaume, faciliten en gran manera l'expansió per bona part d'Europa de determinades característiques pròpies del període. Alguns textos de la Historia Caroli Magni, una crònica llegendària de l'emperador inclosa en el Còdex calixtí a mitjans del segle xii, són considerats per alguns crítics com una obra de propaganda que promociona el chemin du Saint Jacques, ja que descriu els llocs pel qual discorre a manera de guia de viatge.

## Àmbits de l'estil

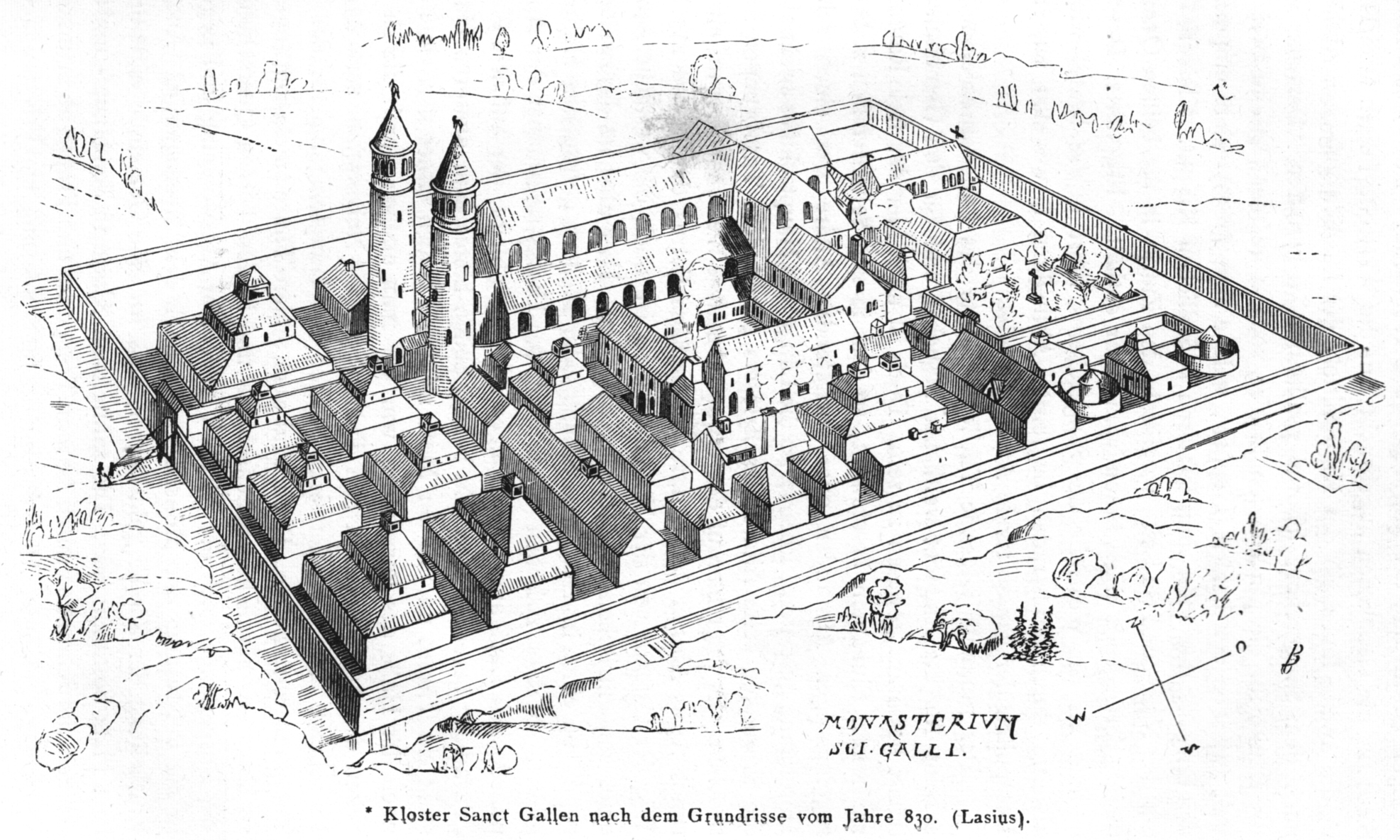
Reconstrucció de les edificacions de l'abadia de Sankt Gallen, segons el plànol d'inicis del, sembla que mai edificat

En estil romànic, es van construir tot tipus d'edificacions: esglésies parroquials, priorals, abacials i catedrals; baptisteris, mausoleus, capelles, ermites; dependències de monestirs, priorats i abadies, com refectoris, sales capitulars, cellers, cuines, dormitoris, calefactoris; castells, torres militars i torres de guaita, palaus comunals, cases fortes, reduïts domicilis particulars i elegants cases ciutadanes; locals comercials i artesans, i també obres civils com ponts, llotges, molins, fortificacions… D'aquests tipus, els menys representats avui en dia són els domèstics i comercials, tot i que són presents en alguns llocs del continent, especialment a Itàlia, usualment amb les arquitectures originals més o menys alterades per reformes posteriors.
Actualment, a Catalunya, es conserven unes mil nou-centes edificacions religioses romàniques, moltes d'aquestes amb la seva estructura original. Així mateix, nombrosos castells edificats durant l'època, prop de dos-cents al Principat, conserven fonaments i altres elements romànics, com panys de muralles, torres, magatzems o cisternes, integrats en modificacions i millores efectuades al llarg dels anys; molts d'aquests castells, en especial al nostre entorn, han quedat més o menys reduïts a ruïnes conseqüència dels freqüents combats que han patit al llarg de la història o a les represàlies que posteriorment en feren els vencedors.
De llarg, el major nombre d'arquitectures romàniques supervivents són eclesiàstiques, entre altres raons perquè, en moltes ocasions, mentre els domicilis i tallers sovint eren reformats o reconstruïts i els castells acostumaven a ser derruïts pels invasors, les esglésies eren conservades i respectades. Aquestes abasten una varietat que va des de petites capelles fins a imponents complexos monàstics, passant per robustes catedrals. Malgrat que un bon nombre d'aquestes edificacions han resultat ampliades i alterades, se'n conserven moltes que, substancialment, han romàs íntegres o bé que han estat curosament restaurades, eliminant-ne elements afegits, bé que aquí s'obre el debat sobre la conveniència d'eliminar afegits històrics, siguin gòtics o noucentistes.
- Casa benestant del segle xiii a Poreč (Croàcia)
- Castell de Loarre (Foia d'Osca)
- Palau Comunal del segle xiii-XIV a Massa Marittima (Toscana)
- Petita església rural de Sant Quirc de Durro (Alta Ribagorça)
- Catedral de Notre-Dame de Mont-Cornadore a Saint-Nectaire (Alvèrnia)
- Complex monàstic de Sant Pere de Rodes (Alt Empordà)

## Precedents i evolució
L'auge de l'art romànic durant els segles xi i xii, en el qual els artistes europeus inventen i experimenten nous llenguatges originant una verdadera revolució estètica, es deu, en gran mesura, al treball artístic produït al continent durant els segles subsegüents a la caiguda de l'Imperi Romà gràcies al triomf d'una nova civilització cristiana, que s'origina quan les classes dirigents es fan amb el poder de l'Església i s'abandonen les tradicions hel·lenístiques mantingudes pels primers cristians, en els temps en què eren una minoria feble, menyspreada i perseguida.

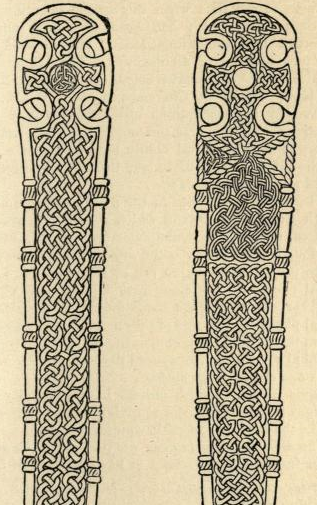
Art pagà en una creu

Amb l'adveniment d'aquests estaments poderosos als càrrecs més influents de l'Església, els principis espirituals dels seus primers dirigents són trastocats pels anhels de poder material dels nous. Aquests entenen l'arquitectura, i l'art en general, com un bon mitjà de difusió i, integrant els intel·lectuals i els artistes de l'època, l'imposen a Constantinoble i, posteriorment, a la nova Europa occidental. Cal fer-ho abandonant els cànons clàssics i creant un nou llenguatge formal i simbòlic, assimilant, especialment a través de la península Itàlica i Sicília, les influències de Constantinoble, on es manté l'autoritat imperial i un alt poder econòmic, i mitjançant el canvi d'ideals que suposa el renaixement carolingi. Són notables els influxos de la iconologia paleocristiana i els motius celticoirlandesos, de naturalesa clarament abstracta, adoptats per la notable comunitat cristianitzadora de l'illa i exportats al continent, tot i que l'artista continental es veurà incapaç de resoldre amb l'abstracció els reptes plàstics als quals s'ha d'afrontar quan l'imperi de Carlemany, assessorat per personatges com Pau el Diaca, decideix restablir l'art —i també la literatura— de l'antic Imperi Romà, com a forma d'afirmació.
Els carolingis han d'harmonitzar les tradicions tècniques i estètiques de l'antiguitat amb la fe cristiana i ho fan recuperant les formes de representació realista dels antics i els seus motius decoratius —fullatges, volutes, palmes, acants—, temes iconogràfics paleocristians, algunes vegades també de la mitologia grecollatina, i, contradictòriament, l'absència de representació realista pròpia de l'abstracció cèltica. L'imperi de Carlemany es desmembra trenta anys després de la seva mort, però, amb el pujant despertar religiós de la societat europea occidental, l'orde monàstic de Cluny pren el relleu en la creació i difusió de la seva tradició estilística. És fonamental l'aportació romana d'Orient: la basílica romana d'Orient de Sant Vidal a Ravenna, construïda el 547, servirà d'inspiració per a la capella palatina carolíngia d'Aquisgrà, finalitzada el 805 i que aprofita antigues columnes romanes, i ambdues obres estimularan posteriors construccions preromàniques i romàniques.
- Basílica romana de Sant Vidal a Ravenna (547)
- Capella carolíngia del palau d'Aquisgrà (805)

Quant a la influència que hauria exercit l'arquitectura armènia sobre l'occidental medieval —romànic i gòtic—, abunden les hipòtesis, destacades les de Josef Strzygowski, segons les quals aquestes haurien tingut una de les seves fonts a Armènia. Certament, determinades característiques de monuments romànics occidentals són presents en edificacions armènies anteriors. Oimés, consta documentat un arquitecte armeni, Eudes de Metz, també conegut com a Odo, treballant per a Carlemany en la construcció, sobre el prototip de la catedral d'Edjmiatsín, de la capella d'Aix, una de les més antigues construccions carolíngies i model per a posteriors. Les coincidències s'observen, encara que poc sovint, en altres esglésies: l'església de Sant Teodor de Bagaran o les d'Edjmiatsín amb l'oratori de Germigny-des-Prés al cantó de Châteauneuf-sur-Loire, l'església de l'Hospital Saint-Blaise al districte d'Auloron, o la Cattolica d'Stilo, església romana d'Orient d'estil armeni a Mezzogiorno.
- Catedral armènia d'Etxmiadzim (618), a l'esquerra torre afegida.
- Oratori carolingi de Germigny-des-Prés (818)

Vers l'any 450, a la ciutat romana d'Ègara, s'edificà una basílica cristiana en l'actual assentament de les esglésies de Sant Pere de Terrassa. Amb el temps, es fou bastint el que avui coneixem del complex episcopal d'Ègara, veritable batibull d'estils arquitectònics precedents i romànics. Després de les reformes romàniques dels segles xi i xii, es conservaren diversos elements d'estil preromànic: l'església de Sant Miquel —considerada un baptisteri per Puig i Cadafalch, però actualment identificada com el mausoleu d'un màrtir— es manté gairebé en l'estat originari dels segles IX o X; Sant Pere conserva l'absis i el transsepte dels segles IX i X, l'absis amb un retaule —d'obra de paleta— amb pintures murals del segle xi encara de tipus preromànic i un terra de mosaic de motius geomètrics a la capçalera, i a Santa Maria resten part dels murs, la capçalera amb pintures a l'absis, mosaics dels segles iv i v i, soterrades, criptes sepulcrals i un baptisteri. En la dècada del 720-730, s'aixequen la basílica i el baptisteri a la vila visigòtica del Bovalar, al Segrià. Moltes esglésies preromàniques són derruïdes en aixecar-se de noves, o bé queden, d'una manera o altra, incloses en aquestes. La presència islàmica dotà els territoris afectats de diversos equipaments urbans i castrals, com mesquites, cases de banys derivades de les termes romanes, torres militars o sudes. Aquestes edificacions, entre moltes més, contribuïren a la configuració de l'estil romànic.
- Restes de cases, basílica, baptisteri, necròpoli i església. Poblat visigòtic del Bovalar, Seròs (Segrià)
- Porta d'arc de ferradura adossada a l'actual construcció romànica. Sant Miquel d'Olèrdola (Alt Penedès)
- Columnes, capitells, impostes i arcs de punt rodó al cos central. Sant Miquel de Terrassa (Vallès Occidental)

L'evolució de l'arquitectura romànica ve condicionada, especialment, per l'economia i la proximitat física a exemples a imitar. Utilitza les voltes d'aresta, ja presents en diverses construccions anteriors a l'any 1000, els arcs apuntats, herència islàmica present en moltes esglésies normandes a Sicília anteriors al 1080 i les voltes de creueria; el desenvolupament dels dos darrers seran objectiu clau del gòtic. En el seu procés, les obres prendran una presència menys tosca i més adornada, prioritzaran les voltes davant les cobertes de fusta; arcs i voltes, normalment de mig punt, apareixeran més sovint en forma apuntada. Proliferarà l'escultura i anirà adquirint millores tècniques, en especial en la configuració espacial de les escenes —malgrat que les representacions "fidedignes" no arribaran fins al gòtic, en algunes obres es percep la intenció de l'artista en la disposició dels diferents elements d'una composició— i el tractament dels alts relleus. Finalment, l'estil arquitectònic romànic crearà obres de transició i estils particulars —arquitectura templera, escola de Lleida, Cistell, ben representats al nostre entorn—, o deixarà obres inacabades que seran represes més endavant durant el període gòtic, o bé que quedaran definitivament truncades —Santiago de Agüero (Foia d'Osca), Sant Blai de Les (Val d'Aran).
- Portada i absis, vista SE. La construcció anava a bon ritme quan s'aturà, paredant les naus pel cantó oest
- La portada, amb mènsules suportant la cornisa, com la resta construïda de l'església, mostra bona factura
- Al pilar centrat, s'hi aprecien, adossades, les columnes amb capitells d'arcs formers de les naus central i sud que haurien continuat

Als comtats catalans poden distingir-se dues etapes:
- Una primera, anomenada "primer romànic", que s'inscriu entre la fi del segle x i mitjans del xii, habitual a la Catalunya Vella i en el qual s'inclou, sovint identificant-lo, el "romànic llombard", l'estil predominant a Catalunya portat pels magistri comacini —mestres actius de la diòcesi de Como, a la Llombardia, i nord d'Itàlia—, caracteritzat per la "decoració llombarda"; el primer romànic presenta influències clàssiques —columnes a la nau central de l'església de Sant Pere de Rodes—, islàmiques —arcs de ferradura a la nau central de Sant Miquel de Cuixà— i del nord de la península Itàlica —decoració exterior de Sant Vicenç de Cardona, campanar de Sant Salvador de Breda—; està emparentada amb arquitectures dels territoris de les llengües d'oc;[n. 19] els aparells són rudes —maçoneria, carreus, disposició irregular de les filades—, les finestres discretes i sovint espitllerades; la decoració escultòrica és minsa, normalment reduïda a la portalada i capitells, tot i que destaquen, especialment en absis i campanars, les decoracions llombardes —arcuacions cegues, lesenes— i els frisos de dent de serra i els escacats; les esglésies sovint estan dotades de cripta i presenten el presbiteri sobrealçat; poden usar cobertes de fusta o de pedra, i de vegades disposen de transsepte o nàrtex.

- I una segona, el "romànic ple", a vegades anomenat "romànic internacional" o "romànic francès", durant el segle xii, però que s'allarga durant el XIII, més present en la Catalunya Nova; procedent dels territoris de les llengües d'oïl[n. 20] i germànics,[n. 21] el conjunt estructural de l'edificació té una aparença més esvelta, l'aparell presenta carreus ben escairats i sovint polits, els vans de les finestres i rosasses s'eixamplen, la decoració esculpida pren un paper destacat, sovintegen els transseptes i els cimboris sobre els creuers.

- Primer romànic amb magnifica espadanya; cos lateral afegit. Sant Andreu, Angostrina (Alta Cerdanya)
- Decoració llombarda a capçalera i campanar. Santa Maria de Taüll (Alta Ribagorça)
- Romànic ple; cimbori reconstruït. Sant Ramon del Pla de Santa Maria (Alt Camp)

Poden incloure's en el romànic ple, o poden entendre's com una darrera etapa, les obres de l'escola de Lleida, de la catedral de Tarragona i de l'arquitectura cistercenca, tot i que aquesta darrera, molt austera, de transició al gòtic, normalment és considerada com un estil propi. L'arquitectura cistercenca que els monjos de l'orde de Cîteaux utilitzaren, a meitat del segle xii, als monestirs de Santes Creus i de Vallbona de les monges, entre d'altres, tot i considerar-se un estil propi, reflecteix patrons de transició. En l'escola de Lleida, s'hi poden apreciar influències de l'art mudèjar, del romànic del nord d'Europa i, fins i tot, del gòtic, que s'estava desenvolupant des de mitjan segle XII; iniciada amb la construcció de la Seu Vella i present en esglésies de les Terres de Ponent, d'Osca o de València com, respectivament, Santa Maria del Castell de Cubells, Sant Miquel de Foces i la catedral de València; hi destaquen les portades ornamentades.
- Porta dels Fillols. Seu Vella de Lleida
- Portalada de vuit arquivoltes. Santa Maria d'Agramunt (Urgell)
- Porta de la Pia Almoina. Catedral de València

- Portada amb arquivoltes, timpà amb Crist beneint i tetramorf, llinda i trencallums. Claustre
- Pilars amb columnetes adossades, capitells correguts, finestra geminada, frisos. Sala capitular
- Frisos de dent de gos envolten arcuació i rosasses, amb calats d'inspiració islàmica. Claustre

- Columnes amb capitells de transició i cartel·la al mur sostenen voltes de creueria de la sala capitular. Monestir de Santes Creus (Alt Camp)
- Pilars cruciformes amb columnes pels arcs formers i columnetes, a l'interior de les naus, dels arcs perpanys. Església de Poblet (Conca de Barberà)
- Cimbori vuitavat, amb finestres a cada cara, sobre trompes. Monestir de Vallbona de les Monges (Urgell)

La basílica, construïda des dels temps de la Roma clàssica, feia servir columnes per a sostenir, mitjançant l'entaulament o simples arquitraus, l'armadura de la coberta i la teulada. En el romànic, les columnes es connecten amb les veïnes en el sentit longitudinal de la nau mitjançant els arcs formers, arcuacions longitudinals a manera de ponts per a suportar el fustam. Donada la preferència dels arquitectes romànics per l'ús de la pedra en les cobertes, aquestes esdevingueren molt més pesants i es reforçaren els murs per alçar les voltes al seu damunt. Les voltes de canó, mig cilindre allargat construït d'una sola peça, resultaven fràgils i, per a dotar-les de major estabilitat, entre els parells de columnes en el sentit longitudinal de la nau, o en cas d'esglésies d'una sola nau des de pilastres adossades al mur, es construeixen els arcs doblers.
- Arquitraus sobre columnes, 580. San Lorenzo Fuori le Mura, Roma
- Arcs formers sustentant les encavallades, 1124. Sant Climent de Taüll (Alta Ribagorça)
- Arc dobler a la volta de canó, 1022. Sant Pere de Rodes (Alt Empordà)

El tram és, probablement, la innovació arquitectònica més transcendent de l'arquitectura romànica, ja que, considerat com unitat constructiva, permet articular la nau amb certa facilitat i ofereix a l'arquitecte un nombre considerable de composicions segons la seva disposició. A més, col·locats l'un al cantó d'altre, cada tram, una unitat relativament petita, reforça la totalitat de la volta. Les columnes deixaren pas als pilars i els trams originaren un altre invent romànic: el pilar cruciforme. Aquest es compon d'un pilar, quadrat, amb sengles pilastres adossades a cadascuna de les cares que permeten que cada pilastra actuï de suport a l'arrancada de cada arc: a l'interior de la nau, sigui la central o les laterals, els arcs faixons i, bé cap a la capçalera bé cap als peus de la nau, els arcs formers.
- Trams a la volta de canó apuntada amb arcs doblers. Nostra Senyora de Tèrme, Tèrme (Aude)
- Tram de volta de creueria al claustre. Abadia de Fontfreda (Aude)
- Tram de volta de canó pintat a la nau central. Abadia de Saint-Savin-sur-Gartempe (Poitou-Charentes)

Hi ha qui situa l'origen de l'arquitectura romànica en la necessitat de reedificar les esglésies després dels saqueigs que llombards i hongaresos feren en territoris del nord d'Itàlia i de França. L'arquitectura eclesial romànica llombarda construeix edificacions generalment d'una o tres naus, capçades per sengles absis, de vegades les laterals per absidioles, bastides amb petits carreus rústics —carreuons sense polir— i, sovint, amb coberta de fusta excepte en els absis, que es cobreixen amb voltes de pedra de quart d'esfera; el seu tret diferencial és l'afegit als murs de "decoració llombarda", consistent, bàsicament, en arcuacions cegues sota la coberta i lesenes repartides pels panys exteriors, que ajudaven a alleugerir les parets, i es presenten dotades de porta de punt rodó i d'escasses i petites obertures; força esglésies presenten esveltes torres campanar amb decoració llombarda.

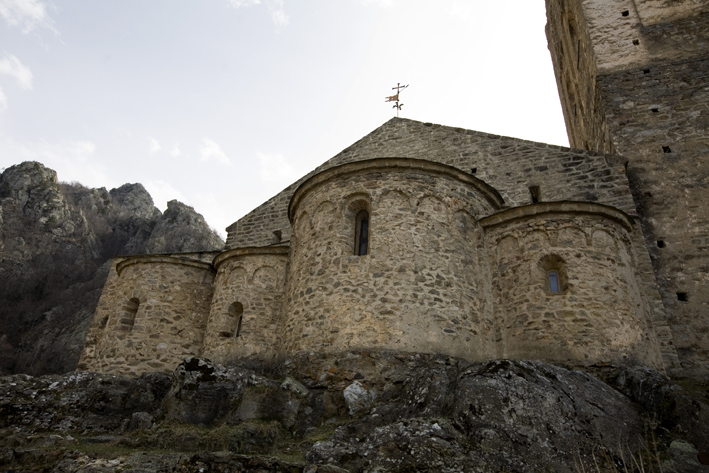
Capçalera edificada el 1r terç del s. XI; absis esquerra afegit posteriorment. Sant Martí del Canigó (Conflent)

Durant el primer terç del segle xi, es construeixen les capçaleres de Saint Philibert de Tournus, Sant Miquel de Cuixà i Sant Martí del Canigó ja cobertes amb voltes de quadrant d'esfera amb aparell rústic de pedra, i abans de mitjans de segle les naus d'aquestes dues darreres ho fan amb voltes de mig punt. Les característiques llombardes es difongueren ràpidament pel nord i centre d'Itàlia, sud de França, Dalmàcia i Catalunya; aquí, l'estil llombard va assolir una gran difusió, mostrant un dels principals assoliments a Sant Vicenç de Cardona, consagrada el 1040, imposant-se sobre les tendències mossàrabs, presents, entre d'altres, a Sant Miquel de Cuixà i Sant Quirze de Pedret.

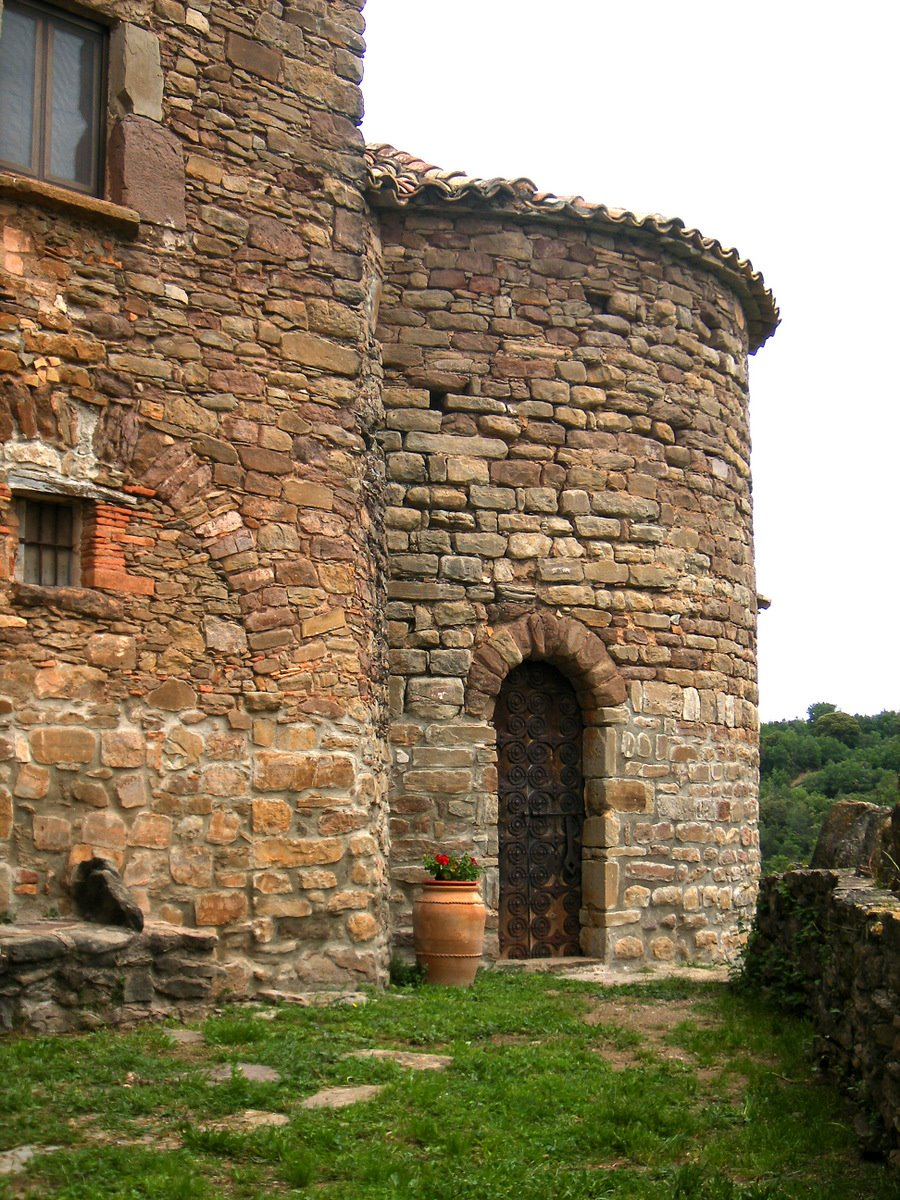
Rotonda amb edificació encastada. Sant Jaume de Vilanova (Moianès)

A mitjan segle xi, les tècniques han millorat, cosa que permet els mestres d'obres a atrevir-se amb obres de major envergadura; la pedra s'escaira bé i les naus es cobreixen més sovint amb pedra, per la qual cosa s'han de reforçar murs eixamplant-los o afegint-hi contraforts. En obres de més d'una nau, la central descarrega part del pes sobre les laterals, que es cobreixen amb voltes de pedra de quart de cercle i actuen de contraforts. També es desenvolupa la volta d'aresta i l'ús de la cúpula que, aplicada a la planta basilical, apareix per primera vegada a Santa Maria de Ripoll. Els progressos tècnics, la gran difusió dels ordes monàstics i el creixent fervor religiós, que origina el fenomen dels pelegrinatges, contribuïren a uniformitzar l'estil arreu del continent, tot i que també s'observen certes tendències territorials.
Dins l'etapa del primer romànic, s'inclou l'obra de l'arquitecte Guillem de Volpiano que, seguidor de la reforma cluniacenca, a inicis del segle xi finalitzava el conjunt de l'abadia de Saint-Bénigne de Dijon; entre les construccions d'aquesta abadia, destaca una rotonda de tres pisos de la qual es conserva la cripta. Aquest tipus d'edificació, de planta circular, es propagà, especialment, pels territoris dominats pels francs. A Catalunya, se'n conserven diverses, com Sant Jaume de Vilanova al Moianès, Sant Miquel de Lillet —consagrada l'any 1000, segons inscripció damunt l'altar— al Berguedà i Sant Esteve de Sallent al Bages.
Cap a la fi del segle xi, ja s'edifiquen grans construccions amb més assiduïtat i gosadia. El 1076, s'inicien les obres de la catedral de Jaca, emmarcada en el romànic ple, iniciadora de la variant dita "jaquesa" i model per a moltes construccions del seu entorn. A inicis del segle xii, la volta d'aresta, producte de l'encreuament perpendicular de dues voltes de canó ja present més d'un segle enrere, evoluciona cap a la volta de creueria, que utilitza dos arcs creuats entre quatre pilars, nervadures, i cobreix amb sengles voltes de plementeria les quatre seccions triangulars resultants.
- Volta per aresta vista per sota
- Volta de creuria
- Volta de creueria amb nervadures a la catedral de Durham

Provença i Catalunya produeixen interessants construccions i destaquen en l'art de l'escultura —Sant Geli (Gard), Santa Maria de Serrabona (Rosselló)— i el de la pintura; aquesta, a última hora, rep força influències romanes d'Orient, i l'estil romànic subsistirà fins ben entrat el segle xiii. Aquesta subsistència és deguda en part als mitjans i necessitats de les diferents comunitats ciutadanes i eclesials i, especialment, ho fa en ambients rurals o menys desenvolupats econòmicament.
- Anunciació, personatges i ésser amb tres caps a carcanyol sobre arquivoltes amb frisos vegetals. Notre-Dame la Grande, Poitiers (Poitou-Charentes)
- Base toscana amb collarí, decorada amb entrellaçats al bossell i feres als esperons, a la tribuna. Santa Maria de Serrabona (Rosselló)
- Collarí, capitells amb àngel, bèsties i caps, i imposta amb flors, al claustre. Santa Maria de Serrabona (els Aspres)

L'estil subsisteix fins a la fi del segle xiii, una mostra n'és l'arquitectura promoguda per l'orde del Temple al sud d'Aragó, la Catalunya Nova i el Regne de València; els templers conjuminen les necessitats monàstiques amb les defensives a Gardeny, a Miravet o, el 1294, a Peníscola, entre molts llocs, construint els seus complexos en un estil de transició. Són nombroses les construccions que barregen els estils romànic i gòtic; unes, de transició, en què els estils es fonen més o menys subtilment; en d'altres, els promotors es trobaren mancats de finançament un cop iniciada una obra en estil romànic i en reprendre la construcció anys després hom modificava el disseny, o bé al cap d'uns anys d'alçada part d'una edificació col·lapsava i es refeia en l'estil posterior. Manuel Milà i Fontanals, al pròleg de l'Album Pintoresch-Monumental, refereix el naixement de la nova arquitectura, la gòtica:
| « | Del si mateix d' aquella arquitectura [romànica] qu' anava ja tirant á fer pujar cap amunt las construccions, ab l'introducció d' un senzill arch fet de dos trossos, nasqué un genre may vist ni conegut. | » |

## Trets arquitectònics territorials
L'estil evolucionarà al llarg dels anys, mostrant diferents datacions i singularitats segons els llocs i les capacitats econòmiques dels promotors de les obres, fins que, a mitjans del segle xii, al nord de França comença a imposar-se l'art gòtic, en especial a partir de l'obra de l'abat Suger. L'arquitectura romànica s'expandeix ràpidament i, més o menys, homogèniament pel continent, però alguns territoris i entitats seran reticents a adoptar el nou estil o ho faran d'una manera particular —extrem est del continent, Escandinàvia, jueus.
L'arquitectura romànica, igual que les altres arts del període, presenta dos aspectes aparentment contradictoris: el paneuropeisme i els localismes. D'una banda, l'estil no és producte d'una sola nació o d'una sola regió sinó que neix gairebé alhora a França, Itàlia, Alemanya, península Ibèrica..., i durant el seu desenvolupament va bescanviant influències, formals i tècniques, de vegades de manera recíproca, en especial per la zona central i occidental del continent, finalitzant per constituir-se com una cultura efectivament europea. D'altra banda, les diferents regions ofereixen diversitat quant a tècniques constructives, trets formals o materials utilitzats. Així, l'arquitectura romànica reuneix elements "universals" amb d'altres extremament locals i comporta una certa varietat en les seves característiques que ens ajuden a interpretar-ne el desenvolupament.

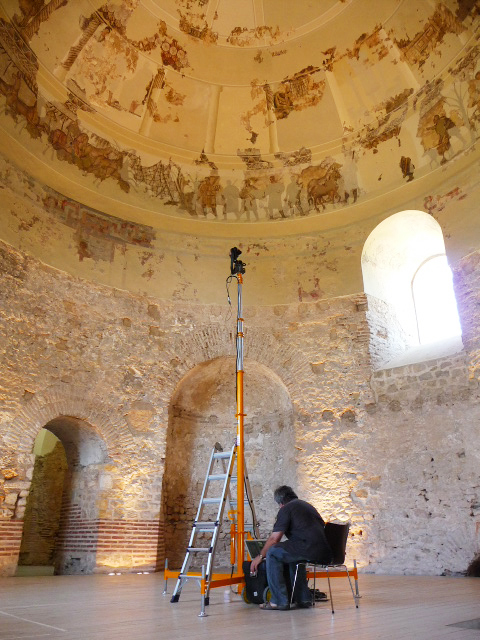
Cúpula recoberta de mosaics del s. IV. Vil·la romana de Centcelles (Tarragonès)

L'Imperi Romà havia estès per Europa diversos tipus de construccions: oficials, religioses, particulars, civils... Als territoris més al nord del continent, però, només s'alçaren edificis oficials i als territoris escandinaus no es documenta activitat arquitectònica romana. Els mètodes constructius romans van sobreviure a les invasions bàrbares, perpetuant-se principalment amb les dinasties romanes d'Orient a llevant del continent, i merovíngia, carolíngia i otoniana a l'àrea central i de ponent. Així, arcs de mig punt i voltes de canó i de creueria foren utilitzats en edificacions preromàniques, però l'habilitat enginyera necessària per a cobrir grans espais amb voltes i per a aixecar amples cúpules s'havia perdut; a Constantí, se'n conserva una a la vil·la romana de Centcelles de 10,66 metres de diàmetre aixecada el segle iv.
El declivi de l'autoritat del Sacre Imperi romanogermànic, gairebé reclosa dins l'àrea germànica a inicis de l'època romànica, és succeïda gradualment pel feudalisme, especialment en àrees d'influència francesa, o bé pel desenvolupament de l'autonomia ciutadana, notable en diversos territoris al nord de la península Itàlica. Seran aquestes noves autoritats qui assumiran la construcció de noves obres civils: seus administratives, fortaleses, fonts, ponts... I també financen edificacions religioses.
Els territoris de l'Europa central es veuran influïts per les successives arquitectures merovíngia, carolíngia i otoniana, productes de les respectives dinasties, l'última sota el patrocini d'Otó I especialment. Territoris en la part meridional, central i nord-oriental d'Itàlia i les illes —Balears, Còrsega, Sardenya, Sicília— són controlats per l'Imperi Romà d'Orient i patrons de l'seva magnificent arquitectura atorgaran peculiaritats en les zones d'influència i serviran de models a moltes construccions europees.
A Normandia i Anglaterra, els conqueridors normands, necessitats de reafirmar el seu poder i amb el suport d'abats i bisbes, impulsen obres de considerable qualitat i magnitud. A Escòcia, l'estil romànic comença a arribar-hi a mitjans del segle xii i a la fi del XV es produeix un renaixement del gènere, potser com a oposició a l'English perpendicular style ("gòtic") que hi havia esdevingut dominant. Al sud d'Itàlia i especialment a Sicília, l'arquitectura normanda hi serà ben present, donat el domini d'aquest poble sobre l'illa, i gairebé arreu de la península Itàlica l'arquitectura longobarda també serà un referent.
Els territoris al sud-oest de la denominada marca hispànica i l'illa de Sicília són dominats per musulmans; així, les lluites i conquestes cristianes durant aquests segles motivaren la proliferació d'edificacions defensives i religioses, algunes vegades utilitzant estructures preexistents, de vegades usant mà d'obra morisca. En les nostres contrades, a més de l'herència romana, trobem influències visigòtiques, musulmanes, del Llenguadoc històric, del nord i l'oest de França i del nord d'Itàlia. Des d'aquesta última regió, arriben als comtats catalans mestres i trets formals que originen obres de l'anomenat romànic llombard, molt estès pel territori occitànic i pel catalanòfon. Al Cantàbric, destaca l'arquitectura preromànica asturiana i, en molts llocs de la península, s'aprecien les aportacions arquitectòniques mossàrabs. Quan els cristians dominen territoris peninsulars, artesans i artistes mossàrabs decideixen instal·lar-s'hi i aporten les influències de l'art musulmà relacionades amb l'arquitectura sirioiraniana i la romana d'Orient, pròpies de l'art mossàrab.
- Mossàrab: porta geminada d'arc de ferradura amb capitells vegetals i arrabà delimitant l'arcuació. Santiago de Peñalba de Santiago (el Bierzo)
- Visigòtic, preromànic i mossàrab (torre i cos lateral posteriors): v. planta de creu grega; p. nau allargada; m. arcs i arcuacions a l'interior. San Cebrián de Mazote (Valladolid)
- Preromànic asturià: volta de canó amb arc former al mirador de l'aula regia de l'antic palau. Santa María del Naranco, Oviedo

- Preromànic: cripta de tres naus amb voltes d'aresta d'aparell de plec de llibre. Sant Esteve d'Olius (Solsonès)
- Visigòtic: interior de planta de creu grega. São Fructuoso de Montélios, Real (Braga)
- Preromànic: pilar central i mur circumdant suporten volta anular a la cripta del Pessebre. Sant Miquel de Cuixà (Conflent)

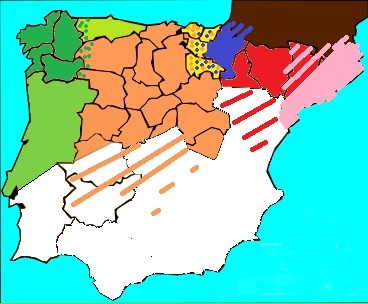
Romànic peninsular: portuguès, gallec, asturià, castellà-lleonès, navarrès, aragonès i català; Rioja i País Basc presenten característiques intermèdies

Esglésies de Renània, Occitània, Itàlia i els Països Catalans es decoren amb "mosaics de paviment", que cobrien, especialment, els espais presbiterals, com a Santa Maria d'Alaó. En zones d'influència romana d'Orient, sovintegen els "mosaics murals" aplicats en diferents espais, com murs, arcuacions, cúpules, voltes absidals..., per exemple a la catedral de Cefalù. La tècnica dels vitralls es desenvolupa en territoris francesos i germànics a l'acabament de l'època, quan els vans de finestres s'eixamplen.
Tots aquests precedents, més o menys modificats, s'entrecreuaran formant una xarxa de característiques, tècniques i formals, dins el continent. Milà i Fontanals considera l'abast europeu de l'arquitectura romànica:
| « | Ad aquest art pertanyen las construccions que, segons observació d' un orador sagrat [P. Eduardo Llanas], tan bé deyan ab los llochs solitaris, estimats pels fills de Benet, mes també doná grossas catedrals, parroquials ecclesias, centre dels poblats que naixían ó ressucitavan, palaus enmurallats dels reys dintre de las ciutats ó dels reyetons feudals en las peladas rocas. Ab ell tan sols, ja 's podía dir que la novella Europa gaudia d' un art ben seu, ab propias usansas y fesomía. | » |

Al nord d'Europa, especialment als països escandinaus i a Islàndia, durant el període romànic foren habituals les esglésies de fusta, inicialment del tipus anomenades "de pals", construïdes a manera de palissada, i posteriorment les "d'entramat de fusta".
- Església d'Haltdalen (~1170), Noruega
- Església de Borgund (1150-1180), Noruega

## Característiques de l'estil
Durant els segles xi i xii, es multipliquen les construccions per tot el continent europeu i és potser l'arquitectura eclesiàstica romànica, demés de la més abundosa i estesa pels solars europeus tant avui dia com en l'època, la que recull tots els trets formals característics del període, els elements que trobarem en la resta d'àmbits: civil, militar, domèstic... És el promotor de l'obra, algunes vegades ell mateix artifex theorice ('artista teòric'), qui assenyala al mestre d'obres, l'artifex practice, quin és el disseny o els referents a seguir. Els coneixements tècnics artístics passaven, oralment i manual, de mestre a aprenent durant un llarg, gradual i pausat procés d'aprenentatge pràctic; també, però, s'han conservat, recollides en tractats com el De diversisi artibus, algunes "receptes de taller" que determinen els processos per a l'elaboració de determinada obra. Així, respectant les diferències territorials, trobem alguns constituents que defineixen l'estil i és en les edificacions religioses on aquests es presenten en la seva màxima manifestació i, en alguns casos, es pot resseguir l'obra d'un mestre determinat i/o la seva escola.

### Períodes del romànic

#### Primer romànic
La proximitat geogràfica dels comtats catalans amb els corrents artístics procedents de França i Itàlia van fer que apareguessin precoçment a Catalunya manifestacions de l'incipient art romànic. Mentre que aquest art no va aconseguir arrelar en la resta de la península Ibèrica fins al segon terç del segle xi, en els comtats catalans es troben nombrosos exemples anteriors que, si no plenament romànics, sí que contenen moltes de les característiques definitòries d'aquest estil artístic. Un exemple destacat del primer romànic és el monestir de Sant Pere de Roda, amb l'església consagrada el 1022. Entre els elements que s'hi troben i que no apareixen al romànic posterior, hi ha l'altitud de la nau i l'organització dels pilars (amb secció en forma de T i capitells d'inspiració clàssica) i la planta, amb tres naus que es perllonguen formant una girola de traçat parabòlic que dona la volta per darrera l'altar.

#### Romànic ple
El romànic ple comprèn des de mitjans del segle XI fins a mitjans del segle XII, i a diferència del primerenc, es manifesta en totes les manifestacions artístiques i es difon amb els moviments monàstics i de pelegrinatge, la unitat del culte catòlic amb la litúrgia romana i, a la constant via de comunicació tant de viatgers com de mercaders. A Espanya es va difondre pel Camí de Sant Jaume i l'expansió de l'Orde de Cluny complicant portes, elaborant els primers frisos i figures radials als arcs i triomfant amb l'escultura monumental. Amb la Conquesta normanda d'Anglaterra es va trencar la unió amb la cultura escandinava a favor de les noves tendències romàniques europees, i en la pintura van ser els veritables impulsors del romànic. A Alemanya es van mostrar al principi reticents a les noves formes que van anar assimilant i difonent durant el regnat d'Enric IV. El romànic ple es va generalitzar a Itàlia força aviat difonent-se per França i arribant a Terra Santa a través dels croats. En aquest període van aparèixer noves formes a tot Europa responent a un nou concepte de les arts que s'anava desenganxant de tota influència o corrent d'anys anteriors. Una de les característiques més importants va ser la inclusió de l'escultura a portades, capitells i impostes. Una altra característica que cal tenir en compte és el voltament complet del creuer amb cúpula.

#### Romànic tardà
El romànic tardà abraça des del final del romànic ple en la segona meitat del segle XII fins al primer quart del segle xiii, quan triomfa l'art gòtic. Aquesta època és la de major activitat de construcció de monestirs de l'Orde del Cister. Comença a aparèixer l'arc apuntat, al principi com a simple recurs constructiu i més tard com a art ornamental, el contrafort i l'arcbotant. Gairebé totes les esglésies dels monestirs del Cister es construeixen amb aquests arcs alhora que se segueixen usant els pesats contraforts i les arcs de mig punt pròpies del romànic ple. Es detecta una inspiració directa en les obres de l'antiguitat així com valors estètics romans d'Orient juntament amb un naturalisme idealitzat demostrat en l'interès per la natura. Aquesta evolució en l'art es pot veure també a l'escultura. Davant l'estàtua-columna del romànic primer, es poden veure un canvi en la proporció dels personatges i una comunicació entre ells. La figura del romànic tardà comença un procés d'individualització pel qual cadascuna adquireix una sèrie de característiques, com ara la disposició dels seus vestits, o els trets de les cares.

### Magistri operisi picapedrers
A la persona encarregada del disseny i la supervisió d'una construcció se l'anomenava magister operis ('mestre d'obres', capomaestro), el terme "arquitecte" no és gens freqüent en la literatura ni en les inscripcions de l'època. Al mestre d'obres, se'l considerava l'artifex practice ('artista pràctic') i podia ser competent tant en l'àmbit arquitectònic com en l'escultòric —tal com ho farien en època protorenaixentista Nicola Pisano i el seu fill Giovanni i Arnolfo di Cambio. És el cas de Wiligelm, mestre del taller de la catedral de Mòdena a inicis del segle xii, de la façana de la qual se li n'atribueix la composició i la decoració escultòrica; s'estableixen relacions entre l'obra d'aquest mestre i l'escola de Tolosa i l'antiguitat clàssica, oimés de fonts literàries medievals del cicle artúric i dels flaviaux.
A més de l'esmentat Arnau Cadell, coneixem l'arquitecte Ramon Llambard —Raimundus Lambardus, probablement anomenat així per procedir de la regió de la Llombardia— pel contracte que el 1175 signa amb el bisbat d'Urgell, i n'és titular Arnau de Preixens, a fi de, en el termini de set anys, alçar les voltes de l'església i els campanars de torre i finalitzar el cimbori de la catedral de la Seu d'Urgell, el qual demostrà la seva mestria, seguint les tradicions italianes, en la decoració llombarda de la façana de ponent i en la galeria a la part superior de l'absis:
| « | En nom de Jesucrist, etern Salvador, jo, Arnau, per la gràcia de Déu, bisbe d'Urgell... encomano a tu, Raimund Llambard, les obres de Santa Maria, amb totes les seves propietats, és a dir, cases, terres, vinyes, rendes (...). I a més a més, et concedim la pensió d'un cànon per a tota la teva vida amb la condició que construeixis per a nosaltres les voltes de tota l'església, fidelment i sense cap engany, aixeques les torretes de les escales o campanars, una filada per damunt de les voltes i realitzis la llanterna correcta i apropiadament amb tot el que li correspon. | » |

Generalment, els mestres d'obres no tenien formació acadèmica en disciplines com la geometria i l'aritmètica, imprescindibles segons Vitrubi per a l'exercici de l'arquitectura i, fins i tot, podien ser analfabets. Una excepció n'és el canonge Alibert de Tournai que, nascut a Antoing, va estudiar les arts lliberals, entre les quals geometria, en escoles capitulars com la de Tournai, de la qual n'arribaria a ocupar la direcció a inicis del segle xii. El normal era que el capomaestro no projectés els edificis en plànols ni maquetes prèvies, sinó que fes el plantejament en el mateix solar, i aquesta manca de plans directors en algunes obres fou causa de fallides i col·lapses durant l'alçament. S'han conservat, però, alguns projectes anteriors i posteriors ben representatius com: el cèlebre plànol de l'abadia de Sankt Gallen, de prop l'any 820, on es determinen les diferents dependències monàstiques; el palimpsest de Reims de mitjan segle xiii, i l'àlbum de Villard de Honnecourt, del segle xiii, que conté dibuixos tècnics de diverses obres i de maquinària emprada. Durant el període romànic, la millora de tècniques, sistemes, maquinària i producció d'eines, facilitaren el renaixement de disciplines com l'estereotomia —l'art de tallar— i una major comoditat en l'alçament de materials. I l'ús de carreus ben escairats, volums amb geometries bàsiques i proporcions simples i simètriques facilitaren construccions més fermes.
- Croquis arquitectònic medieval, de vers l'any 820, de l'abadia de Sankt Gallen
- Màquines. Villard de Honnecourt, segle xiii
- Tècniques i maquinària de construcció. Villard de Honnecourt, segle xiii

### Arts figuratives
Paral·lelament a l'arquitectura, i íntimament lligades a ella, les arts figuratives romàniques —pintura, escultura, orfebreria, estuc, vidre, mosaic, forja…— experimenten millores en la producció i qualitat. De fet, l'arquitectura romànica i la seva escultura estan fortament influïdes per treballs d'orfebreria i miniatures que il·lustraven els llibres de l'època. Al Museu Nacional d'Art de Catalunya es conserva una bona col·lecció d'obres d'art romànic.
Normalment, l'artista és itinerant i es desplaça amb el seu taller, això és, amb els estris necessaris a la seva activitat i els col·laboradors que l'acompanyen. S'han conservat alguns tractats artístics del període en què es recullen variades "receptes de taller" que especifiquen tècniques, materials, temps d'elaboració, eines... de diversos oficis. Per a obres menors, sovint es recorre a artesans/artistes locals.
Amb aquestes arts figuratives, se solen desenvolupar representacions de personatges i fets eclesiàstics, però també abunden les quals tracten temes històrics, fets i personatges llegendaris, actes nobiliaris o quotidians, elements naturals —vegetals i animals— i simbolismes variats, demés de motius geomètrics purament ornamentals. Aviat, principalment en la pintura, l'artista, distribuint els diferents elements —figuratius, simbòlics, decoratius—, sembla adquirir control sobre la composició espacial del representat. Pintors i escultors utilitzen sovint la perspectiva jeràrquica en què els personatges o elements de la composició apareixen magnificats segons la seva importància.

#### Escultura

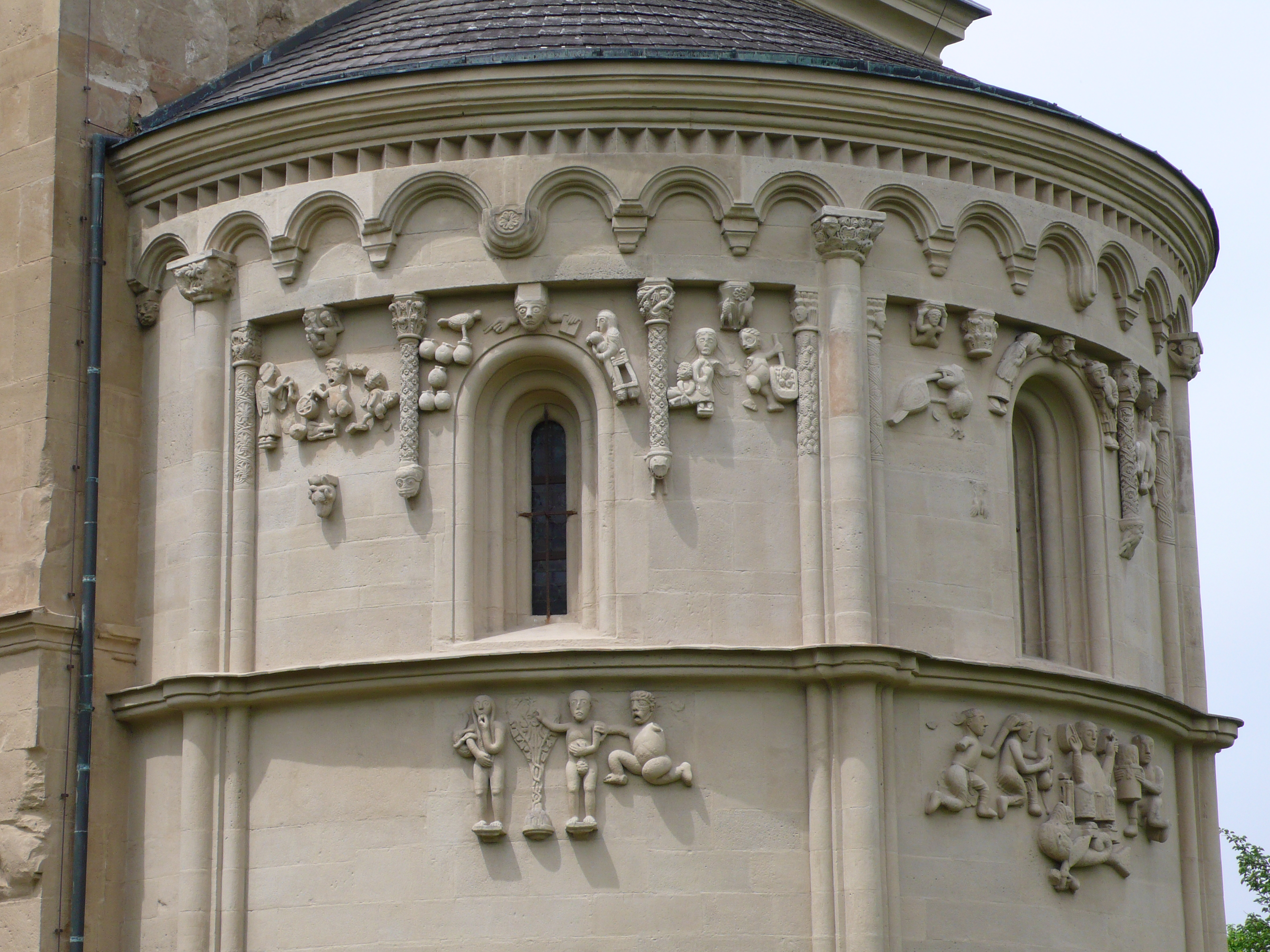
Nostra Senyora de la Immaculada Concepció, Grabern (Baixa Àustria)

És en l'escultura on es mostra més clarament la capacitat "innovadora" de l'artista romànic, tant pel que fa a l'estil com per la utilització de nous suports, capitells, arquivoltes i timpans, principalment. Normalment, es presenta en elements estructurals, però també ho fa de forma arbitrària, encastant pedres esculpides en murs o esculpint una imatge, símbol o escena en un o en diversos carreus de la construcció. Als territoris que havien estat l'imperi d'Occident, se n'havia abandonat la pràctica, que havia estat magnífica durant el període hel·lenístic i habitualment practicada durant l'època paleocristiana, i ni tant sols durant el renaixement carolingi, que tant va desenvolupar la seva arquitectura, se'n va fer ús. D'altra banda, a l'imperi d'Orient, s'havia renunciat a utilitzar l'escultura figurativa com a manera de representació. Però, els escultors romànics degueren conèixer obres de l'antiguitat clàssica i, segur, sarcòfags paleocristians conservats en els seus llocs de culte, dels quals copiaren aspectes compositius i iconogràfics, adaptant-los en capitells, timpans o arquivoltes.
- Jesús davant dels apòstols (s. IV). Sarcòfag d'Stilicone, basílica de Sant'Ambrogio, Milà
- Sant Pere rep la llei. Sarcòfag amb Crist (s. IV), Arle (Boques del Roine)

Des dels primers estudiosos i crítics, s'ha acusat les obres escultòriques romàniques, com també les pictòriques, d'ingenuïtat i de manca de destresa —la qual, com en qualsevol període artístic, resulta evident en determinades obres realitzades per artistes inexperts—, però s'ha fet des de la concepció de l'art com un mitjà de representació realista. El segle xx, amb Picasso, Miró, Léger, Mondrian, Tàpies o tants d'altres, s'ha encarregat d'oferir una nova manera d'entendre'l i, avui dia, no falten autors, com Durliat o Mazenod, que així ho expressen en relació amb la creació d'un nou llenguatge per l'art romànic.
Els promotors del període romànic s'afirmen amb un art que reivindica l'art clàssic en determinats aspectes, ben evidents en l'arquitectura, però alhora trencant amb els models precedents i originant una nova forma d'expressió. I ho aconsegueixen creant obres de factura exquisida i resolent amb mestria els problemes tècnics i formals que se'ls presenten en els nous suports, encabint-hi les representacions historiades de determinades escenes. I apliquen la tècnica de la perspectiva inversa, una innovació del període en què els components en primer terme es presenten amb les proporcions més reduïdes que els del fons, present en alguns capitells.
- Timpà amb Crist en majestat amb el tetramorf, benaurats, condemnats i d'altres. Abadia de Vézelay (Borgonya)
- Home mitrat i dona nimbada a l'estàtua columna del mainell. Catedral de Saint-Lazare d'Autun (Borgonya)
- Perspectiva inversa al Sant sopar d'un capitell. Santa Maria de l'Estany (Moianès)

El magister operis, algunes vegades expert escultor, dirigia personalment la feina dels picapedrers, molts d'ells veritables artistes de la talla; el resultat depenia, a part de la traça d'aquests, de la qualitat dels materials emprats. Poques vegades es disposava dels recursos econòmics necessaris per a importar pedres de llocs distants, més idònies que les que es trobaven a prop del lloc de construcció; quan era recomanable i possible, es feia servir algun tipus de pedra més resistent i millor tallada en els llocs principals i en els més fràgils de l'edificació. Sovinteja l'ús de roques sedimentàries —calcària—, metamòrfiques —marbre— i ígnies —granit. Normalment, només en projectes de gran envergadura —com catedrals, edificacions palatines o importants establiments monàstics— es poden esmerçar els esforços necessaris per comprar, extraure, transportar d'indrets llunyans i tallar pedres de major qualitat: les pedres més consistents són, per naturalesa, les més dures i difícils de treballar.
Les eines del picapedrer i de l'escultor medieval són les mateixes que les de l'antiguitat clàssica i les romanes d'Orient, bàsicament: maces per a percudir, cisells per a desbastar, trepants per a perforar i llimes per a polir. Habitualment, no escollia les pedres ell mateix ni feia servir dibuixos preparatoris, sinó que feia marques, o l'esbós, en el bloc petri que li proporcionaven. Els segles d'abandó de la tradició escultòrica clàssica es reflecteix en les primeres obres del període romànic, que mostren influències de l'obra de bronzistes i orfebres anteriors.
La decoració escultòrica romànica es presenta, generalment, de manera indestriablement unida a la mateixa arquitectura en arquivoltes, capitells, carcanyols, llindes, permòdols, timpans i altres elements. Les més antigues escultures romàniques conegudes són datades poc abans del 1025 i corresponen a les llindes de Sant Genís de Fontanes i Sant Andreu de Sureda; sengles grups de personatges, inspirats en il·lustracions de llibres miniats, es presenten en baix relleu i s'hi aprecien influències estilístiques clàssiques i araboromanes d'Orient i l'esperit figuratiu que evolucionarà durant el període romànic. A mitjan segle xi, es fa més habitual l'escultura narrativa, abandonant, en certa manera, el caràcter ornamental més freqüent en obres anteriors: es representen grans cicles bíblics, hagiogràfics o històrics, dels quals el claustre de Saint-Pierre de Moissac i la portalada de Santa Maria de Ripoll en són excel·lents exemples.
- Llinda (~1025): Maiestas domini; dos àngels sostenen la màndorla; sis personatges (sants?) sota arcs de ferradura; inscripció, i decoració vegetal tallada al bisell. Sant Genís de Fontanes (Rosselló)
- Llinda (~1025): Crist en majestat dins l'ametlla mística que sostenen dos àngels; dos serafins i quatre sants sota arcuacions de ferradura, i decoració vegetal esculpida a mitja talla. Sant Andreu de Sureda (Rosselló)

L'escultura romànica es presenta sovint en forma de relleu, és a dir, amb les figures sobresortint d'una superfície plana. En els primers moments, es fa servir la tècnica del bisell —escapçat oblic de les vores, al biaix, també dit a mitja talla (pot observar-se bé en el marc de la llinda de Sant Genís, al damunt)— sempre en baix relleu —quan menys de la meitat del volum del representat ix de la superfície—; el bisell atorga cert caràcter gràfic a l'obra. A mesura que evoluciona l'estil, que ja havia usat des del principi els fullatges corintis, les talles prenen formes més arrodonides i són més freqüents els migs relleus —quan el figurat presenta la meitat del seu volum sobresortint de la superfície— i els alts relleus —quan sobresurt més de mitja figura.
- Màscara de diable i motius vegetals (1150-1180) en una petita església rural noruega
- Fragments de la basílica de Nostra Senyora de Maastricht (~1100)
- Capitell-imposta corregut (~1230) a la porta dels Gegants de la catedral de Sant Esteve de Viena

Els baixos relleus poden trobar-se, excepcionalment, esculpits als mateixos carreus de la construcció, com a la façana principal de San Michele Maggiore de Pavia. També es veuen mostres escultòriques en elements independents de l'església com tribunes, ambons o baldaquins.
- Baix relleus esculpits als mateixos carreus de l'immafront, amb motius animalístics, historiats, decoratius, simbòlics. San Michele Maggiore, Pavia
- Vivents, l'home i la fera, geometries i fullatges, arcuacions de ferradura, a ambó. Santa Maria del Lago, Moscufo (Abruços)
- Entrellaçats d'influència celta i petita fornícula al marc de la portada. Santa Maria La Real, Sangüesa (Navarra)

L'escultura es mostra també en talles de fusta, especialment crucificats, davallaments, sants i marededeus trobades.
- Marededeu del Davallament de Durro. 2a meitat segle XII
- Marededeu trobada. ~1200
- Crist de Santa Maria de Cubells

- Banc presbiteral de Sant Climent de Taüll
- Baldaquí de Toses, altar de Sant Romà de Vila i creu de Bagergue
- Lipsanoteca de Taüll

#### Pintura
La pintura romànica mural no va poder ser justament valorada fins a partir de la fi del segle xix; fins aleshores, gairebé no se'n coneixia l'existència, ja que la major part d'aquesta, romania oculta sota capes d'enlluïts o de pintures posteriors. La sistematització que a partir d'aquests moments se'n feu, així com de les miniatures, va permetre observar les relacions entre artistes de diferents regions europees. El canvi de noció de l'art dels primers decennis del segle xx, que explora altres mètodes més enllà del realisme imperant en les èpoques precedents, ha permès valorar-les més apropiadament. El pintor romànic defineix un nou concepte de l'espai: presenta les composicions en dos plans, evitant l'ús de la perspectiva i sovint evita els fons d'escena.
- Troballa de la Veracreu per santa Helena (s. XII). San Severo, Bardolino (Verona, Llombardia)
- La lapidació de sant Esteve. Sant Joan de Boí (Vall de Boí). MNAC

- Nativitat al frontal d'altar de l'ermita de Rigatell, Betesa. MNAC
- Llàtzer, el leprós, a la porta del ric Apuló, mural de Sant Climent de Taüll (Vall de Boí). MNAC
- David i Goliat, mural de Santa Maria de Taüll (Vall de Boí). MNAC

Els colors es preparaven amb els pigments de què l'artista disposava, normalment terres naturals i productes vegetals propis del lloc on s'efectua l'obra o portats pel mateix artista d'un altre indret. Les substàncies colorants es molien, es mesclaven amb aigua, es tornaven a moldre i es guardaven amb la humitat suficient per a evitar-ne l'assecat, normalment en petites bufetes o bosses de cuir; quan l'artista en precisava, n'extreia la quantitat suficient i finalitzava la barreja amb aigua o amb l'aglutinant triat. Els pigments eren un dels valors més preuats que posseïa el pintor. És el mateix pintor qui prepara el suport per a la pintura.
En pintura mural, cal preparar la paret amb capes de cal i sorra en diferents proporcions i deixant-les ben allisades; ja que la pintura al fresc s'ha d'aplicar en la paret humida, el pintor o ajudants havien de preparar just la porció de paret que consideraven que podrien finalitzar abans que s'assequés. Generalment, s'aplicava un color de base, normalment clar, al damunt del qual, amb traços roigs o negres, de vegades utilitzant un punxó, es feia l'esbós, a continuació es pintaven els motius generals i s'acabava amb els detalls. Hi ha tendència a anomenar "fresc" tota pintura mural romànica, però aquesta denominació no és totalment certa perquè, en moltes ocasions, el pintor romànic produeix obres de tècnica mixta combinant el fresc i pigments aglutinats amb ou, olis, coles de pintor o resines arbòries. La pintura mural en façanes i interiors experimenta, a cavall dels segles XI I XII, un ressorgiment i, durant el primer terç del xii, es produeixen obres capitals com les del panteó reial de San Isidoro, a Lleó, i les de les esglésies dels Sants Julià i Basilisa de Bagüés —traslladades al Museo Diocesano de Jaca i restaurades per Ramon Gudiol i Ricart, germà i col·laborador de mossèn Gudiol— o els frescos de Taüll —actualment al MNAC.
- Mur de separació de les naus. San Severo, Bardolino (Veneto)
- Absis. Basílica Petersberg, Dachau (Oberbayern)
- Absis. Sants Gil i Llorenç, Weitensfeld, Caríntia (Àustria)

- Mur de separació de nau i absis. Capella de Sant Joan, Pürgg (Estíria, Àustria)
- Presbiteri sobre cripta. Basílica Patriarcal, Aquileia (Friül-Venècia Júlia)
- Mur de separació de la nau i el cor, al fons l'absis. Saint-Martin, Nohant-Vic
- Cilindre i volta de l'absis. Abadia de Sant'Angelo in Formis, Càpua

La pintura també es mostra sovint sobre fusta en diferents elements de l'església, principalment situats en l'espai presbiteral i, algunes vegades, en bigues o enteixinats. Sobre taules, prèviament preparades a tal fi, les trobem en frontals i laterals d'altar, també dits antependis, en baldaquins del tipus templet i dels tipus plafó, com els de Tost i Ribes o, més rarament durant el període, en retaules. Normalment, l'altar —element primordial de l'església— està constituït per una llosa horitzontal de pedra, sovint marbre, sostinguda per un o quatre pilars, i els espais anterior i laterals de l'altar solien tancar-se amb taules de fusta: l'antependi i els laterals. En comunitats econòmicament potents, les taules pintades solien estar adornades amb pedres i metalls preuats, mentre que les comunitats menys dotades podien imitar aquests materials preciosos amb pintures d'artifici i, de vegades, amb talles o estucs que proporcionen relleu.
- Dotze escenes evangèliques pintades en sengles cassetons
- Enteixinat amb 153 caselles pintades; absis gòtic al fons
- Dos cassetons amb al·legories emmarcades per cordons i sanefes geomètriques

Hi ha preferència, a l'hora de pintar, per l'ús de fusta de roure, pollancre, pi i alzina preparades amb anterioritat. Per treballar sobre la taula, prèviament s'ha de polir minuciosament i, segons la mida de l'obra, s'han d'acoblar diverses taules reomplint curosament les juntures amb teles de lli; per finalitzar la preparació, s'hi adhereix una tela, o pergamí, a la qual s'hi aplica una emprimació de guix amb cola sobre la qual es disposaran les pintures després d'haver-ne assenyalat les línies principals amb un pinzell o un punxó. A partir del segle xiii és habitual aplicar pa d'or —fulls molt prims de metalls com or, argent o alumini— en els fons de les escenes o remarcant alguns elements, com ara nimbes, i colradura —vernís groguenc que, aplicat sobre una superfície metàl·lica (estany, acer...), li proporciona una aparença d'or. A més de taules i amb tècniques semblants, també es pinten talles, com imatges o motllures esculpides.

Biga de la Passió. Al MNAC

#### Miniatura
Durant el període, les miniatures serveixen per a inspiració de pintures murals i sobre fusta. En aquest cas, però, l'artista sol ser un monjo treballant al si d'una comunitat monàstica o canonical i no un pintor itinerant. La còpia i venda de llibres esdevé un recurs econòmic molt important per a moltes comunitats —el seu preu era realment prohibitiu i, tret de casos excepcionals, els personatges poderosos podien tenir-ne una dotzena, o una seu catedralícia no solia atresorar-ne més d'una cinquantena. Així, per augmentar-ne la producció, normalment aquests tipus de pintures es fan en cadena: cada monjo s'"especialitza" en algun determinat aspecte —fons, figures, epigrafies, lletres majúscules, aplicació de determinats colors—, i en resulta que diferents monjos executen les diverses parts d'una mateixa il·lustració.
La inspiració de les miniatures romàniques ve, en molts casos, de les tradicions romana d'Orient, celta i carolíngia. Les escenes que representen són molt variades i abunden les lletres majúscules decorades, a vegades profusament. Tret de l'ús específic de la tinta i el suport, la tècnica de la miniatura no difereix gaire de les altres: sobre fulls de pergamí, fets de pells d'ovelles, cabres o vedells prèviament assaonades, l'artista fa un dibuix previ, després n'il·lumina amb colors base les diferents parts i finalitza contornejant i detallant amb pinzell fi els diferents elements. La pintura en il·luminacions de llibres manuscrits ens proporciona un dels millors recursos per conèixer variats aspectes de la societat romànica, com les maneres de treballar dels artesans, els estris litúrgics o les arquitectures que idealitzaven.
- Encenser (baix-dreta), bisbe mitrat assegut en càtedra (dreta), diaca, o cantor, cantant l'Exultet sota baldaquí (centre). Exultet, s. XI
- Cel, amb església que allotja arqueta, i infern, amb bèstia. Apocalipsi de Bamberg, ~1000
- Baldaquí amb cortinatges al santuari del Sant Sepulcre. Evangeli a la catedral d'Etchmiadzin, Armavir, ~1000
- "E" d'influència cèltica. Missal de l'abadia de Corbie, s. XI

#### Mosaic
Els precedents de la tècnica del mosaic, anomenat opus tesellatum, es troben en l'art romà i en el romà d'Orient i reviu durant el període romànic. Amb tessel·les, petites peces tallades en geometries simples —cúbiques, romboèdriques, cilíndriques— de pedres naturals o pintades amb colors, de ceràmica, terra cuita, vidre...— es cobreixen diferents espais, siguin murals o paviments. Les tessel·les es disposen de manera que els diferents colors componguin figures naturals o abstractes. És freqüent trobar mosaics de paviment en arquitectures renanes, occitanes, italianes i catalanes, mentre que els murals solen restringir-se a àrees d'influència romana d'Orient. Els Cosmati, una nissaga italiana, destacà creant un estil propi entre els segles xii i xiii, el cosmatesc, en el qual es barregen els tipus d'opus tesellatum i opus sectile, el primer fet amb tessel·les petites i regulars i, el segon, amb talles més grans i figures més elaborades.
- Madonna romana d'Orient (mosaic, ~1100), inspiració d'obres pictòriques romàniques. Museo Civico Medievale de Bologna
- Signes del zodíac i labors mensuals. Abadia de Saint-Philibert a Tournus (Saona i Loira)
- Paviment cosmatesc, barreja d'opus sectile i opus tesellatum (ss. XII-XIII). Santa Maria in Cosmedin, Roma

#### Vidre
L'art del vidre ja era usat en temps de la Roma clàssica, però caigué en desús fins a l'època romànica. Els romans també feren ús, a manera de vidre de finestra, del lapis specularis, mineral de guix cristal·litzat de vegades amb un alt índex de transparència, i de l'alabastre, translúcid. Algunes construccions romàniques van emprar aquests materials. Coneixem un artista del vidre, Gerlachus, que va representar-se ell mateix en el moment de treballar i va fer una inscripció en una vidriera del monestir renà d'Arnstein, datada de prop de 1150.
És en territoris francesos i germànics on s'instal·len les primeres vidrieres romàniques, elaborades a partir de la segona meitat del segle xii per a estructures arquitectòniques de caràcter protogòtic. Efectuat un esbós sobre una superfície dura que reprodueix el va de la finestra, es fa el dibuix; es tallen les peces adequades considerant el color apropiat, s'acoblen per a configurar el dibuix i s'uneixen mitjançant un filet de plom. El vidre pot ser colorat durant la seva elaboració o amb posterioritat, especialment en l'últim cas se'n destaquen els detalls o contorns.

#### Oficis artístics

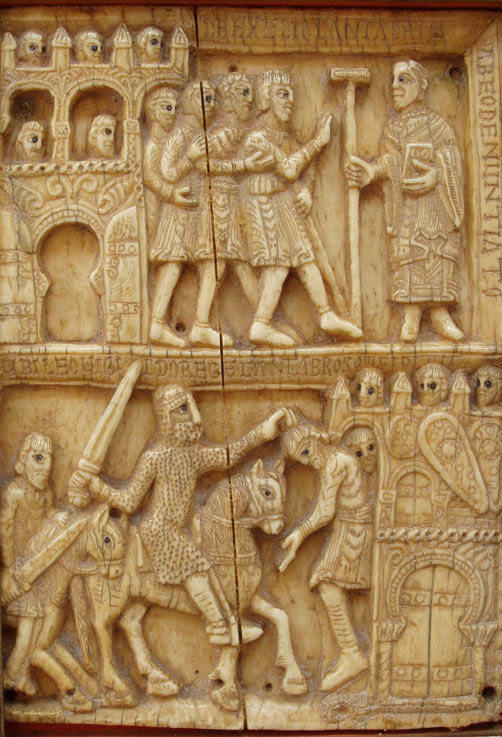
Vori, s. XI. Detall de l'arca reliquiari de San Millán

Els treballs de metall, les peces d'orfebreria, les joies, els adorns d'esmalt, les talles d'ivori, els tèxtils, alguns amb brodats, i els estucs ornamentals sobre paret o fusta, per exemple donant relleus en taules pintades, són habituals en l'època i mostren la capacitat creativa dels seus autors. Les influències artístiques principals d'aquests oficis són islàmiques, romanes d'Orient, cèltiques i carolíngies. Mentre els predecessors i contemporanis de l'imperi d'Orient feren ús de l'or com a suport de peces d'orfebreria més habitualment, amb l'art romànic el metall preciós, tret d'excepcions, deixa pas a altres metalls, principalment la plata i el coure. Òbviament, aquests productes dels oficis artístics només els poden costejar les classes socials més afavorides econòmicament, entre les quals, i de manera destacada, membres dels alts estaments de l'Església i les seves comunitats. Durant el romànic, trobem dues tendències eclesiàstiques clarament contraposades quant al luxe i l'austeritat i això, com la capacitat econòmica de les diferents parròquies o personatges, es reflecteix en els materials usats i els acabats dels objectes artístics, siguin robes, metalls o d'altres. Molt sovint, les classes poderoses destinen aquests productes a fer-ne un ús ostentós i de poder, davant del poble i també dels seus semblants.
- Amb metalls, principalment bronze, però també coure, alumini i llautó, es realitzaren obres de petita envergadura —canelobres, làmpades… i d'altres destinades a ser tractades posteriorment pels orfebres— i d'altres de més grans —piques baptismals o portes de dimensions considerables, com les de l'abadia de Sant Zenó a Verona. També es produeixen elements de forja, amb ferro o acer, destinats a diversos usos, com ara reixes, forrellats, reforços de portes, guarniments, armes...

- Pila baptismal amb tapa. Catedral de Santa Maria de Hildesheim (Baixa Saxònia)
- Portes del segle xii de la catedral de Płock, Voivodat de Masòvia (Polònia). Exposades a la catedral de Santa Sofia de Nóvgorod
- Camperol amb gavella de cereals a la mà a les portes de bronze de Bernward. Catedral d'Hildesheim (Baixa Saxònia)

- Els orfebres produeixen i decoren objectes de factura delicada, dedicades, bàsicament, a l'ús litúrgic: reliquiaris, copons, encensers, píxides, arquetes, bàculs pastorals… Principalment, utilitzen la tècnica de la cisellada i de la filigrana —obres fetes de fils d'or, d'argent... entrellaçats i units per soldadures imperceptibles. També s'elaboren objectes amb plata sobredaurada i s'hi encasten pedres precioses. Hi ha reliquiaris romànics amb forma de bust, sovint pintats i representant un sant, amb l'ànima de fusta i, parcialment o total, recoberts amb plaques de metall i altres elements preciosos.
- El joier produeix obres d'orfebreria amb metalls preciosos i/o gemmes destinades a ser lluïdes al damunt del cos. Són habituals els anells, segells, fermalls, penjolls, entre els quals creus, corones…
- Les obres d'orfebreria són susceptibles de ser guarnides amb esmalts. Els principals tallers de l'època romànica es troben a les valls de Rin i el Mossa i, destacant per la seva qualitat i dissenys, a Llemotges. És possible que, durant aquest període, l'art de l'esmalt sigui el que va assolir els nivells més alts quant a perfecció i difusió d'entre tots els oficis artístics.[112] Mentre els seus referents romans d'Orient i musulmans fan un ús més extensiu de l'or com a suport d'esmalts translúcids, els romànics utilitzaran el coure i produïren esmalts opacs. Dues són les tècniques d'aplicació de l'esmalt sobre la superfície dels objectes: el cloisonné es realitza dipositant el material en cel·les formades per filigranes i el champlevé ho fa en concavitats del mateix suport; aquest segon guanyà en popularitat.

- Colom eucarístic. Llemotges, 1a meitat segle xiii
- Arqueta: els sants Innocents. ANÒNIM. Llemotges, cap a 1200-1210
- Naveta de Besalú

- Copó
- Bàcul de l'Anunciació
- Encenser
- Marededeu

- Coure amb esmalts de Llemotges
- Crist de Moror
- Crist coronat
- Coure amb esmalts de Llemotges

- La talla de vori
- Contraposat als teixits grossers de lli i llana o a les samarres usats pel poble i pels ordes religiosos austers, en altres comunitats més aficionades a la sumptuositat, en especial les catedralícies, i entre la classe poderosa, predomina el gust per fibres més elaborades d'aquests materials i per la seda, a vegades barrejades en una mateixa composició. És freqüent la inclusió de filets d'or o plata en els teixits i també se'ls efectuen brodats. Aquestes robes fastuoses eren normalment destinades a l'abillament personal nobiliari, com els mantells conservats dels emperadors Enric II i Roger II d'Hautville, o eclesiàstic, com capes, casulles…, i altres usos cerimonials, com ara sudaris o estoles. També en la confecció de tapissos amb dissenys abstractes o figuratius més o menys elaborats —dels quals el de la Creació n'és l'exponent més destacat—, molt usats per a folrar panys de paret de cambres, principalment per raons d'aïllament tèrmic, i com a divisors d'espais tancats.

- Setge a fortalesa; nou fragments units, total 688 x 50 cm. Tapís de Bayeux, Centre Guillaume le Conquérant de Bayeux
- Probablement usat com a gonfanó per anar a la guerra; 110 x 72 cm. Penó de Sant Ot, MTI
- Maiestas domini envoltat per elements naturals, simbòlics i còsmics; 358 x 450 cm. Tapís de la Creació, catedral de Girona